# Samsung Galaxy A
La gamme Samsung Galaxy A est une série de smartphones grand public de la marque Samsung Galaxy.

## Présentation
Elle est composée de smartphones Android entrée de gamme, et depuis 2018 et la fusion avec la gamme Galaxy J, d'appareils d'entrée de gamme plus compétitifs sur le plan tarifaire. Elle est, avec l'iPhone, l'une des séries de smartphones les plus vendues dans le monde : en 2019, trois des smartphones du top 5 en nombre de ventes étaient des Galaxy A.
Pour chaque millésime, la gamme est composée d'environ 10 smartphones, aux prix allant de 100 et 900 €, avec de nouvelles versions présentées chaque année.

## Modèles

### 2015
Pouvant être considérée comme la suite de la série Neo/New, ces appareils se remarquent par une apparence ressemblant fortement aux appareils haut de gamme de la série S, sans toutefois coûter le même prix, mais conséquemment en n'ayant pas les mêmes fonctionnalités.
La série Samsung Galaxy A 2015 regroupe quatre appareils : le A3, le A5, le A7 et le A8, présentés aux grand public entre décembre 2014 et août 2015. Leur design tout en métal s'inspire des téléphones haut de gamme de la marque, mais les caractéristiques sont équivalentes à celles d'appareils milieu de gamme. Les A3 et A5 sont équipés de Snapdragon 410 et les A7 et A8 ont un Snapdragon 615, plus performant. Le Samsung Galaxy A7 était disponible au prix indicatif de 499 €, soit 100 € de plus que le A5.
Liste des différents modèles de la gamme Samsung Galaxy A 2015 :
- Samsung Galaxy A3 ;
- Samsung Galaxy A5 ;
- Samsung Galaxy A7 ;
- Samsung Galaxy A8 (pas en Europe).

Ces quatre appareils sont disponibles en déclinaison mono-SIM et dual-SIM qui offre la possibilité à l'utilisateur d'utiliser deux cartes SIM simultanément, par exemple pour deux lignes téléphoniques.
La génération originelle de 2015 regroupe les téléphones intelligents les plus fins jamais fabriqués par Samsung (6,7 et 6,9 mm d'épaisseur respectivement) qui arborent un design proche de celui du Galaxy Alpha, se distinguant de celui-ci par un boitier métallique monocorps et par le fait d'être positionnés en milieu de gamme, et non pas en haut de gamme. Le A8 diffère des autres appareils de cette génération avec un design se rapprochant du Galaxy Note 5, et troquant le dos de métal par un dos de plastique.
| Modèle    | A3           | A5           | A7           |
| Variante  | Aucune       | Aucune       | Aucune       |
| --------- | ------------ | ------------ | ------------ |
| Largeur   | 65.5 mm      | 69.7 mm      | 75.9 mm      |
| Longueur  | 130.1 mm     | 139.3 mm     | 150.9 mm     |
| Épaisseur | 6.9 mm       | 6.7 mm       | 6.3 mm       |
| Poids     | 110.3 g      | 123 g        | 133 g        |
| DAS       | 0,554W/kg    | 0,403W/kg    | 0,55W/kg     |
| Sortie    | Janvier 2015 | Janvier 2015 | Février 2015 |
| Prix      | 289€         | 399€         | 509€         |

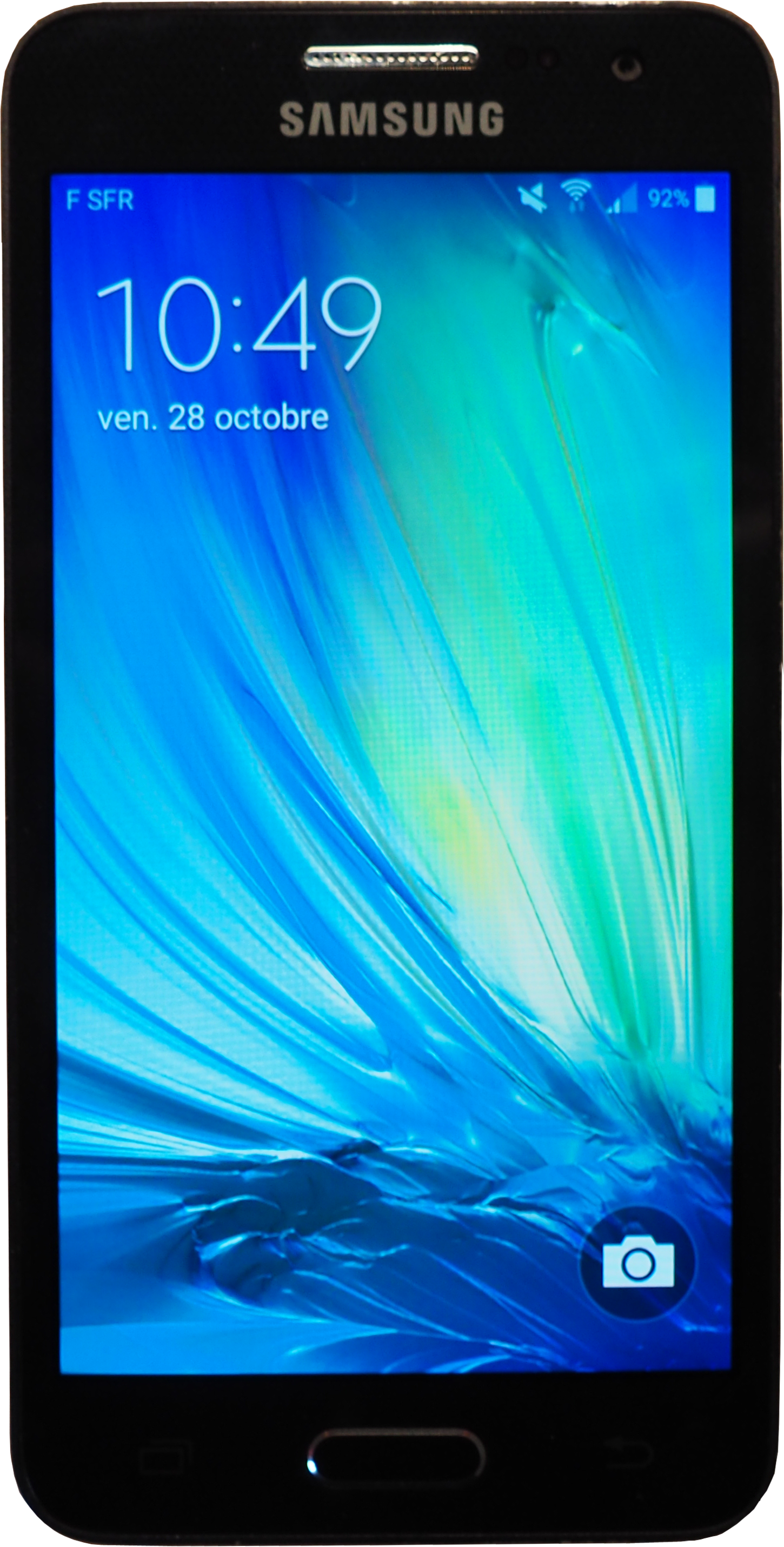
A3
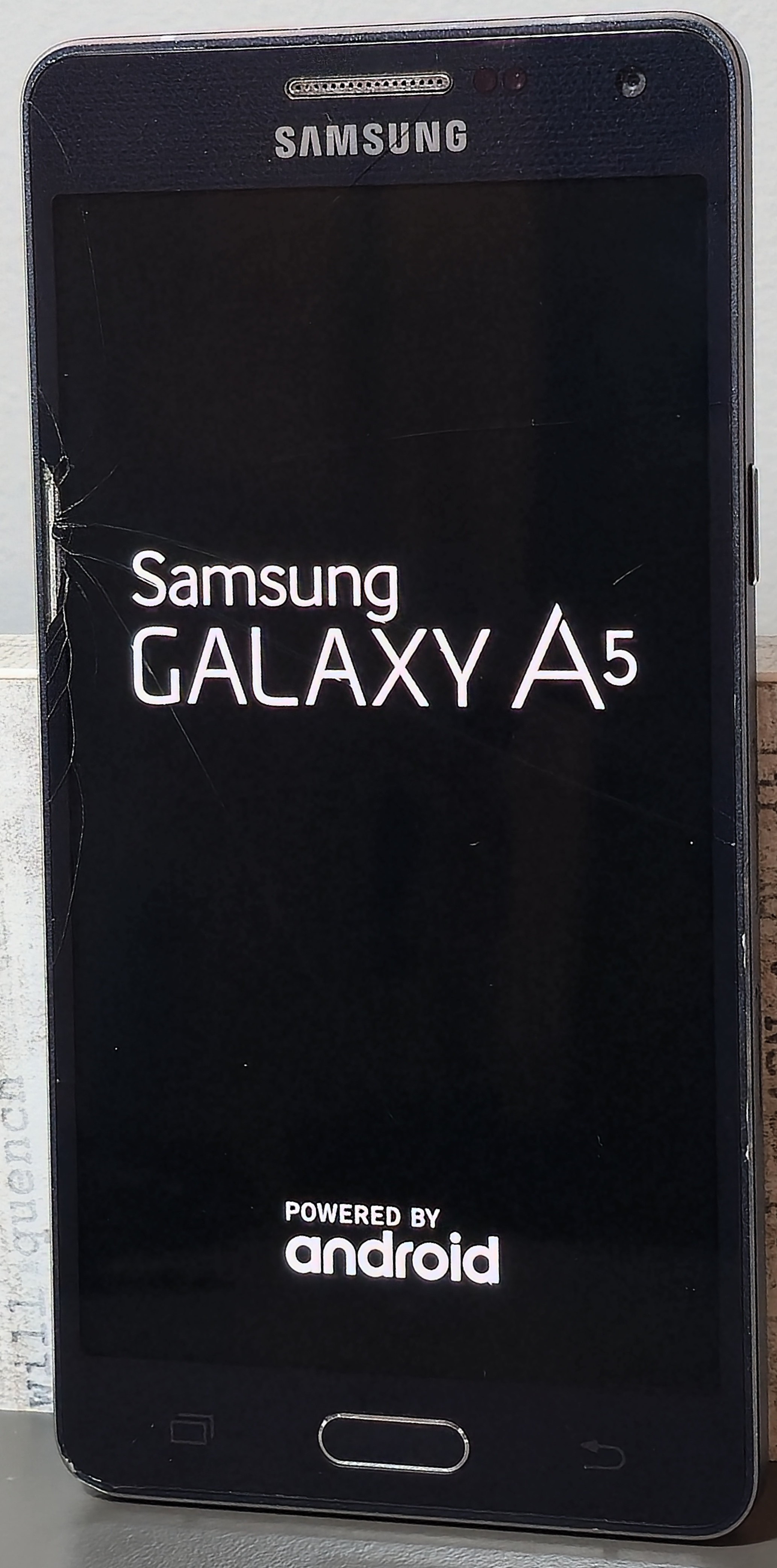
A5
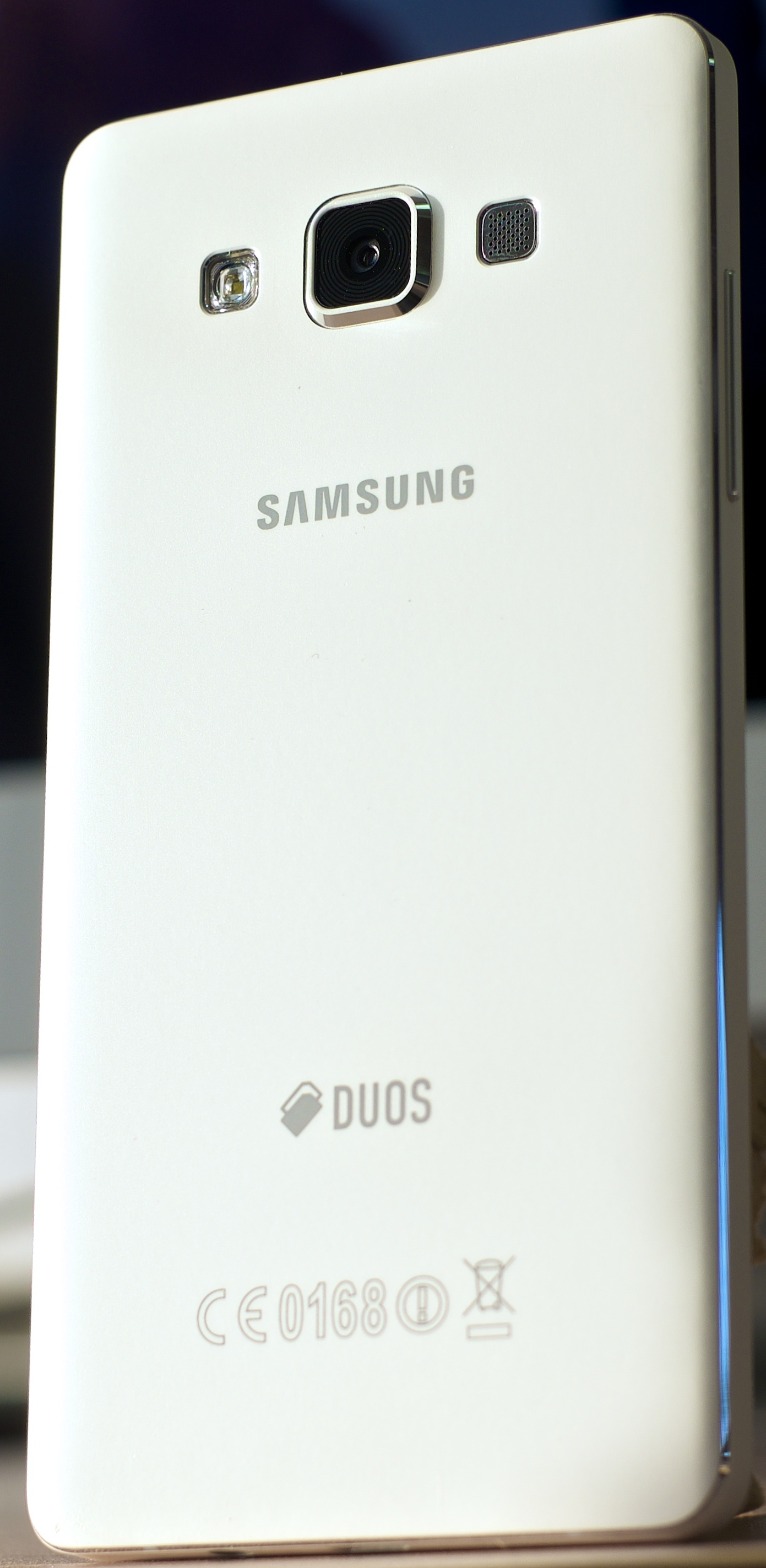
A5 (vue arrière)

### 2016
Par la suite, les itérations 2016 prennent un design semblable aux Galaxy S6 et Note 5, remplaçant le boitier métallique par un dos en verre Gorilla Glass 4 mais en préservant les bords en métal, et un lecteur d'empreintes digitales prend finalement place dans le bouton d'accueil, au contraire de la génération originale. Cette édition emploie des processeurs Exynos maison, au contraire de processeurs Qualcomm Snapdragon en 2015, un changement apparemment définitif pour le reste de la série.
La série 2016 de la gamme Galaxy A comprend deux appareils supplémentaires par rapport à la série 2015. En plus des A3, A5, A7 et A8, Samsung a présenté en janvier 2016 le A9, sorti exclusivement en Chine, et le A9 Pro en mai. Une des améliorations majeures de la série est l'autonomie des appareils. Ainsi, le Galaxy A5 2016 a obtenu la première place du test d'autonomie du site Les Numériques avec quatre heures d'avance sur le numéro deux, pour un total de 17h53 sur batterie.
Parmi les autres améliorations générales apportées par la série, on peut citer le design amélioré, le processeur plus puissant ou encore un meilleur écran. Tous ces nouveaux appareils sont équipés, à leur sortie, d'Android Lollipop 5 ou 6.
Liste des différents modèles de la gamme Samsung Galaxy A 2016 :
- Samsung Galaxy A3 ;
- Samsung Galaxy A5 ;
- Samsung Galaxy A7 ;
- Samsung Galaxy A8 ;
- Samsung Galaxy A9 ;
- Samsung Galaxy A9 Pro.

L'édition 2016 adopte un design proche du Galaxy S6. Sortie à partir de décembre 2015, cette édition introduit l'usage du verre dans le dos de l'appareil, tout comme le S6. Dans cette édition, le haut-parleur se retrouve en dessous de l'appareil, exactement comme le S6. Autre ajout notable, le lecteur d'empreintes digitales fait son entrée, et se retrouve, encore une fois exactement comme dans le S6, dans le bouton d'accueil. Le fonctionnement est aussi comme sur le S6, remplaçant le système de glissement vertical du S5/Note4. Notons la protubérance minime de la caméra comparé au Galaxy S6 et les appareils de l'édition 2015. Les A5 et A3 ont reçu des écrans de plus haute résolution, soit respectivement FHD (1080p) et HD (720p). Dans cette édition, les appareils sont plus épais qu'en 2015, en passant de 5,9 mm à 6,3 mm à 7,3 mm. Les batteries ont aussi augmenté en capacité. Les processeurs ont aussi été changés, en passant des Snapdragon 410 et 615 aux Exynos 7580 Octa, 7420 Octa et Snapdragon 652.
Nouvelle addition dans cette édition, le duo Galaxy A9/A9 Pro offrent des écrans de 6", plus gros que tout autre appareil sorti par la marque à ce moment, dépassant même les Note.

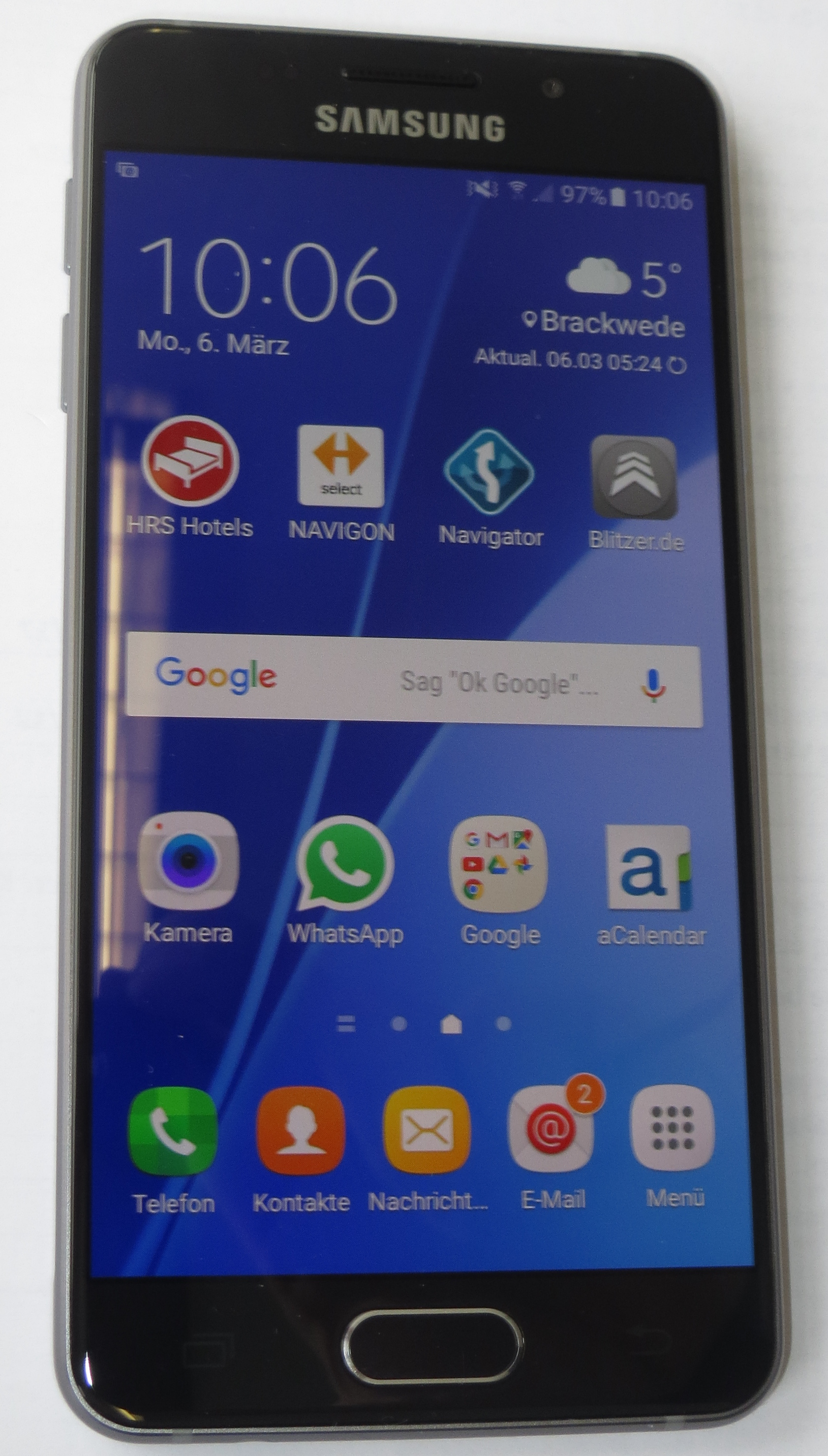
A3
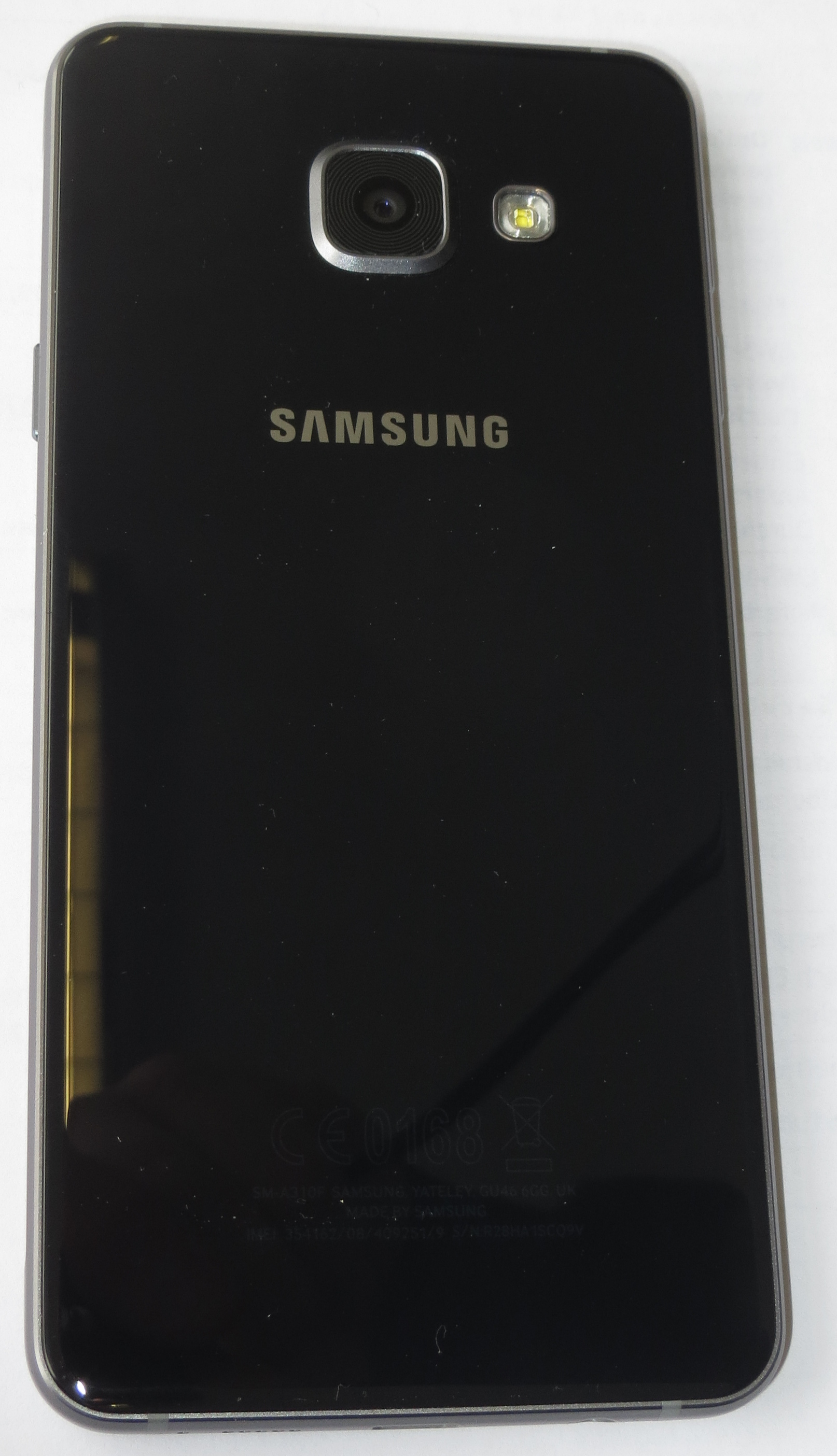
A3 (vue arrière)
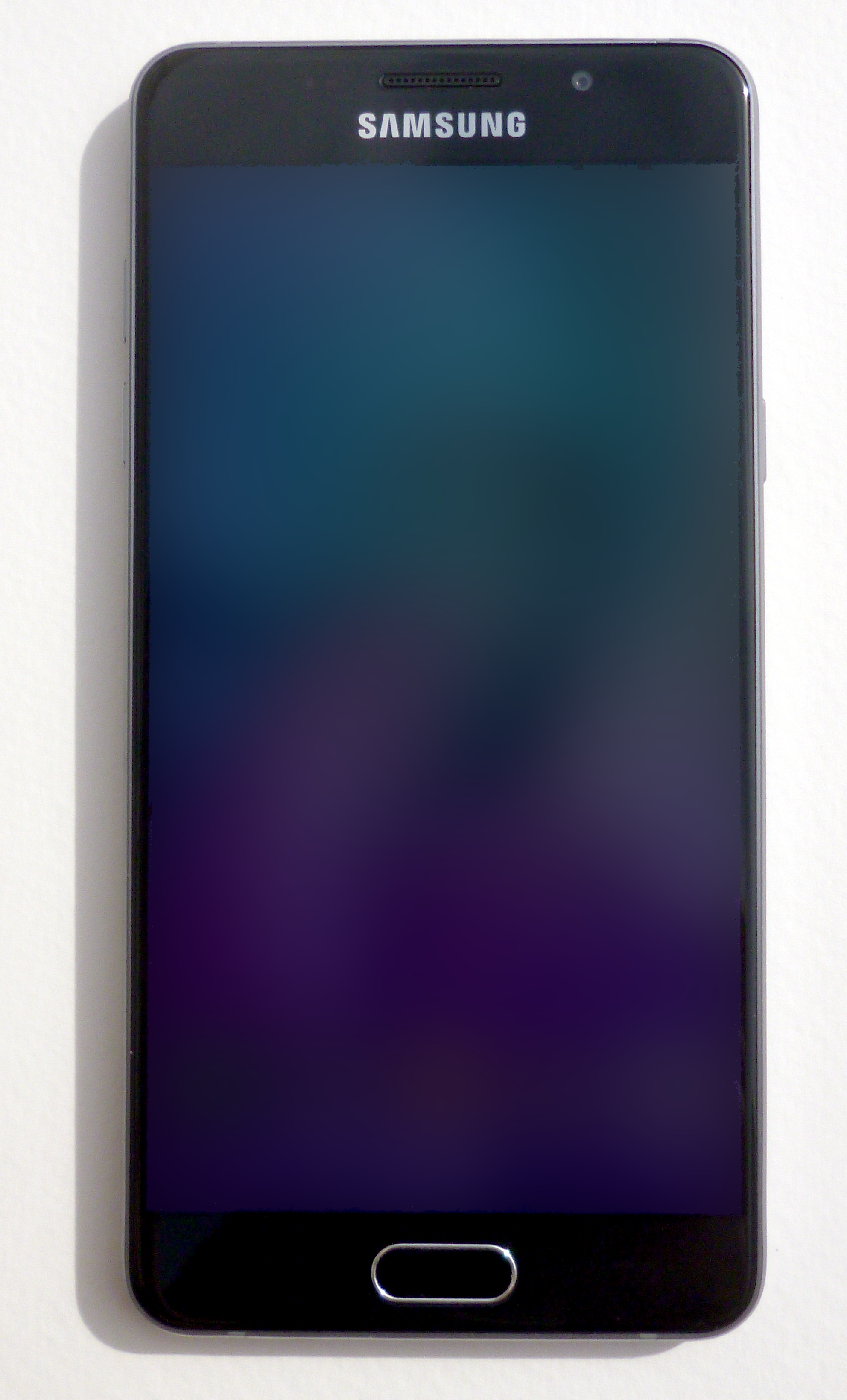
A5
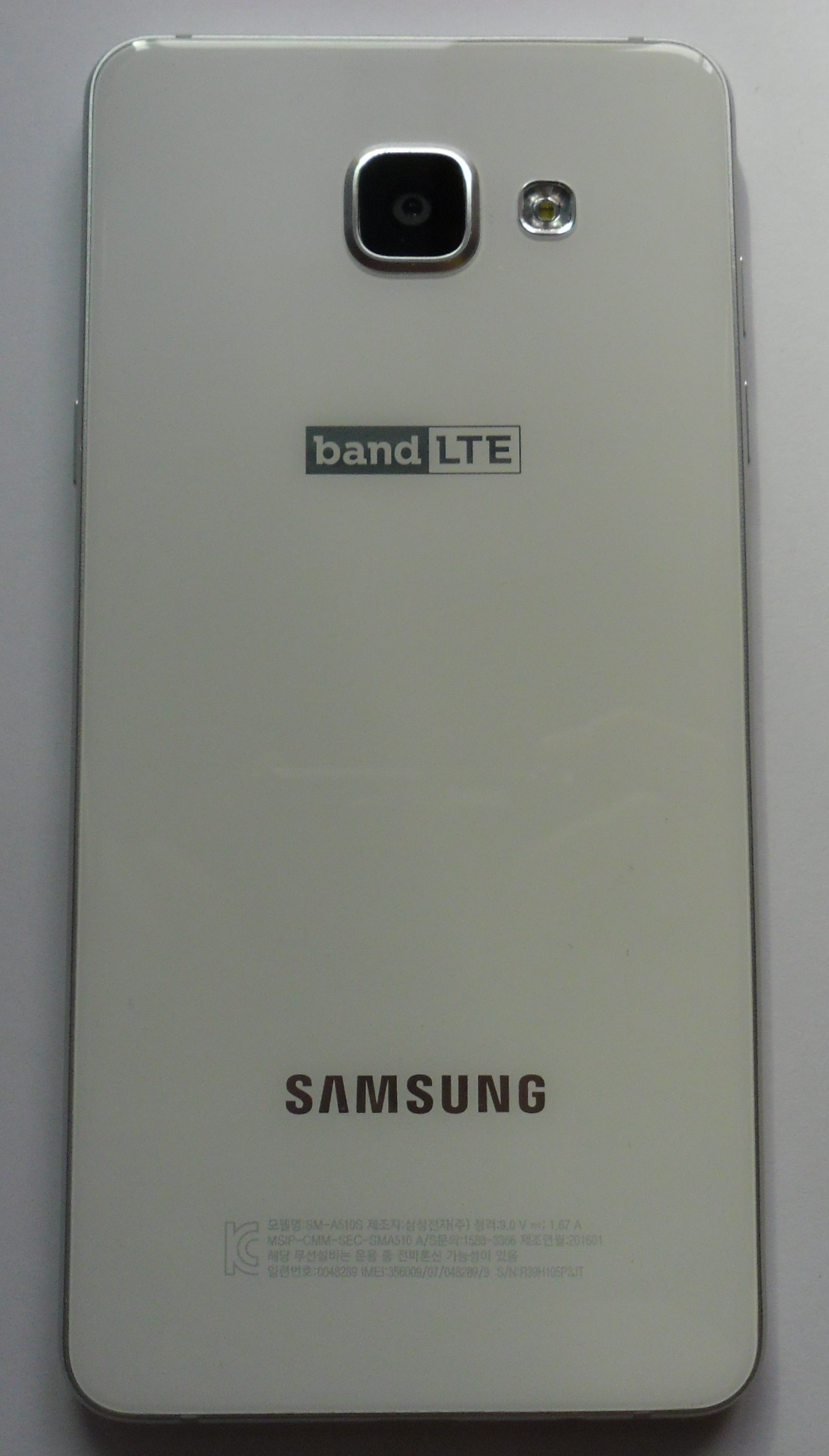
A5 (vue arrière)
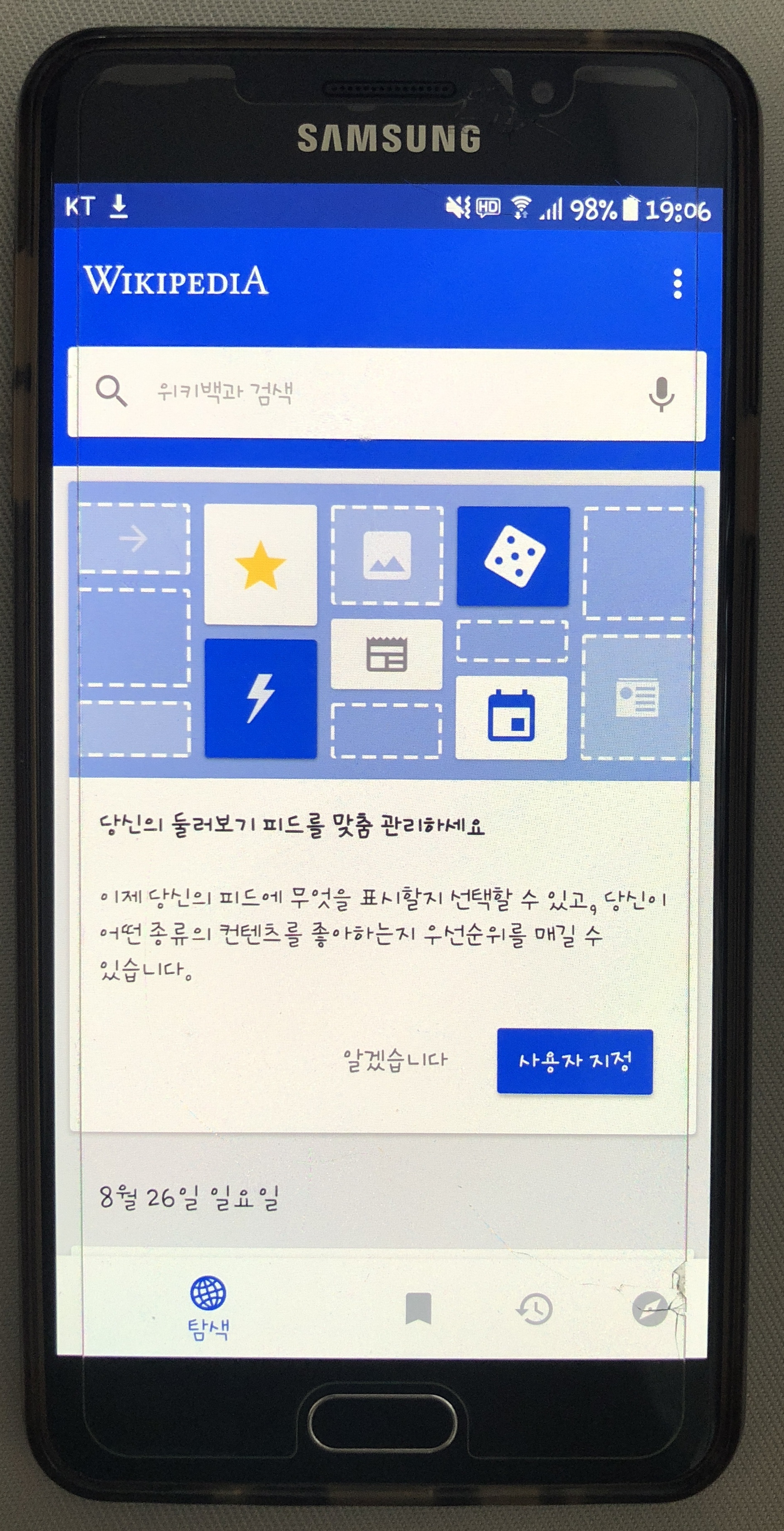
A7

### 2017
L'édition 2017 de la série reprend un design semblable au Galaxy S7 et reprend même la certification IP68 contre l'eau et la poussière, la même certification que le S7. Le haut parleur n'est plus situé aux côtés du port USB, par ailleurs étant désormais un port USB-C, mais bien sur la droite, au-dessus du bouton d'alimentation.
La série A 2017 n'est constituée que de trois produits : les Galaxy A3, A5 et A7. Ces trois téléphones arborent un tout nouveau design, courbé, s'inspirant du Samsung Galaxy S7. Ils obtiennent tous la certification IP68 pour la résistance à l'eau et de meilleurs appareils photo.
Pour les prix, ils sont respectivement de 329 € pour le A3, 429 € pour le A5 et 499 € pour le A7.
Liste des différents modèles de la gamme Samsung Galaxy A 2017 :
- Samsung Galaxy A3 ;
- Samsung Galaxy A5 ;
- Samsung Galaxy A7.

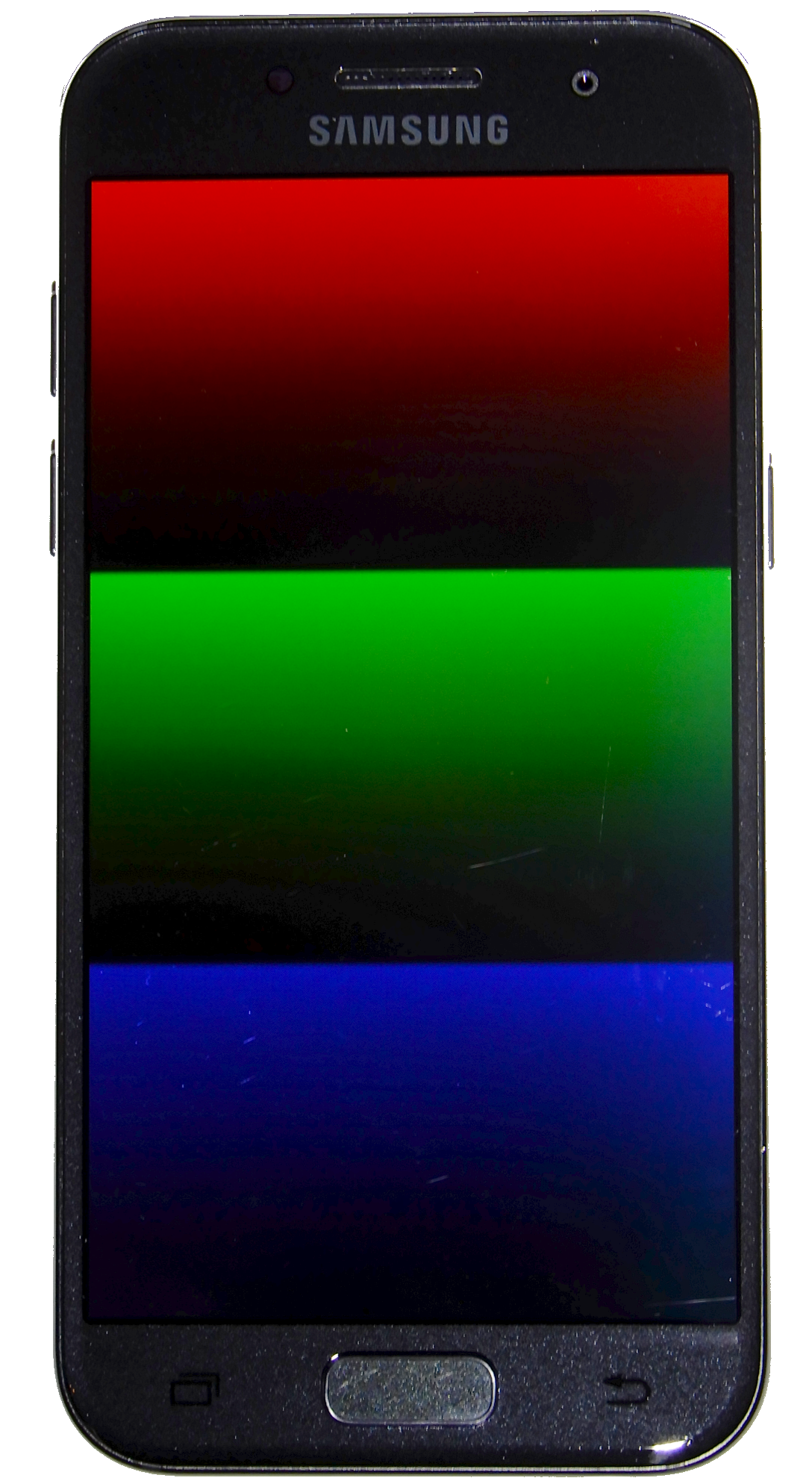
A7
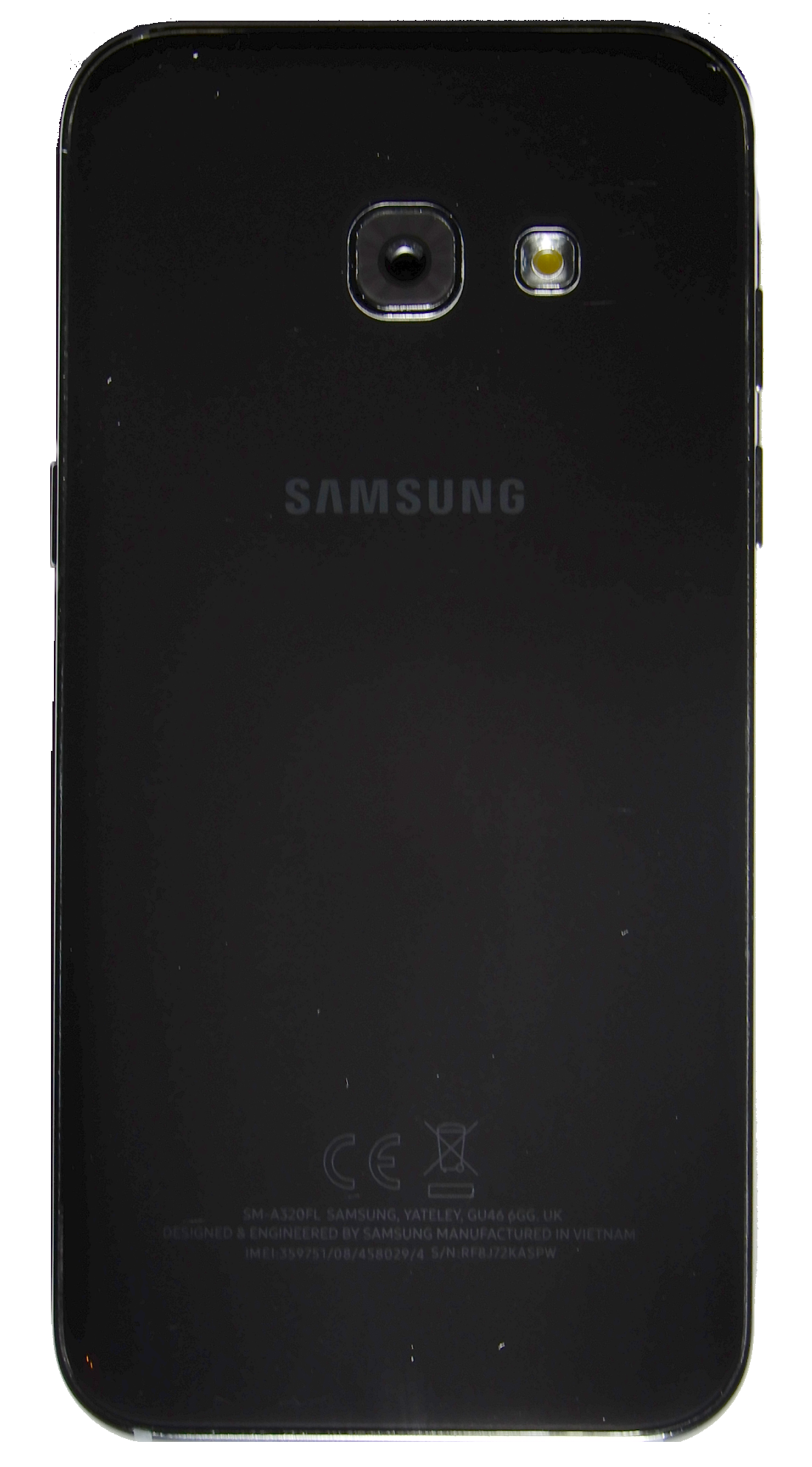
A7 (vue arrière)

### 2018
La série 2018 arbore un écran Infinity Display de Samsung, ainsi qu'un placement des caméras arrière ainsi que du lecteur d'empreintes digitales similaire au Galaxy S9. Les modèles A6 et A6+, eux, ont une coque en métal, au design similaire aux éditions 2017 de la série J.
La série A 2018 apporte le retrait du bouton accueil, remplacé par des boutons tactiles, reprenant ainsi la caractéristique majeure du Samsung Galaxy S8. Neuf nouveaux modèles ont été présentés : les Galaxy A6, A6+, A6s, A7, A8, A8+, A8s, A8 Star et A9. La gamme est séparée en deux : les A6, A6+, A6s, A8, A8+, A8s et A8 Star qui reprennent le design du Samsung Galaxy S8 d'un côté et les A7 et A9 qui apportent un tout nouveau design. Le Galaxy A7 est aussi le premier smartphone de la marque à intégrer trois capteurs photo, et le A9 est le premier smartphone au monde à intégrer quatre capteurs photo. Les A7 et A9 ont leurs capteurs d'empreinte sur le bouton d'alimentation, une première pour Samsung, alors que le reste de la série à le capteur d'empreinte positionné sous le capteur photo.
Les Galaxy A7 et A9 coûtent 349 et 599 €, tandis que les Galaxy A6 et A8 coûtent 309 et 499 €.
Liste des différents modèles de la gamme Samsung Galaxy A 2018 :
- Samsung Galaxy A6, A6+, A6s ;
- Samsung Galaxy A7 ;
- Samsung Galaxy A8, A8+, A8s, A8 Star ;
- Samsung Galaxy A9.

Cette édition de la série est plus étrange. Contrastant énormément avec l'aspect uniforme et contenu de la série 2017, la série 2018 contient des appareils très différents. En effet, on pourra constater une énorme disparité entre les modèles. Les Galaxy A6 et A6+ ont une conception en métal, les A7 et A9 possèdent une armature en plastique, un lecteur d'empreintes sur le côté dans le bouton d'alimentation, ainsi que plus de caméras que les autres appareils, les A8 et A8+ sont en verre avec une certification IP68 contre les éléments et le A8s est aussi grand que le A9 tout en ayant une caméra de moins et avec un lecteur d'empreintes en arrière. Finalement, le Galaxy A8s introduit le premier écran Infinity-O du monde. Le Galaxy A9 est le premier smartphone au monde équipé d'un quadruple module photo.

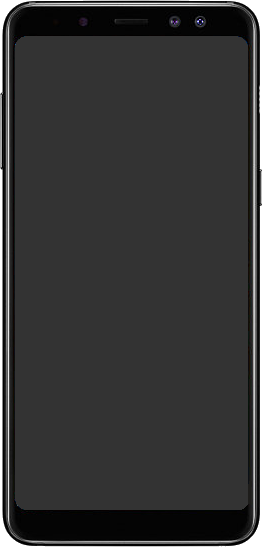
A8
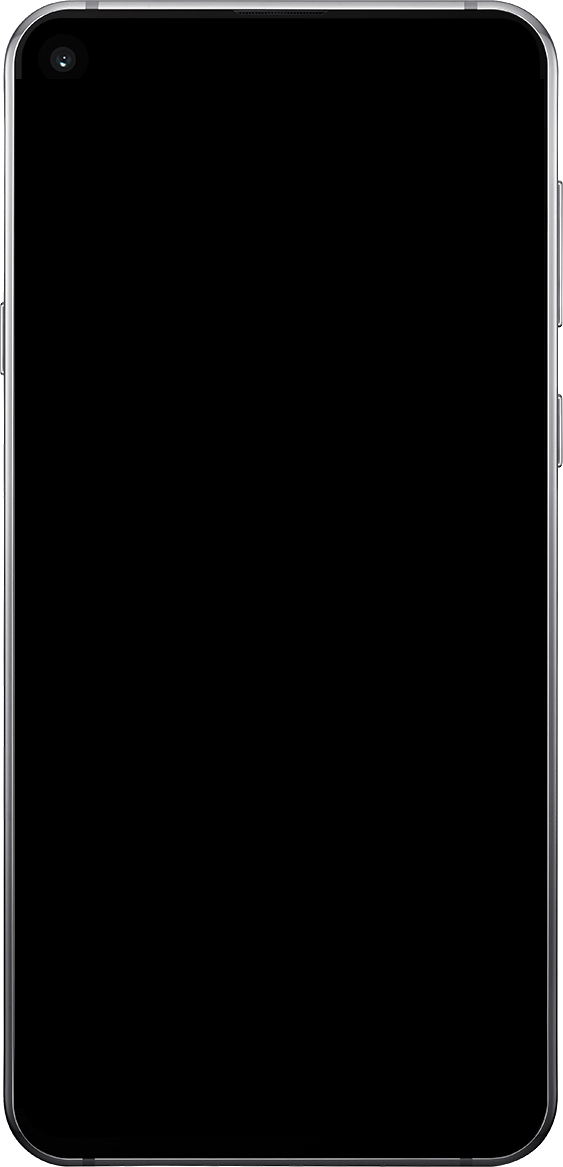
A8s

### 2019
La série A 2019 apporte de nombreuses nouveautés, dont la dénomination des smartphones. Les smartphones présentés sont : les Galaxy A2 Core, A10, A10e, A10s, A20, A20e, A20s, A30, A30s, A40, A40s, A50, A50s, A60, A70, A70s, A80 et A90 5G. Tous les modèles adoptent un écran Infinity-U ou Infinity-V, c'est-à-dire qu'ils adoptent une encoche en forme de U ou de V, à l'exception du Galaxy A80, qui adopte un triple capteur photo pouvant se retourner. Le Samsung Galaxy A90 5G est aussi le premier smartphone milieu de gamme de la marque à intégrer une compatibilité à la 5G. La plupart des smartphones de la série intègrent un capteur d'empreinte sous l'écran, mais contrairement au Galaxy S10, celui-ci n'est pas ultrasonique, mais optique.
Tous les smartphones de la série tournent sous Android 9.0 Pie, sauf le Galaxy A2 Core, utilisant Android Go 9.0, une version plus légère d'Android optimisée pour les smartphones peu puissants.

#### Galaxy A80
Le Samsung Galaxy A80 a été lancé lors du Samsung Galaxy Event à Bangkok, le 10 avril 2019, et lancé le 29 mai 2019 Sa caractéristique la plus notable est l'absence de caméra frontale, optant plutôt pour une caméra pop-up unique, permettant un affichage quasiment sans cadre.

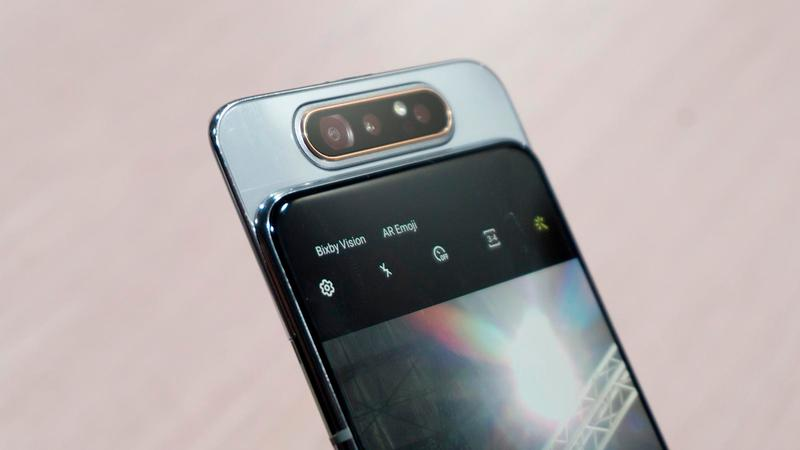
Le module caméra en mode selfie.

Le Samsung Galaxy A80 est dotée d'un écran Super AMOLED Full HD+ de 6,7 pouces (2 400 x 1 080 pixels) au format 20:9 ; il s'agit du premier téléphone Samsung doté de la technologie New Infinity. Le téléphone est alimenté par le nouveau SoC Snapdragon 730G, un processeur octa-core milieu-haut de gamme avec deux cœurs cadencés à 2,2. GHz et six cœurs cadencés à 1,7 GHz. Il est également livré avec 8 Go de RAM et 128 Go de stockage intégré. Son stockage ne peut pas être étendu via une carte microSD. Le téléphone a des dimensions de 165,2 x 76,5 x 9,3 mm. Le téléphone est également livré avec une batterie de 3 700 mAh et la technologie de charge rapide de 25 W.,,
Le Samsung Galaxy A80 est équipé d'un triple capteur photo composé d'un appareil photo principal de 48 mégapixels, d'un appareil photo ultra-large de 8 mégapixels et d'un capteur ToF. Il a également introduit une caméra rotative ; la caméra arrière glisse vers le haut et pivote automatiquement vers l'avant lorsqu'elle est mise en mode selfie.
Le Samsung Galaxy A80 fonctionne sous Android 9.0 (Pie) avec One UI. Le téléphone possède de nombreuses fonctionnalités, notamment Bixby, Samsung Pay, Samsung Health et Samsung Knox.
John McCann de TechRadar a apprécié la caméra pop-up, l'écran sans encoche, ainsi que la puissance et le stockage suffisants ; cependant, il a exprimé des inquiétudes concernant sa durabilité, le manque de prise casque et la poignée épaisse de la construction. Dans l'ensemble, il a déclaré : « Ne vous laissez pas décourager par le gadget de la caméra pop-up et rotative. C'est amusant à utiliser, mais le Samsung Galaxy A80 semble être bien plus qu'un simple poney à un tour[Quoi ?]. »

#### Autres modèles
Liste des différents modèles de la gamme Samsung Galaxy A 2019 :
- Samsung Galaxy A10, A10e, A10s ;
- Samsung Galaxy A20, A20e, A20s ;
- Samsung Galaxy A30, A30s ;
- Samsung Galaxy A40, A40s ;
- Samsung Galaxy A50, A50s ;
- Samsung Galaxy A60 ;
- Samsung Galaxy A70, A70s ;
- Samsung Galaxy A90 5G.

Les trois premiers appareils de la série ont été officialisés pendant l'événement Mobile World Congress 2019 en février à Barcelone. Ces appareils se distinguent de la série précédente par des encoches, un design changé, une conception en plastique et aucune protection contre les éléments. Une nouvelle nomenclature à deux chiffres est également mise en place.

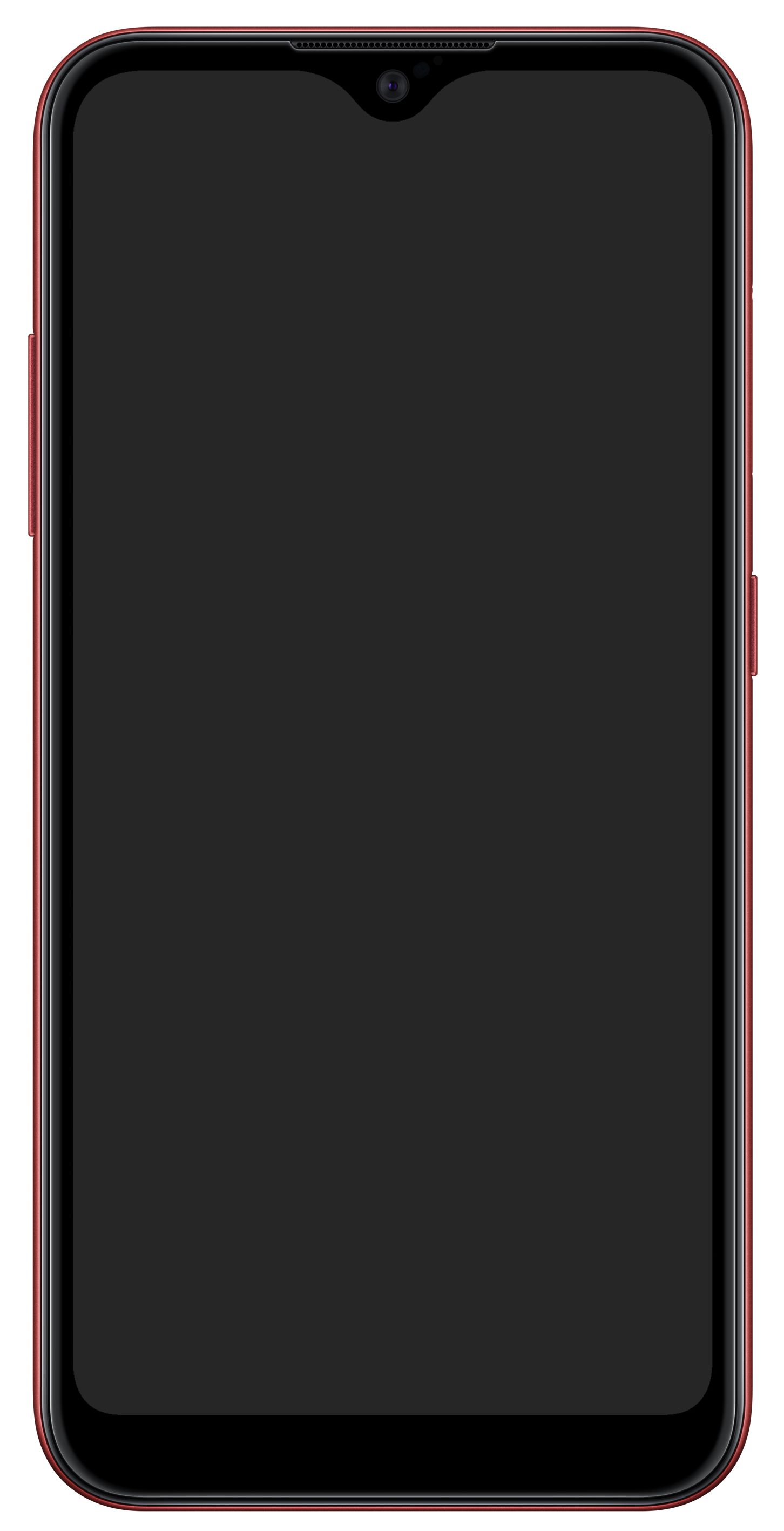
A01
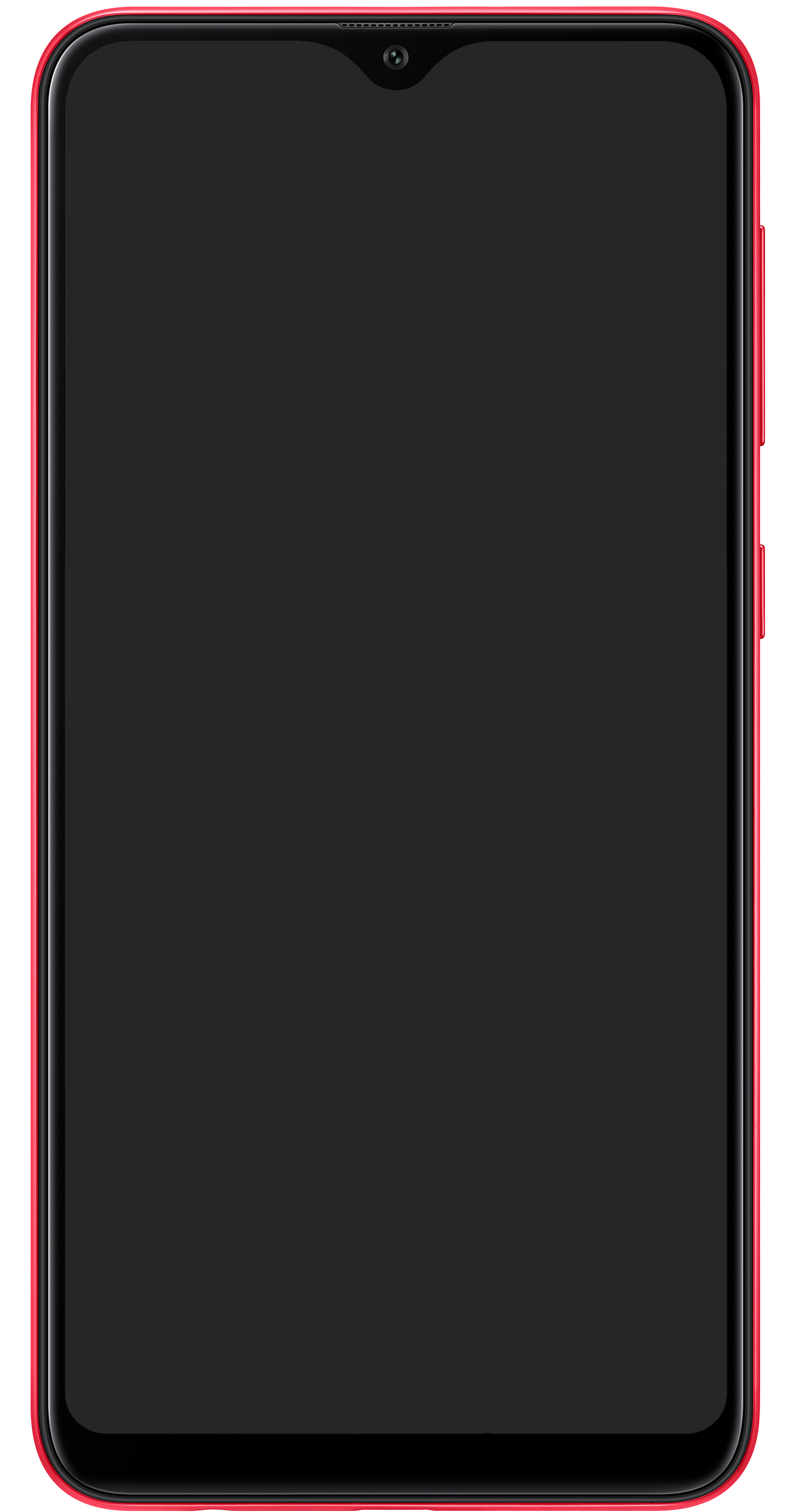
A10
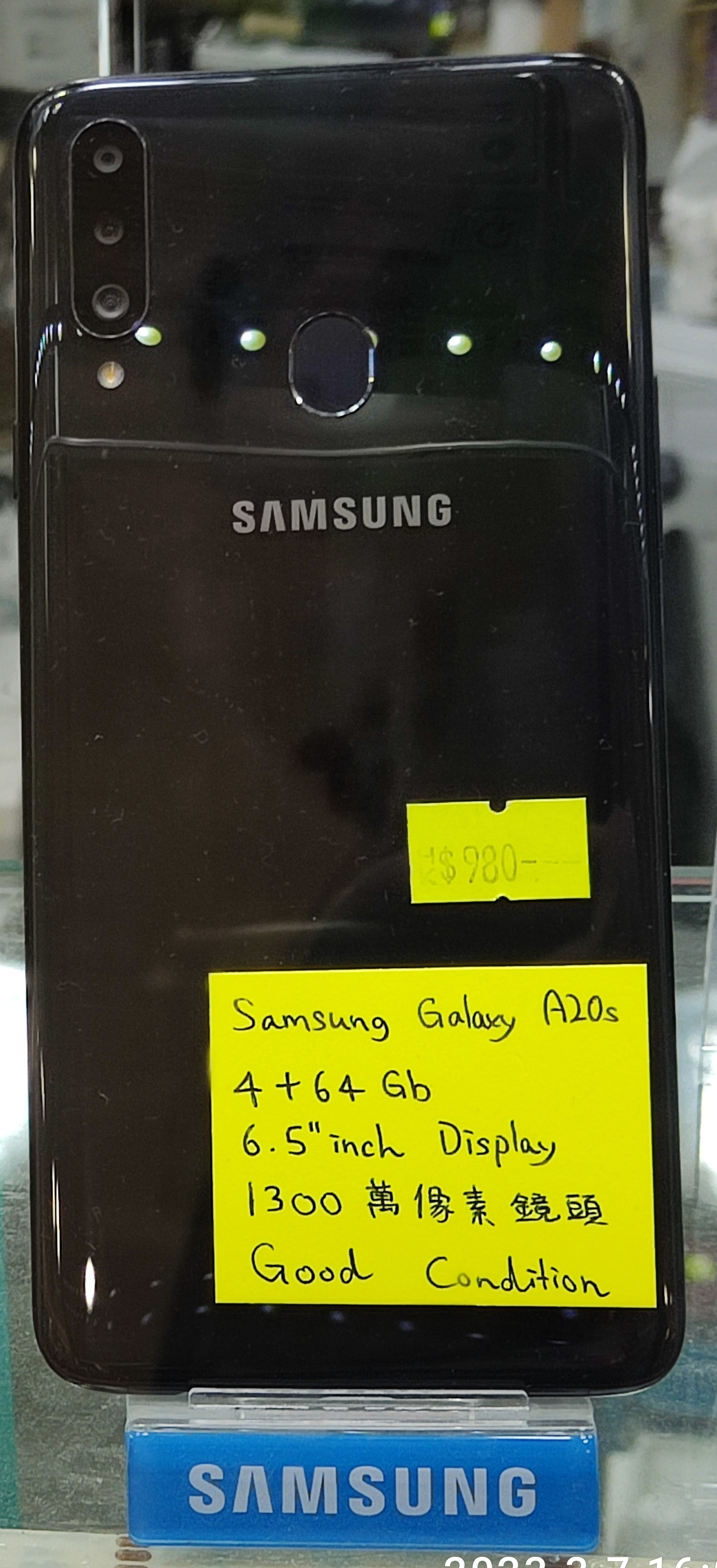
A20s
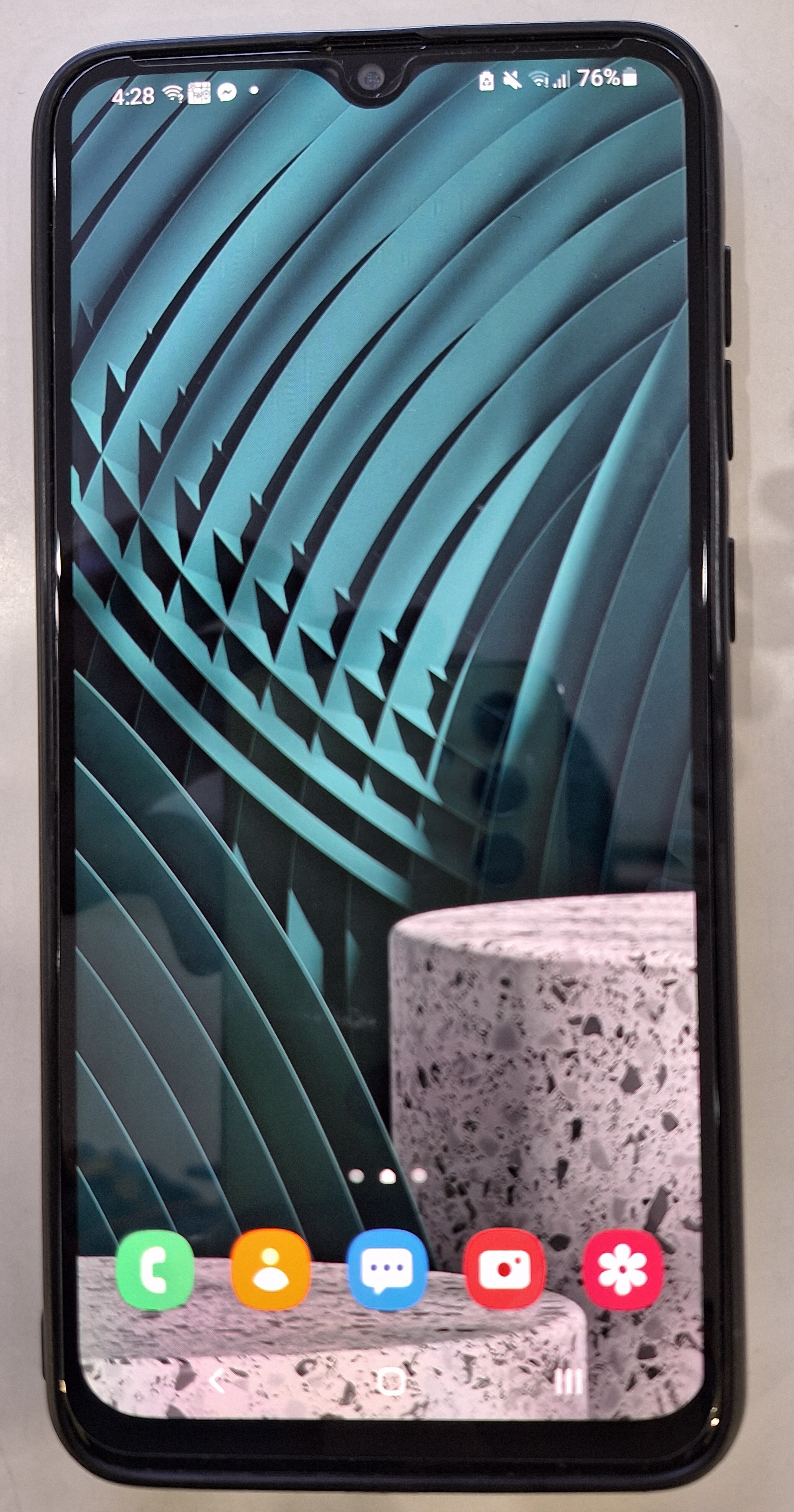
A30s
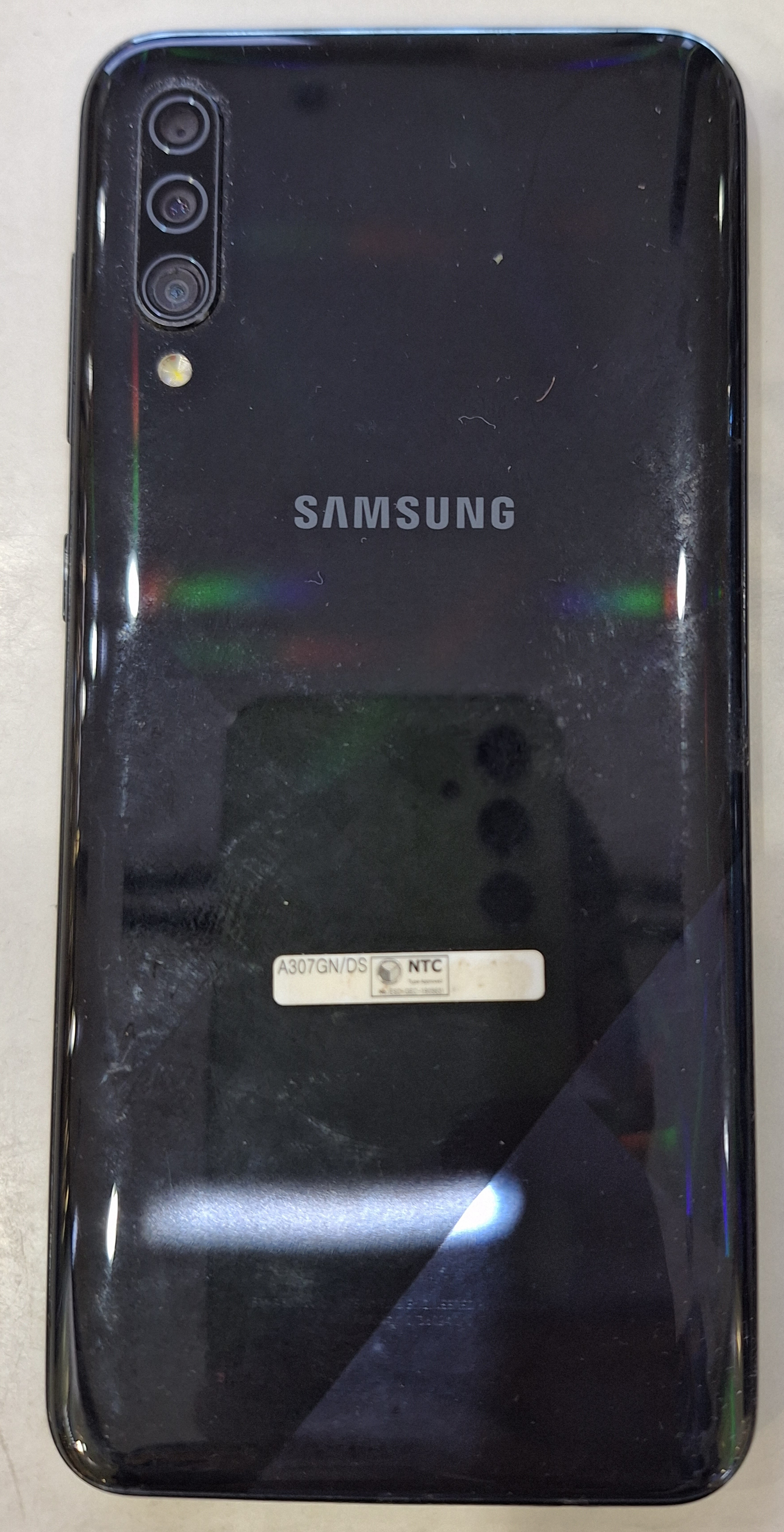
A30s (vue arrière)
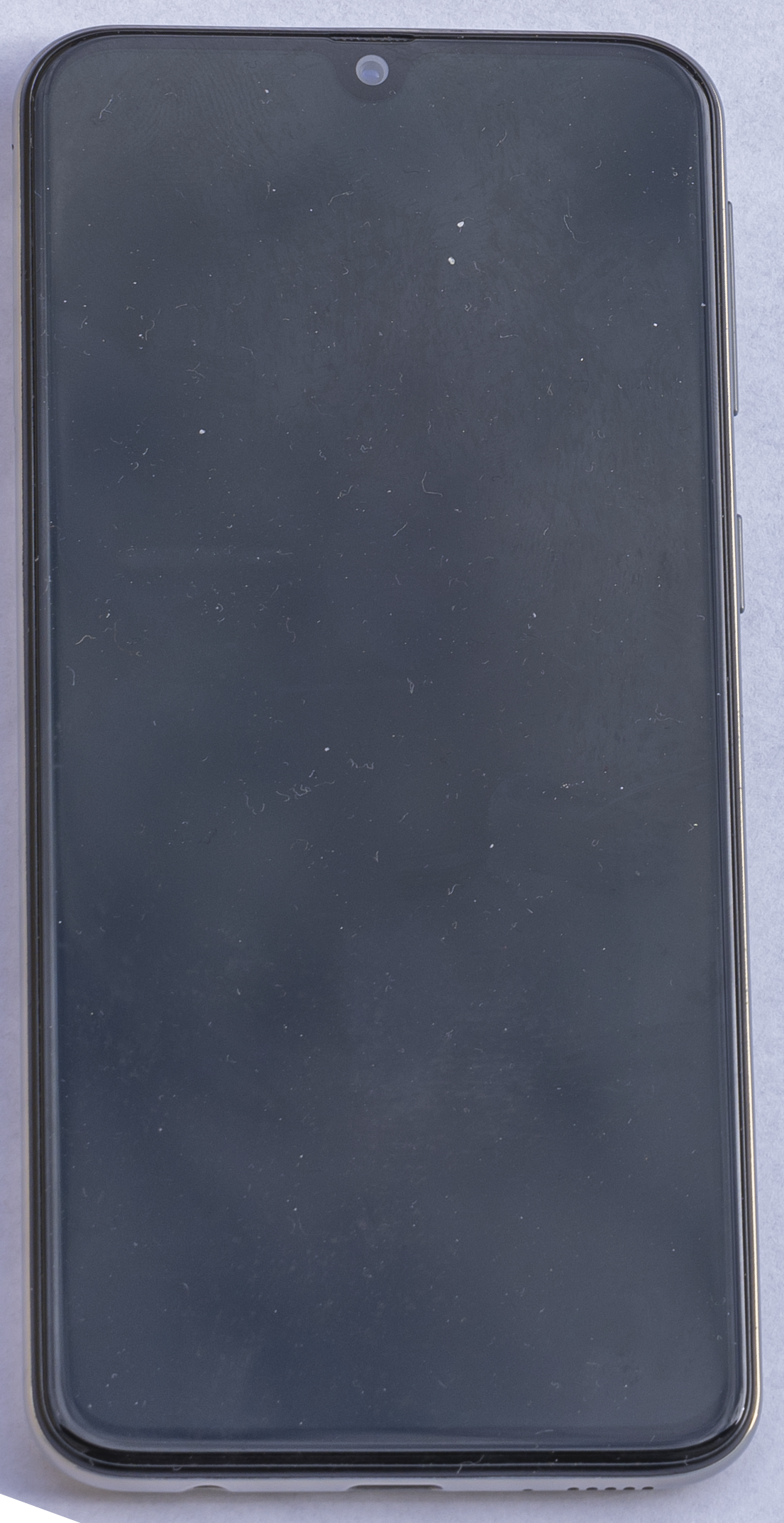
A40
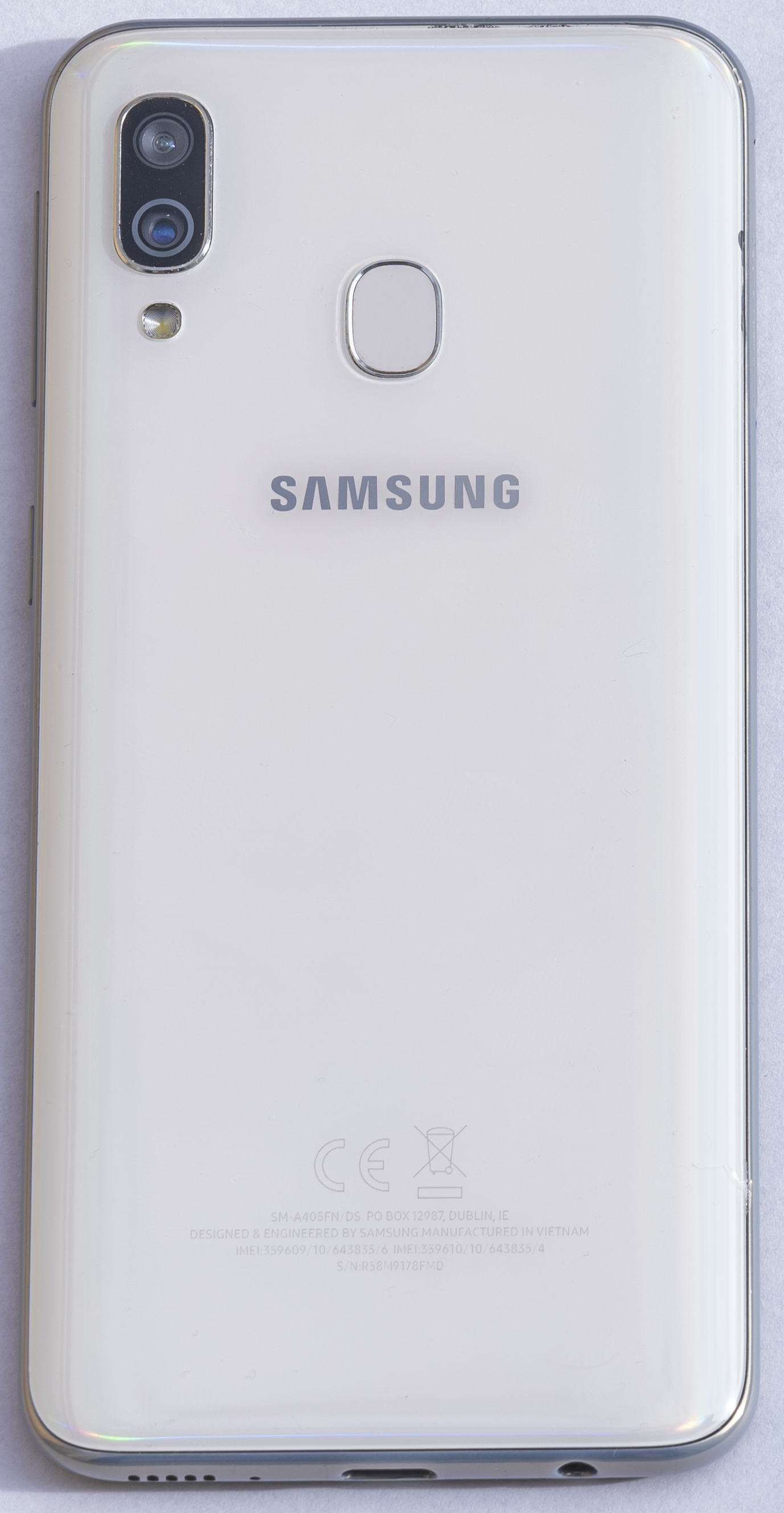
A40 (vue arrière)
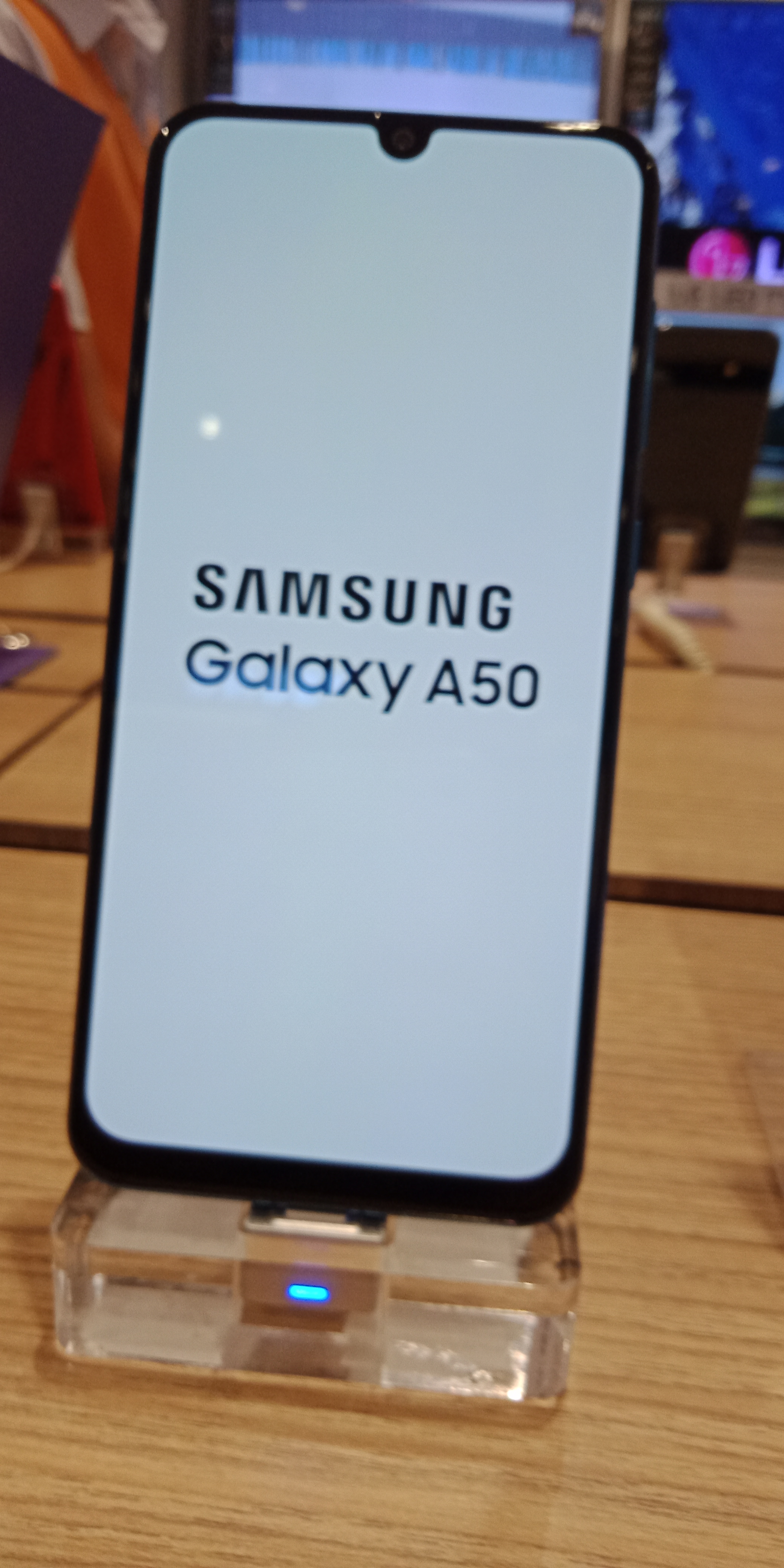
A50
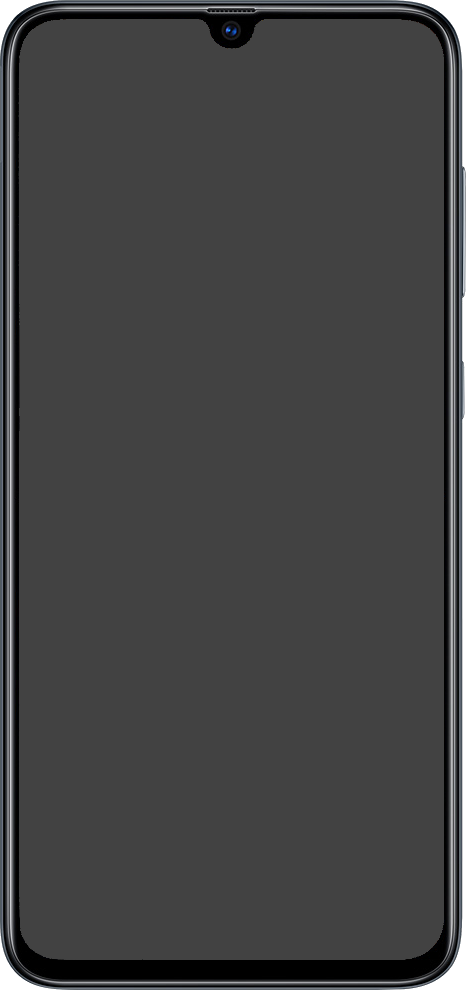
A70
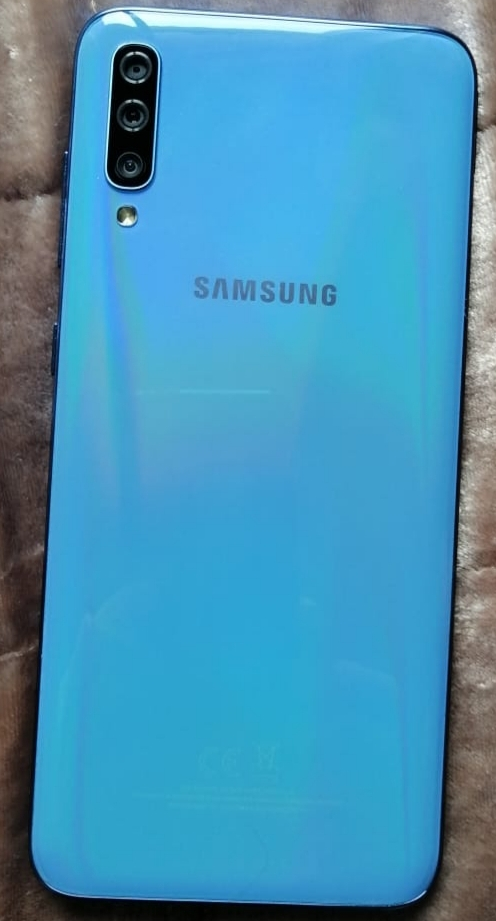
A70 (vue arrière)
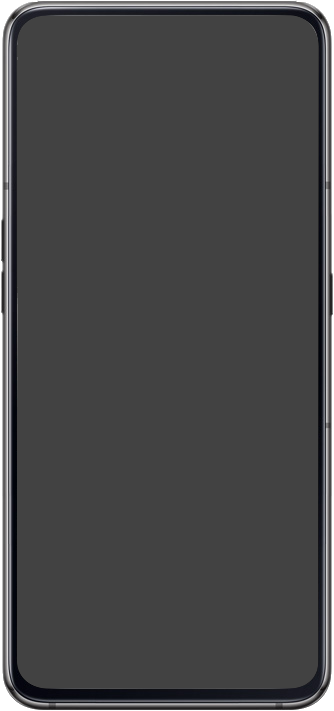
A80
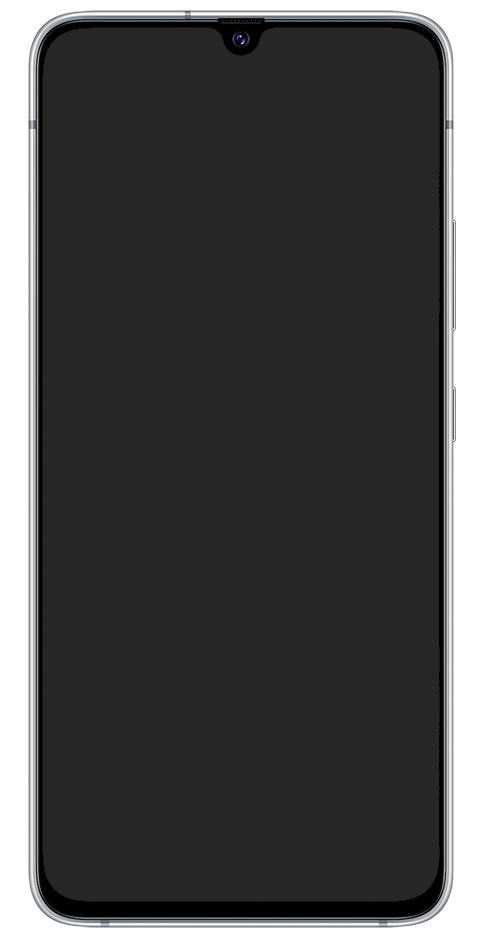
A90
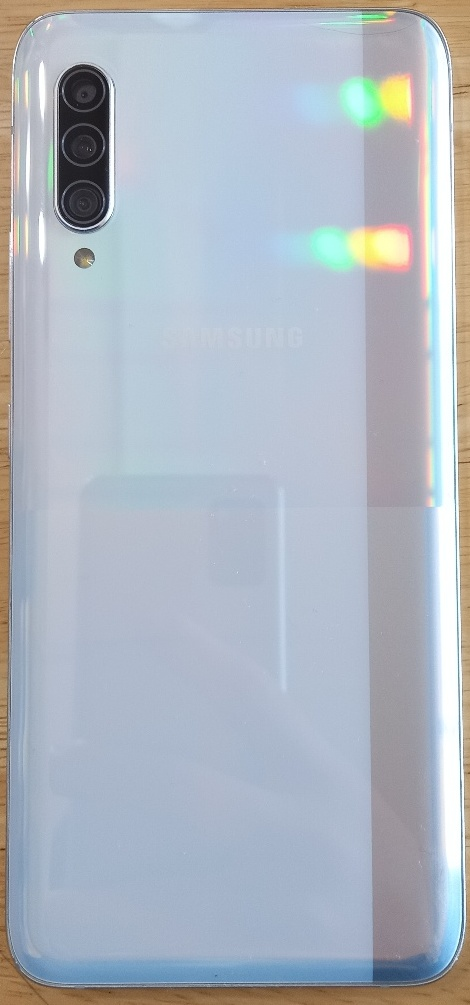
A90 (vue arrière)

### 2020
En janvier 2020, Samsung a officialisé une partie de la nouvelle gamme : les Galaxy A51 et A71 ont été présentés sur sa chaîne YouTube. Ils embarquent un écran Infinity-O, comme le Samsung Galaxy Note 10, une batterie longue durée et quatre capteurs photo. D'ici la fin 2020, les prochains Samsung Galaxy A pourraient être équipés d'une recharge sans fil.
Liste des différents modèles de la gamme Samsung Galaxy A 2020 :
- Samsung Galaxy A01
- Samsung Galaxy A11
- Samsung Galaxy A21s
- Samsung Galaxy A31
- Samsung Galaxy A41
- Samsung Galaxy A51
- Samsung Galaxy A71

Caractéristiques par smartphone de la gamme Samsung Galaxy A (2020),,,,,,

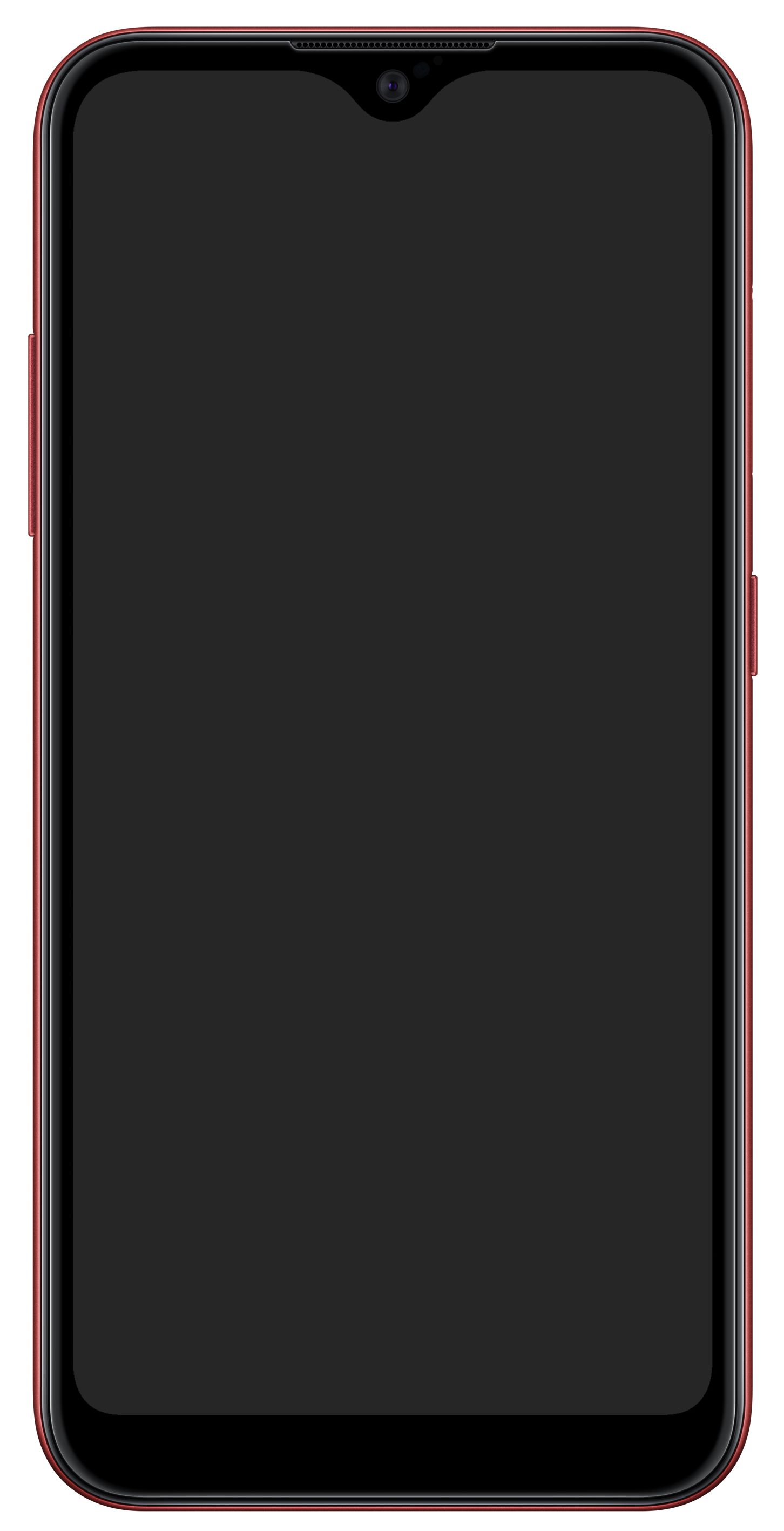
A01
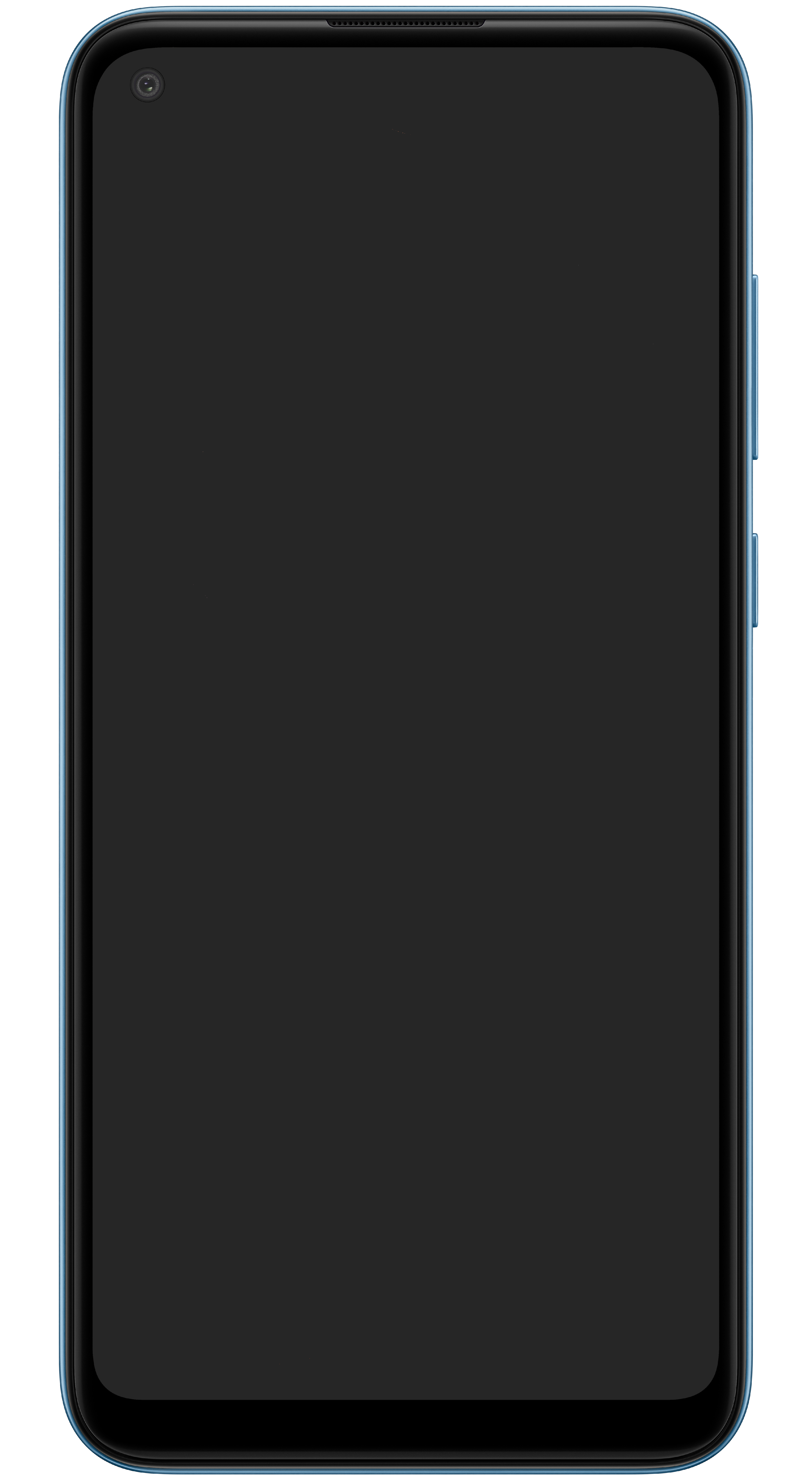
A11
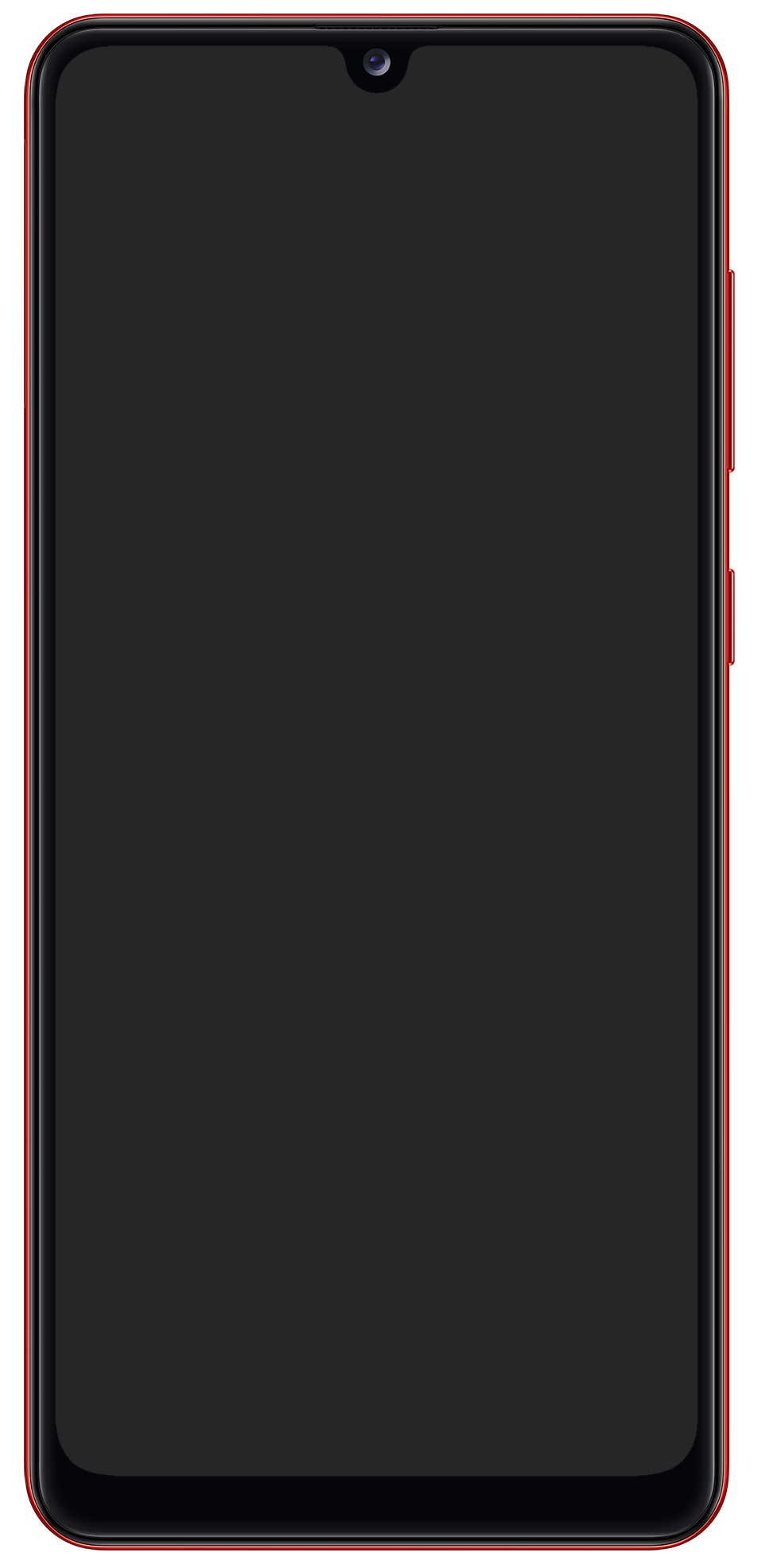
A31
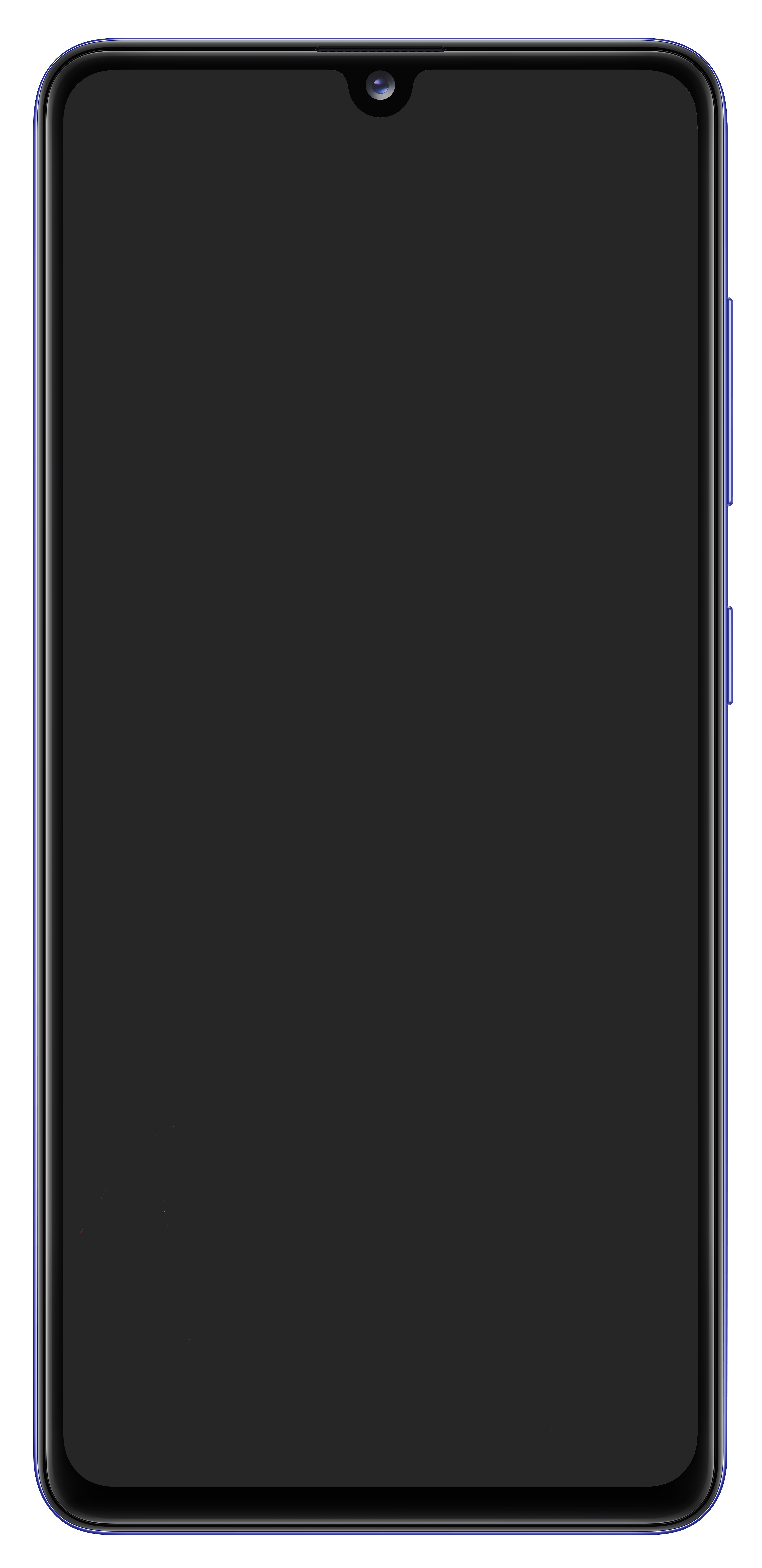
A41
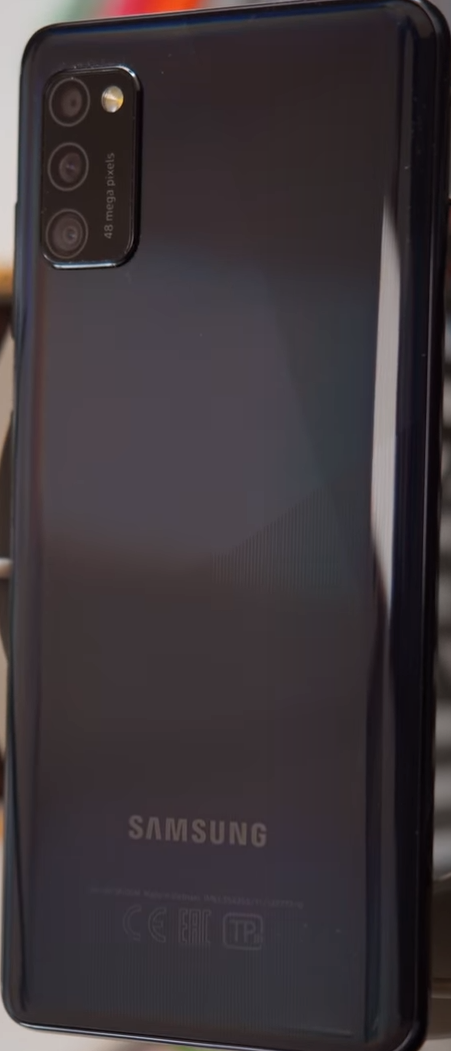
A41 (vue arrière)
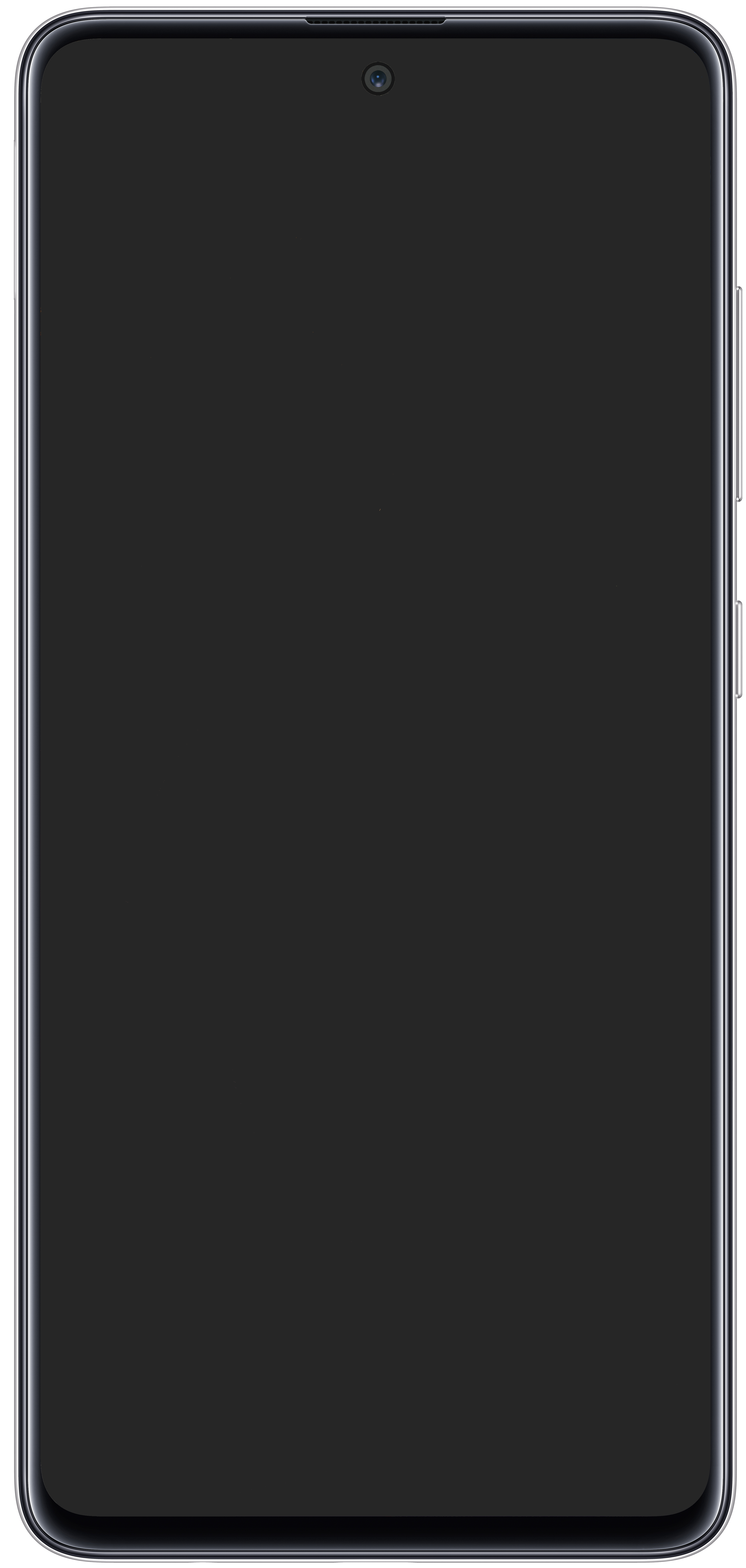
A51
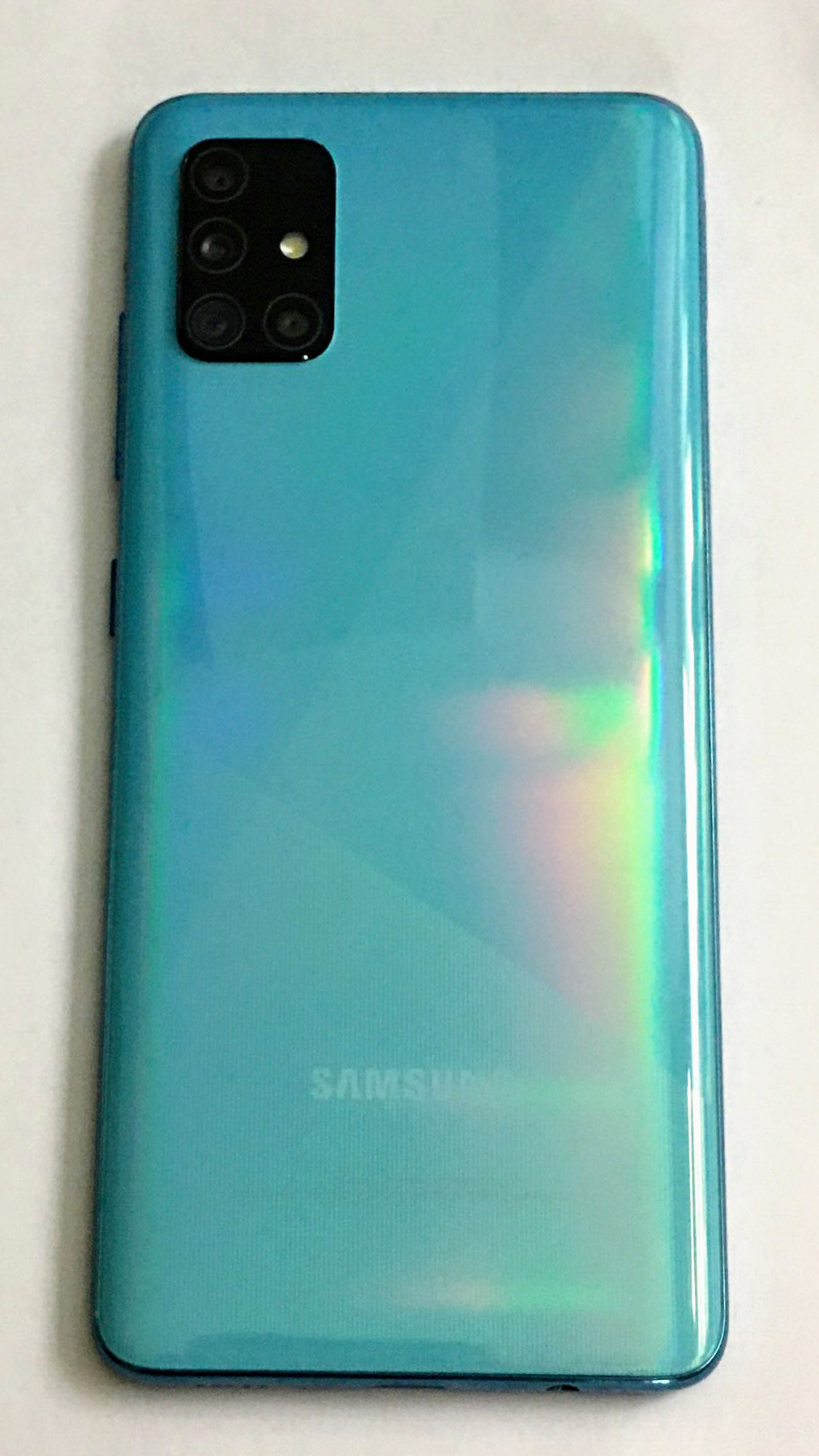
A51 (vue arrière)
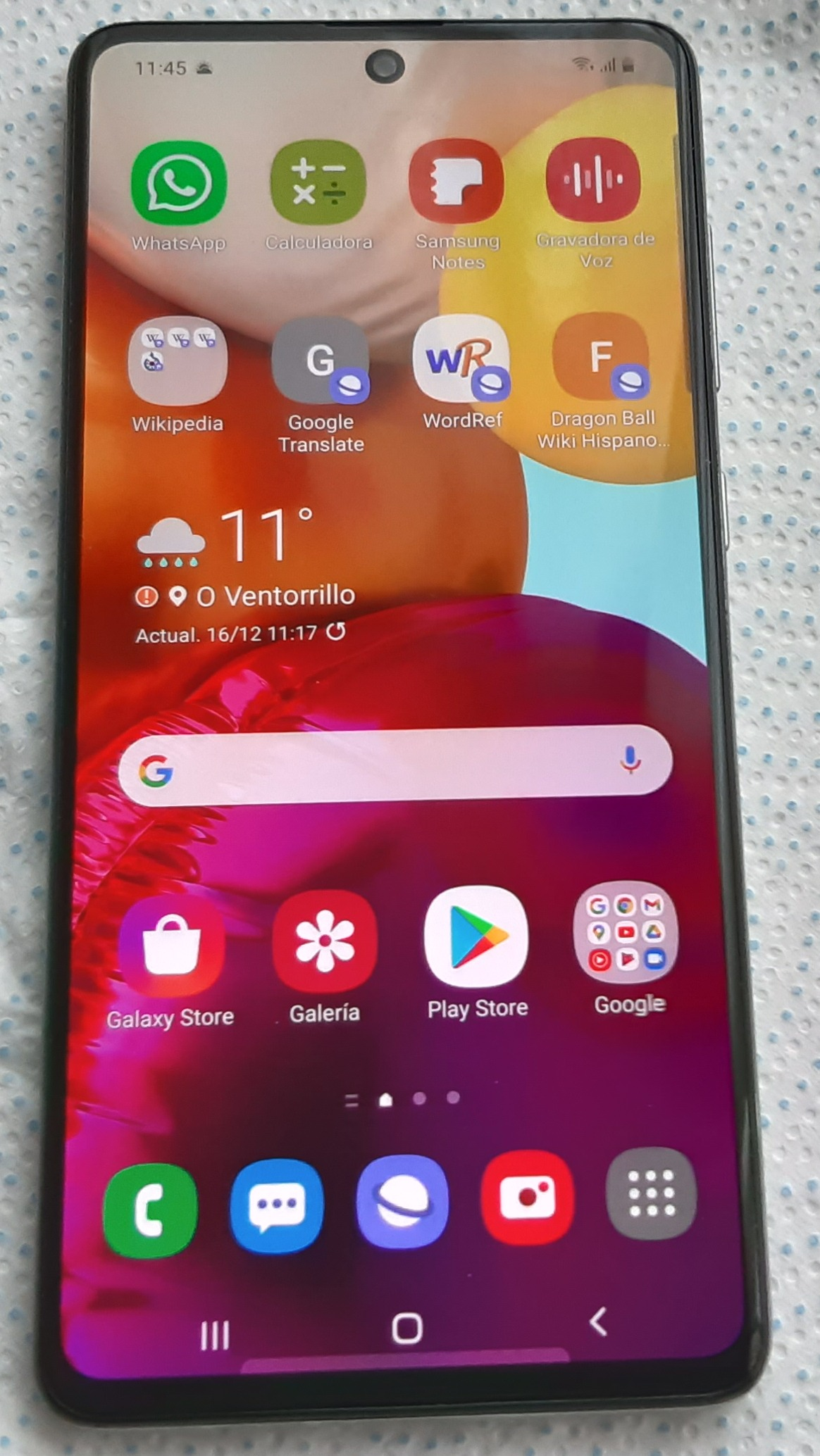
A71
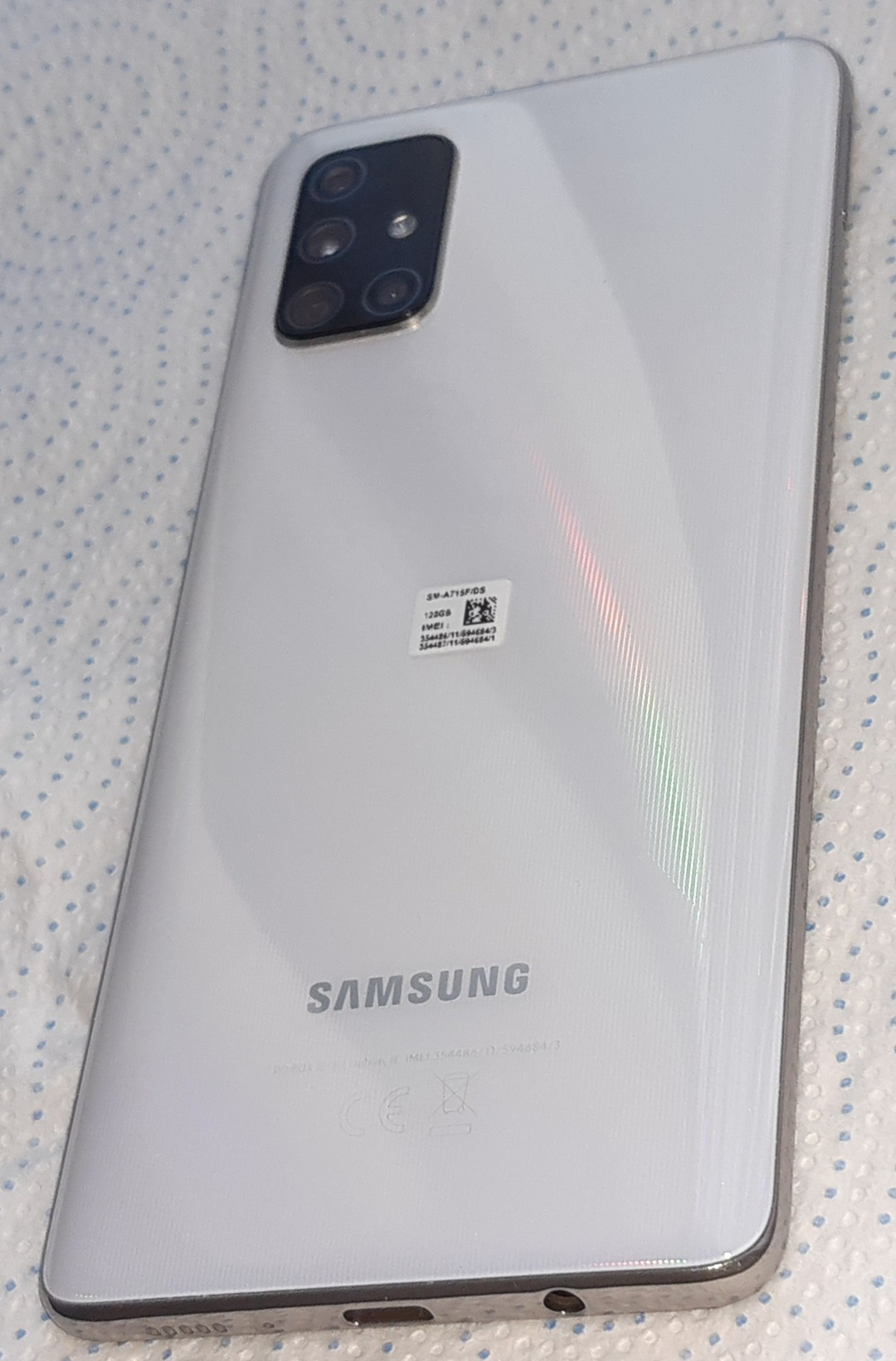
A71 (vue arrière)

### 2021
Liste des différents modèles de la gamme Samsung Galaxy A 2021 :
- Samsung Galaxy A02, A02s[48] ;
- Samsung Galaxy A03, A03s ;
- Samsung Galaxy A12[49] ;
- Samsung Galaxy A22 (4G / 5G) ;
- Samsung Galaxy A32 (4G / 5G)[50] ;
- Samsung Galaxy A42 5G[51] ;
- Samsung Galaxy A52 (4G / 5G) ;
- Samsung Galaxy A72.

Le Galaxy A52, de milieu de gamme, a un dos en plastique. Par ailleurs, son One UI peut planter
.

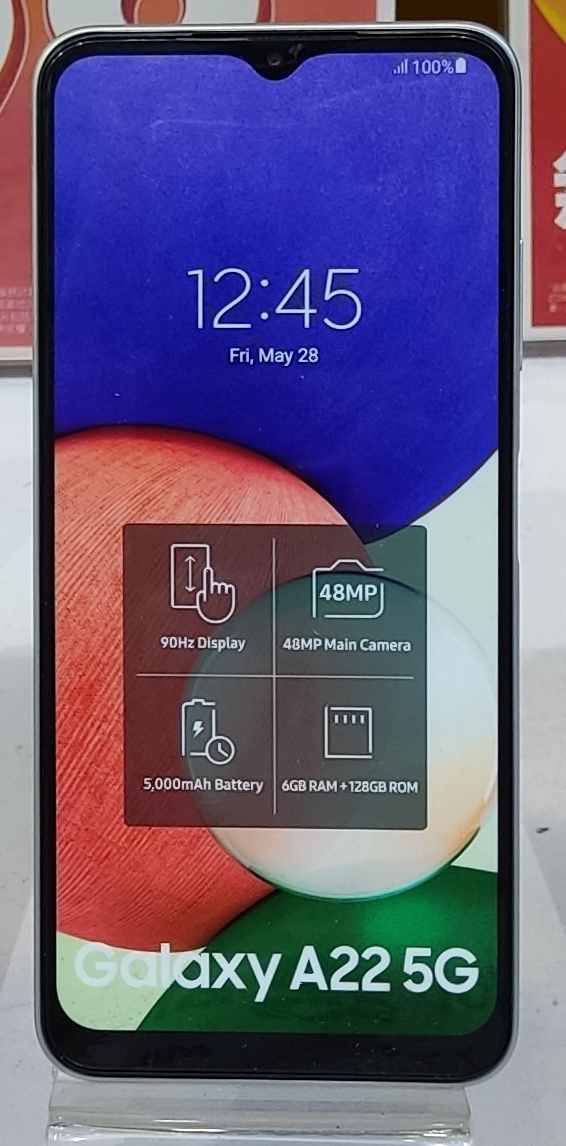
A22 5G
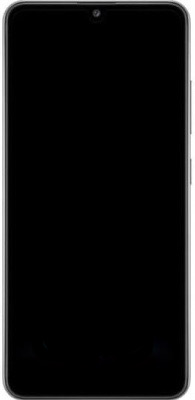
A32 5G
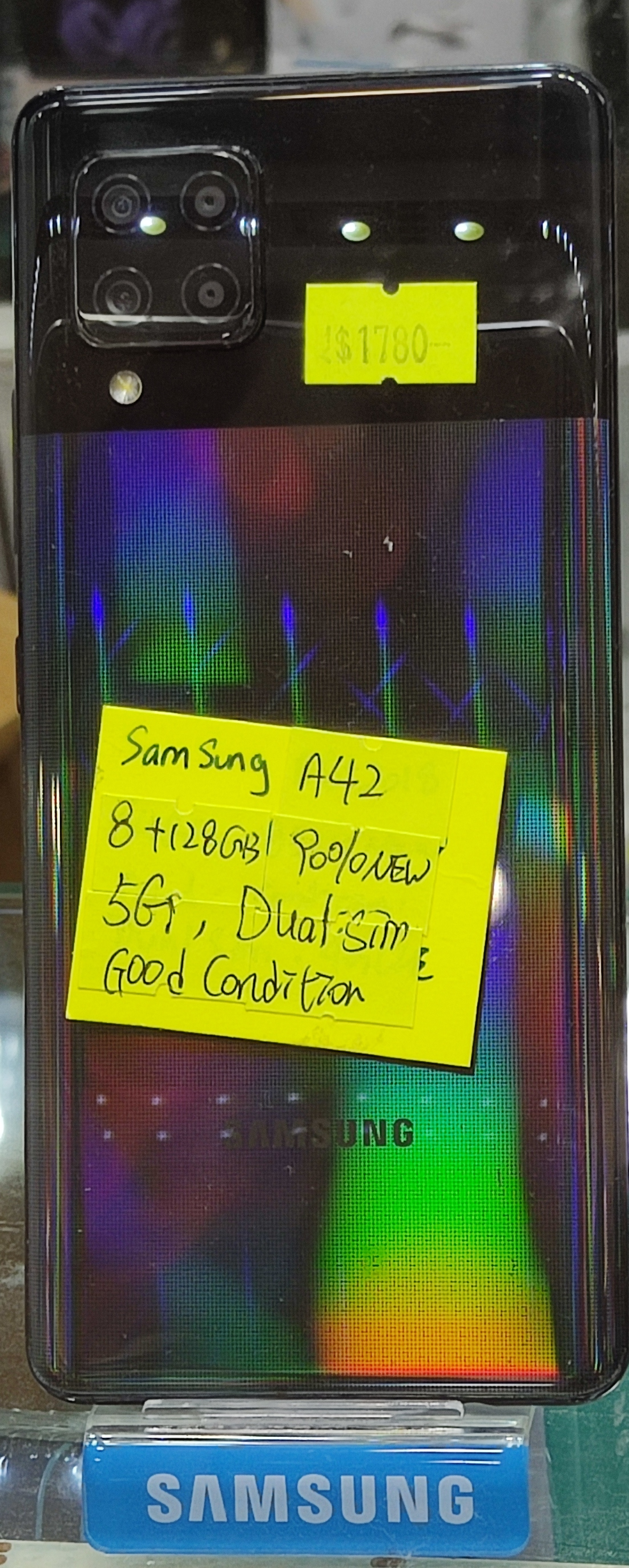
A42 5G
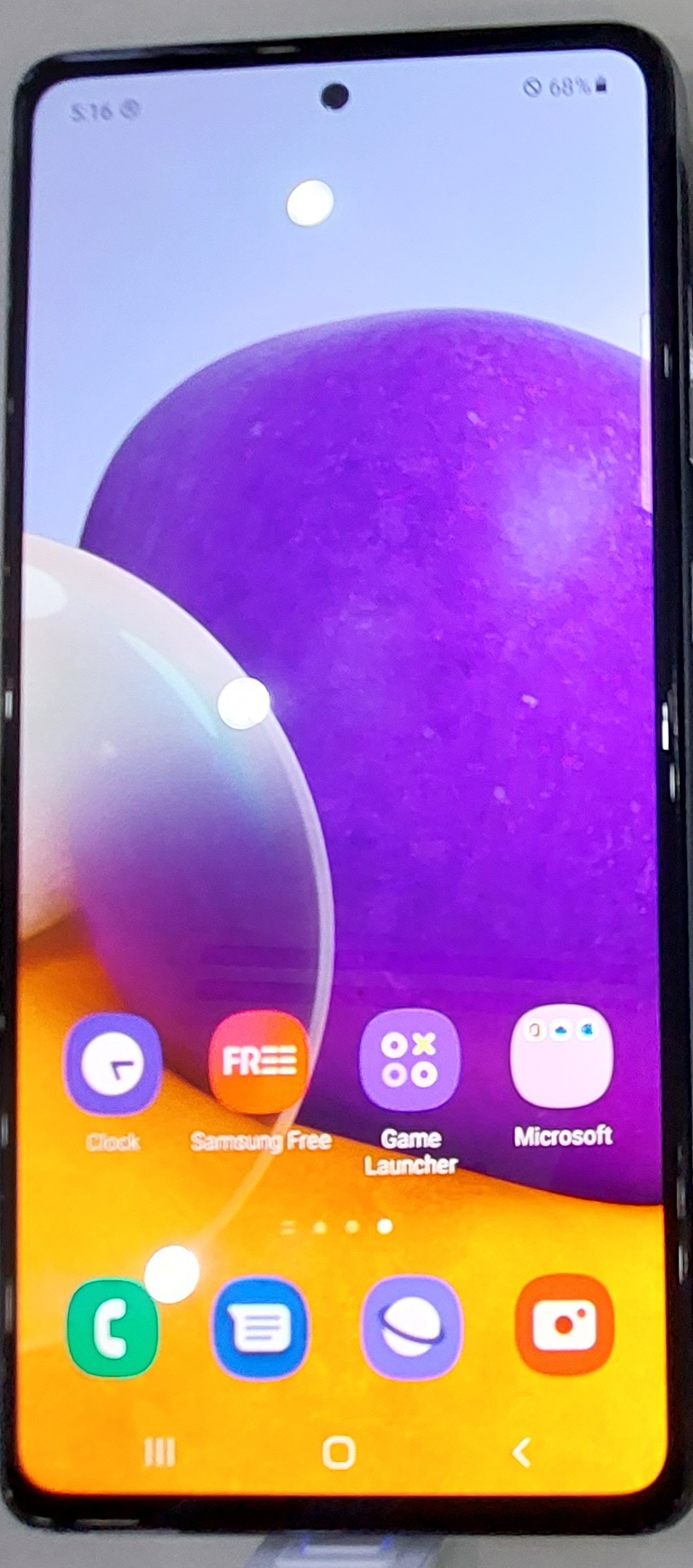
A72

### 2022
Liste des différents modèles de la gamme Samsung Galaxy A 2022 :
- Samsung Galaxy A04, A04s 4G ;
- Samsung Galaxy A13 4G, A13 5G ;
- Samsung Galaxy A23 5G ;
- Samsung Galaxy A33 5G ;
- Samsung Galaxy A53 5G ;
- Samsung Galaxy A73 5G (qui n'a jamais été commercialisé en Europe).

Le Galaxy A53, de milieu de gamme, a un dos en plastique.

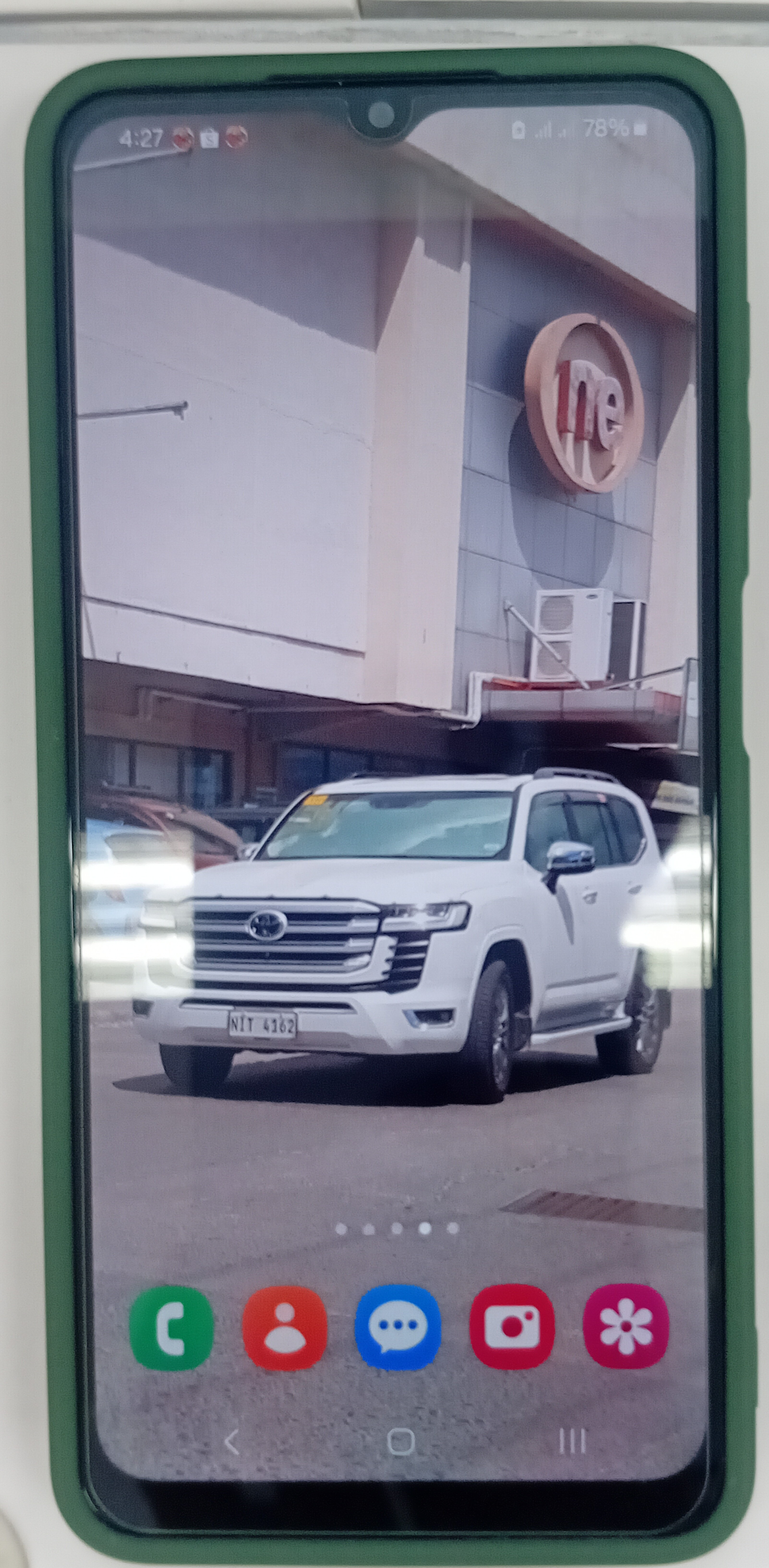
A04s
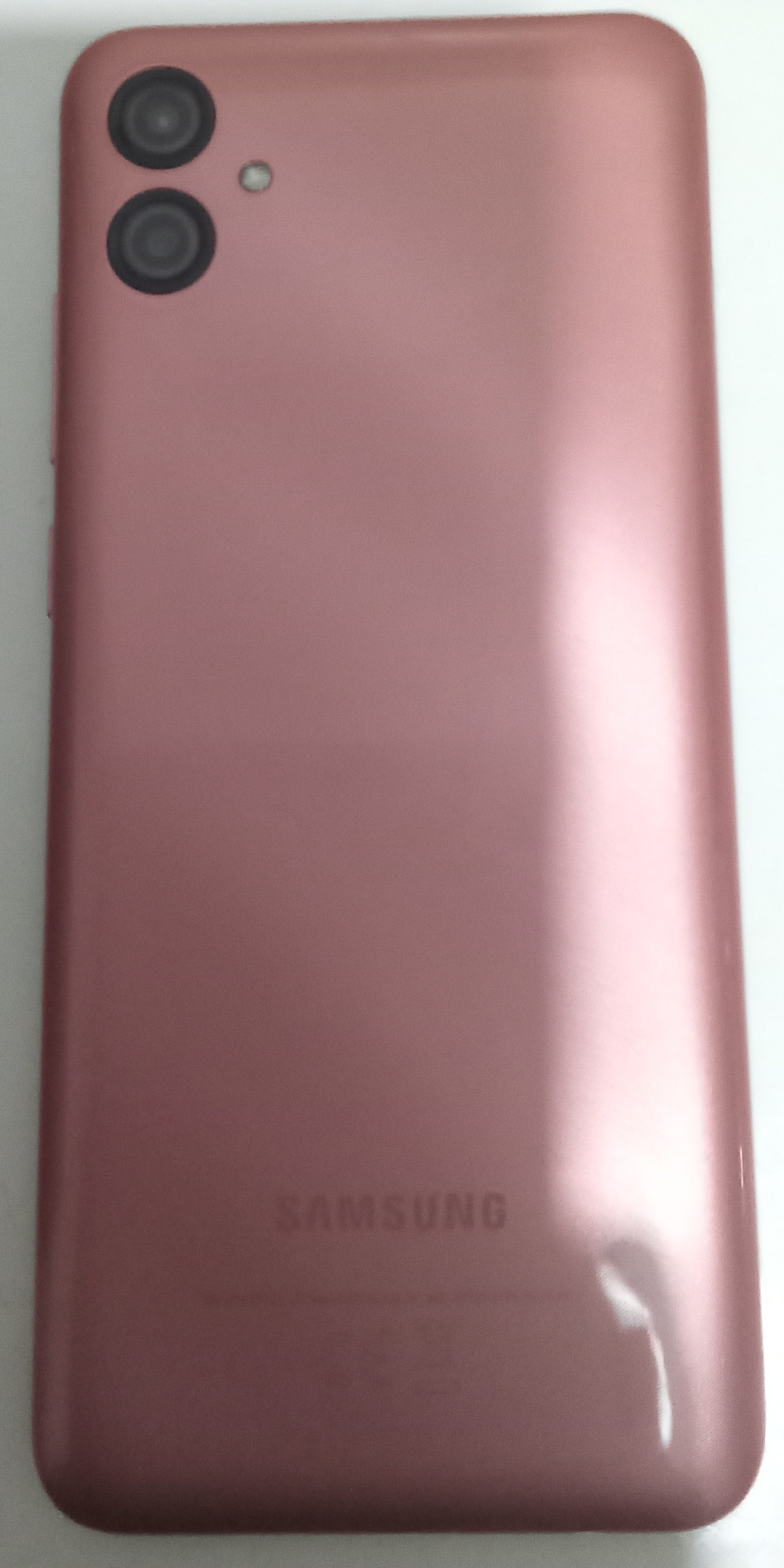
A04e (vue arrière)
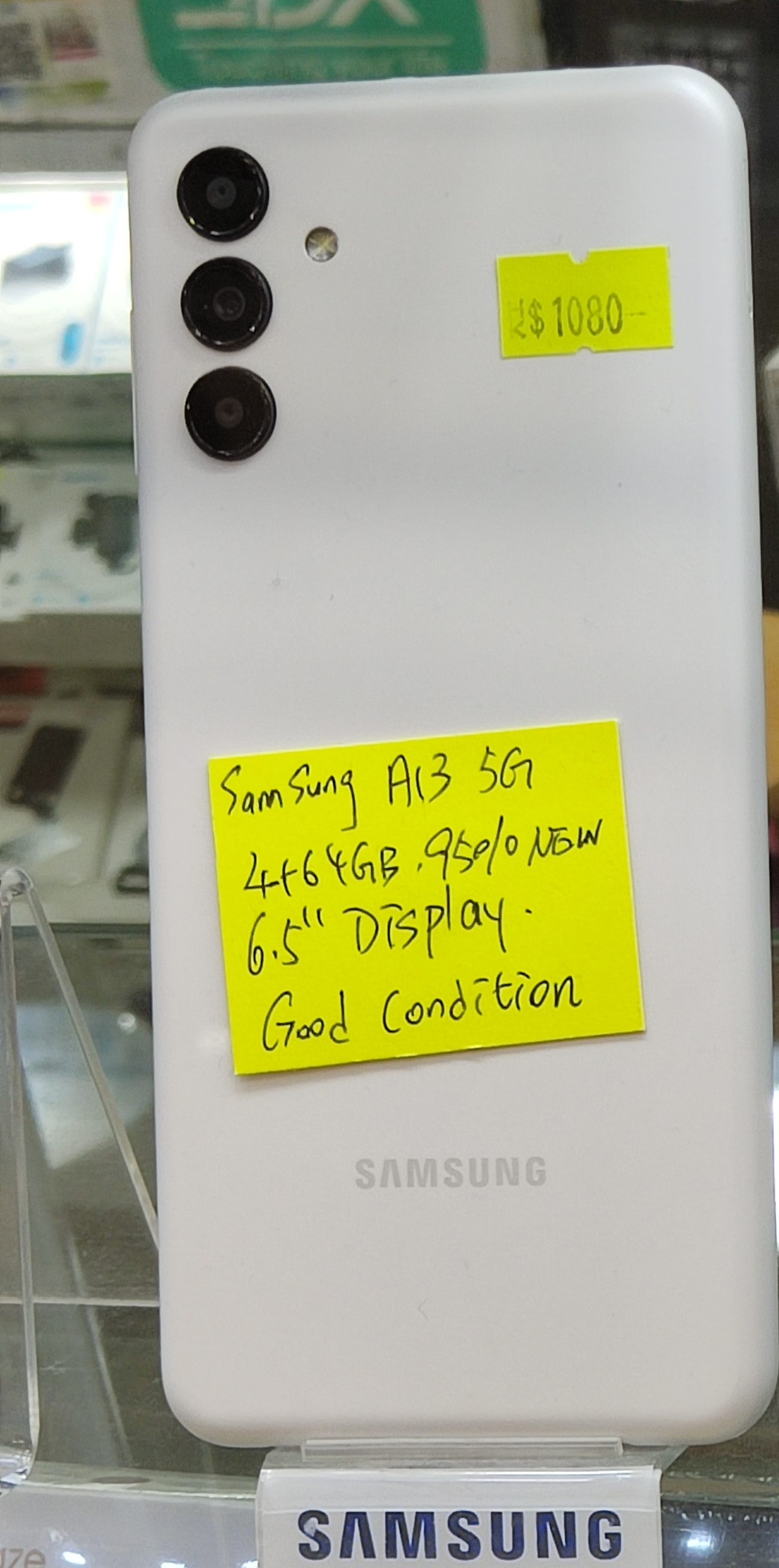
A13 5G
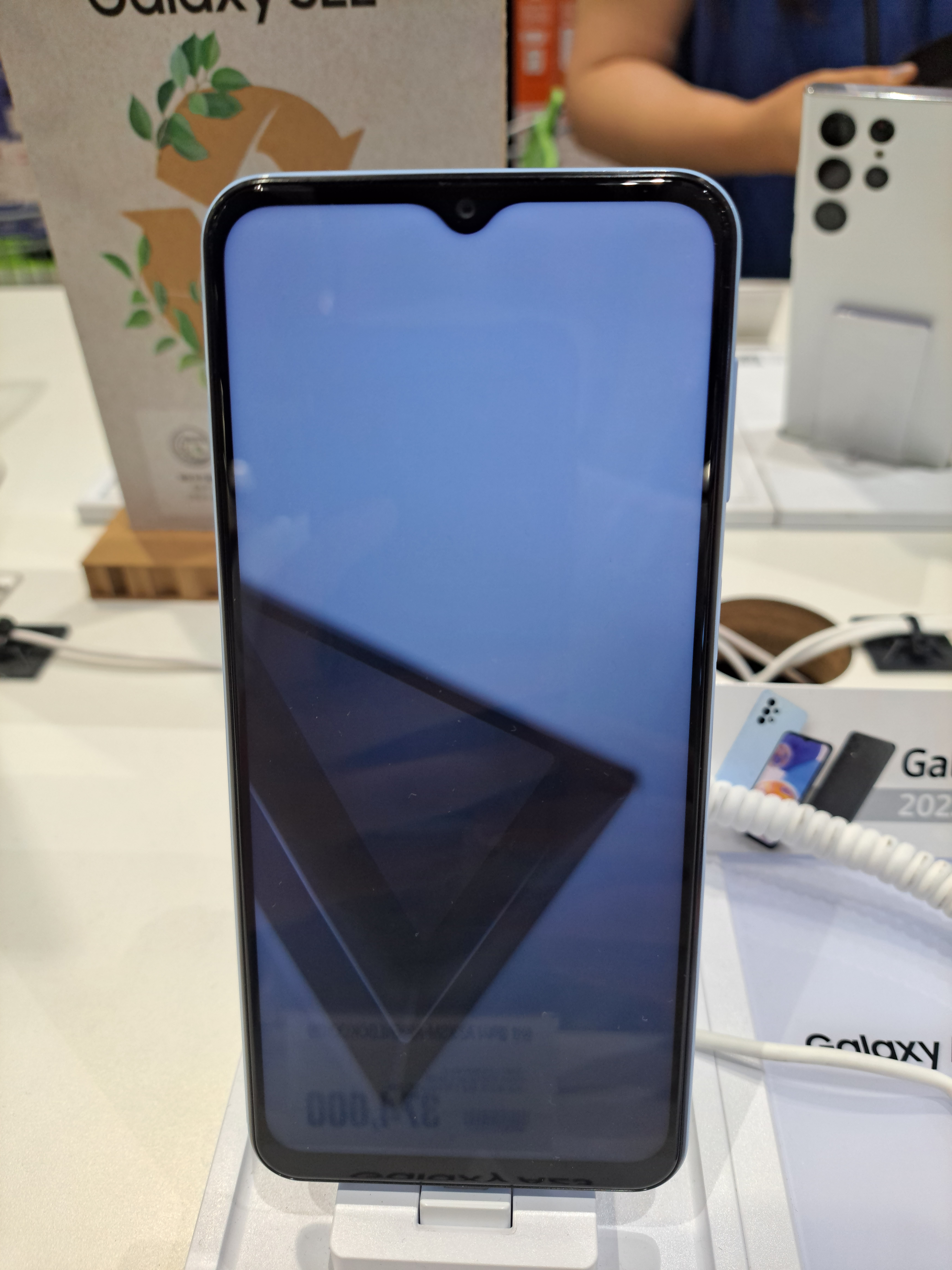
A23 5G
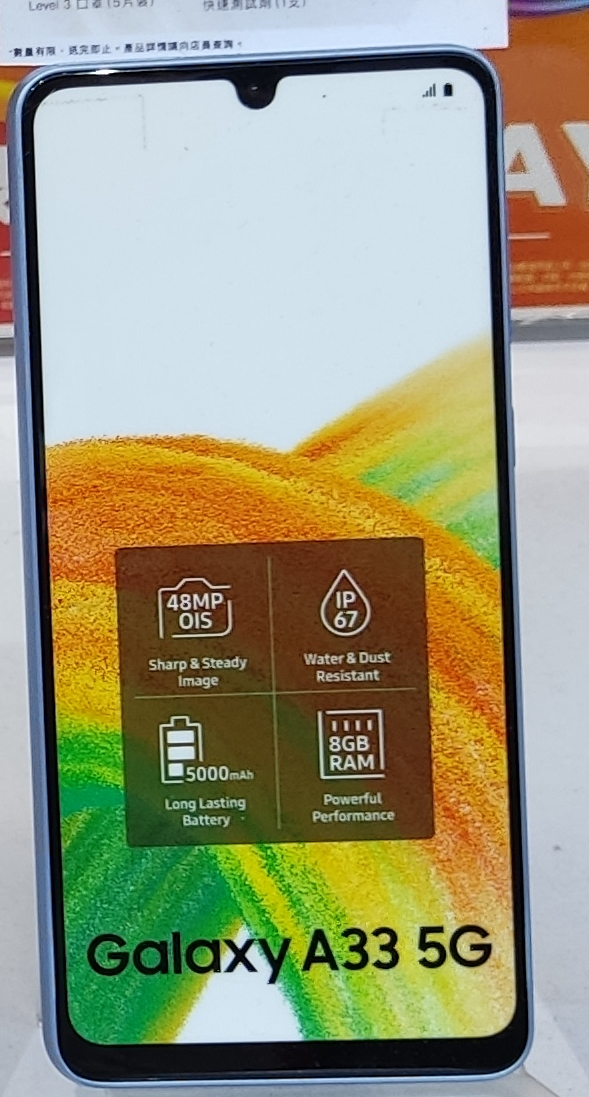
A33 5G
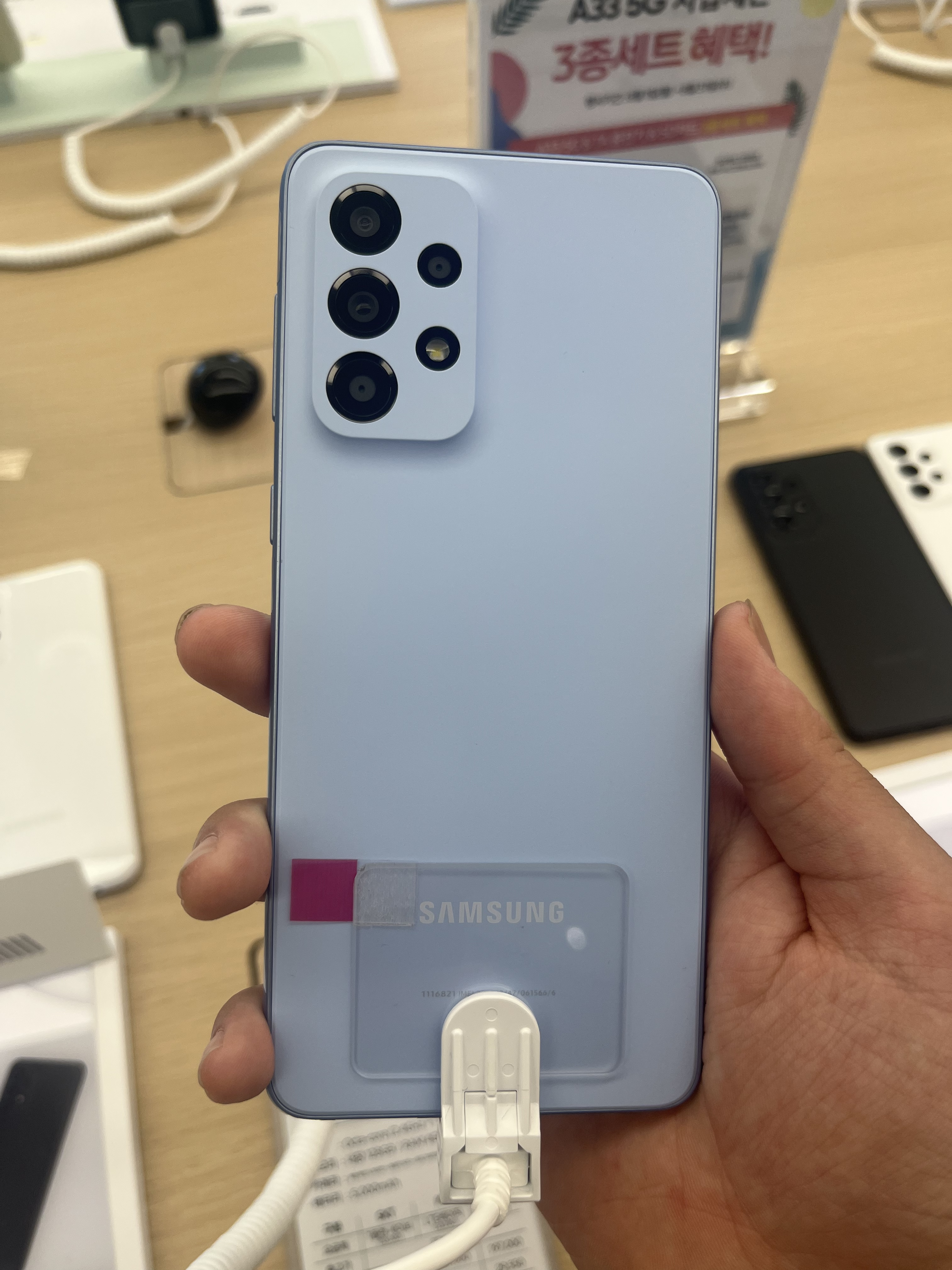
A33 5G
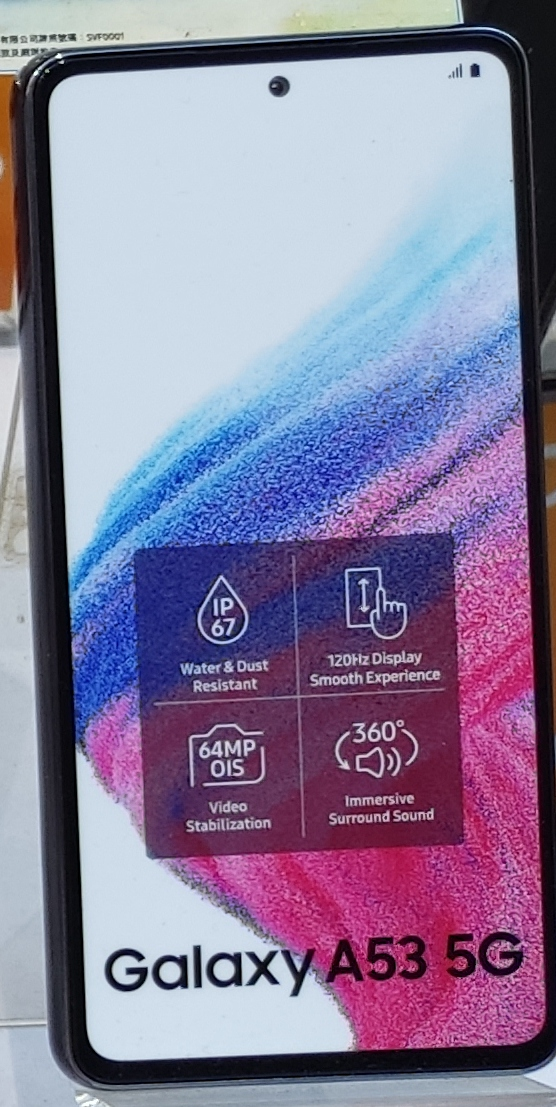
A53 5G
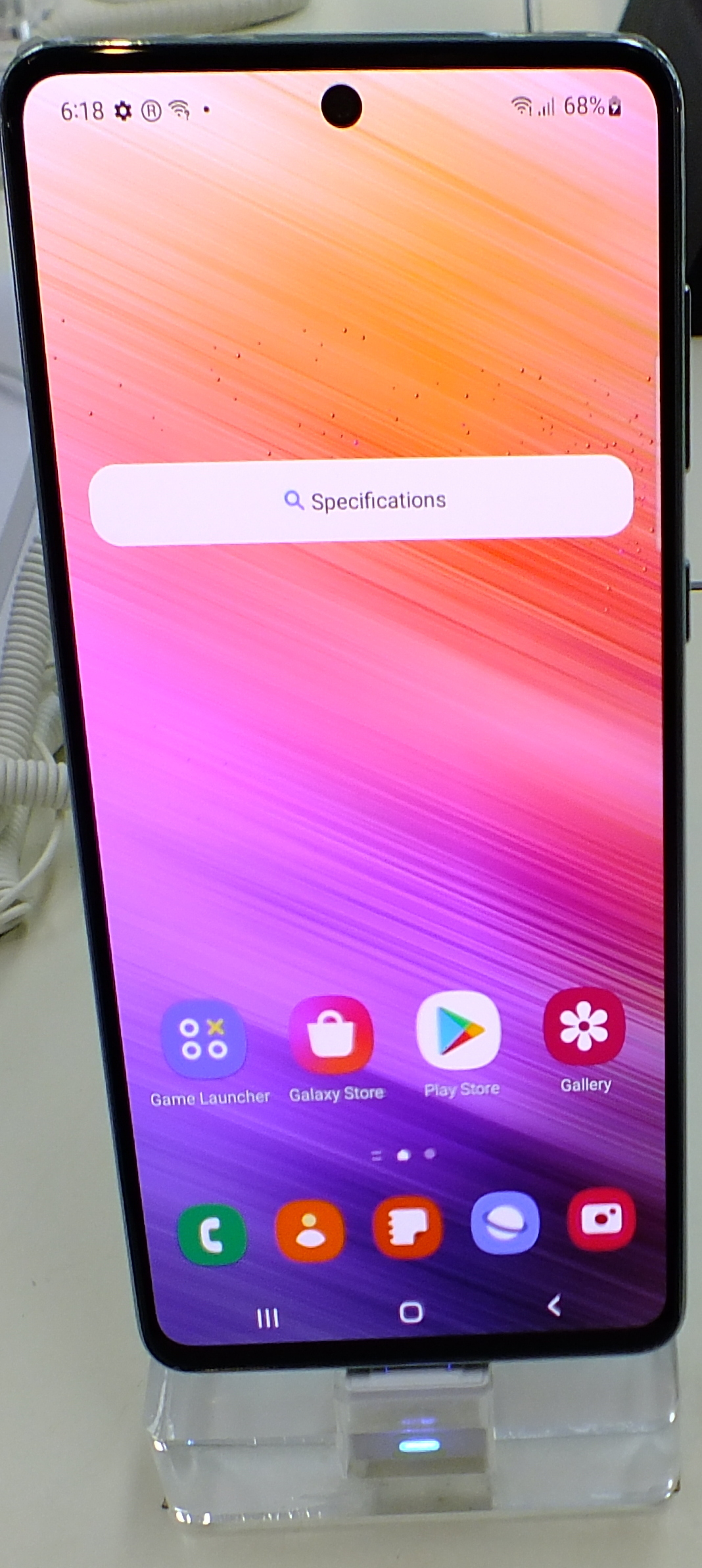
A73 5G (qui n'a jamais été commercialisé en Europe)

### 2023
Liste des différents modèles de la gamme Samsung Galaxy A 2023 :
- Samsung Galaxy A05s 4G ;
- Samsung Galaxy A14 4G[55] / 5G ;
- Samsung Galaxy A34 5G ;
- Samsung Galaxy A54 5G.

Le A14 est un modèle d'entrée de gamme.
Le A34 et le A54 ont respectivement un écran de 6,4 et 6,6 pouce. Proches visuellement, et ayant une mémoire vive de 6 ou 8 Go, ils ont des batteries de 5000 mAh, mais des caméras différentes. Ils reprennent l'apparence du Samsung Galaxy S23,.

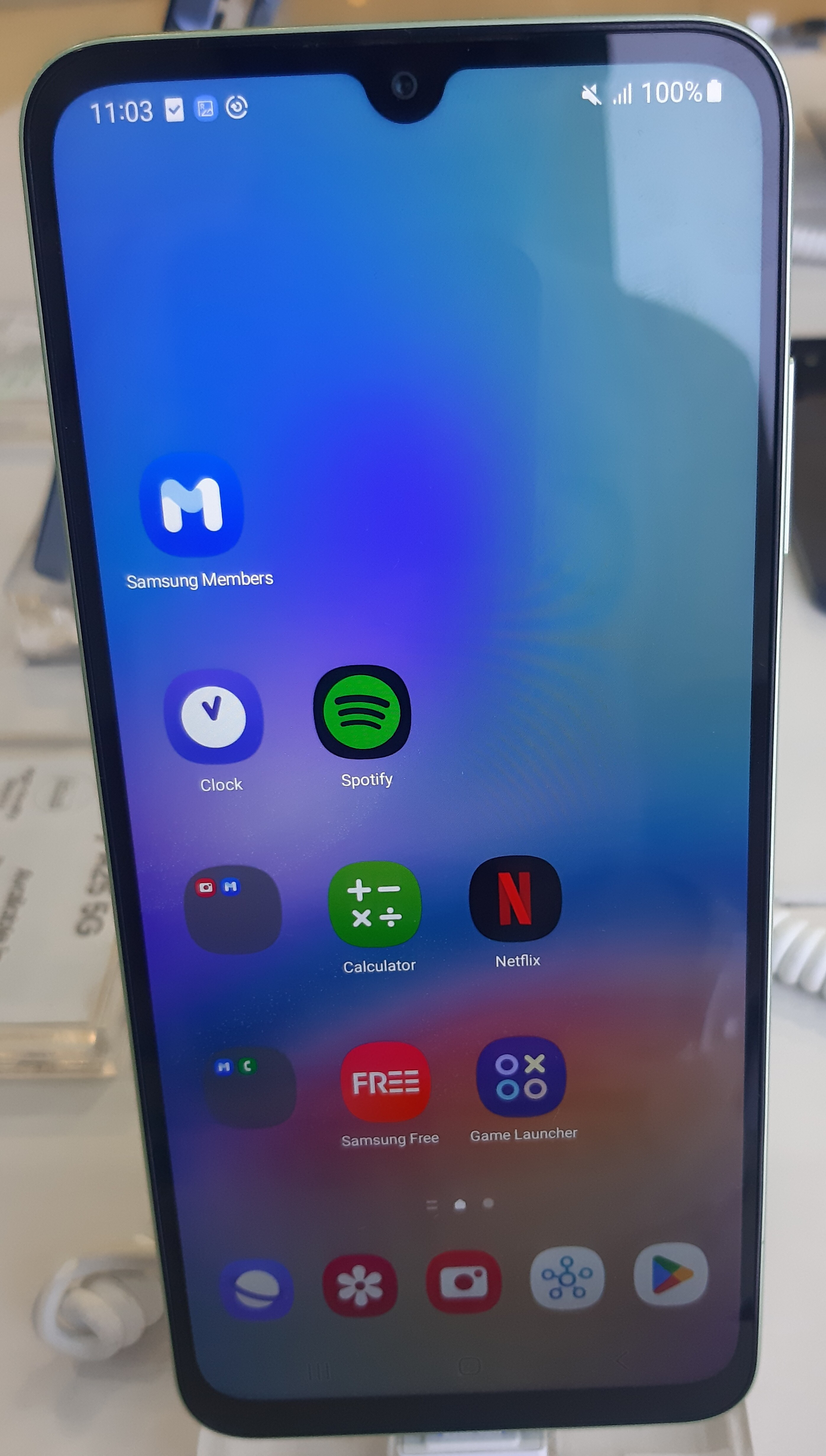
A05s 4G
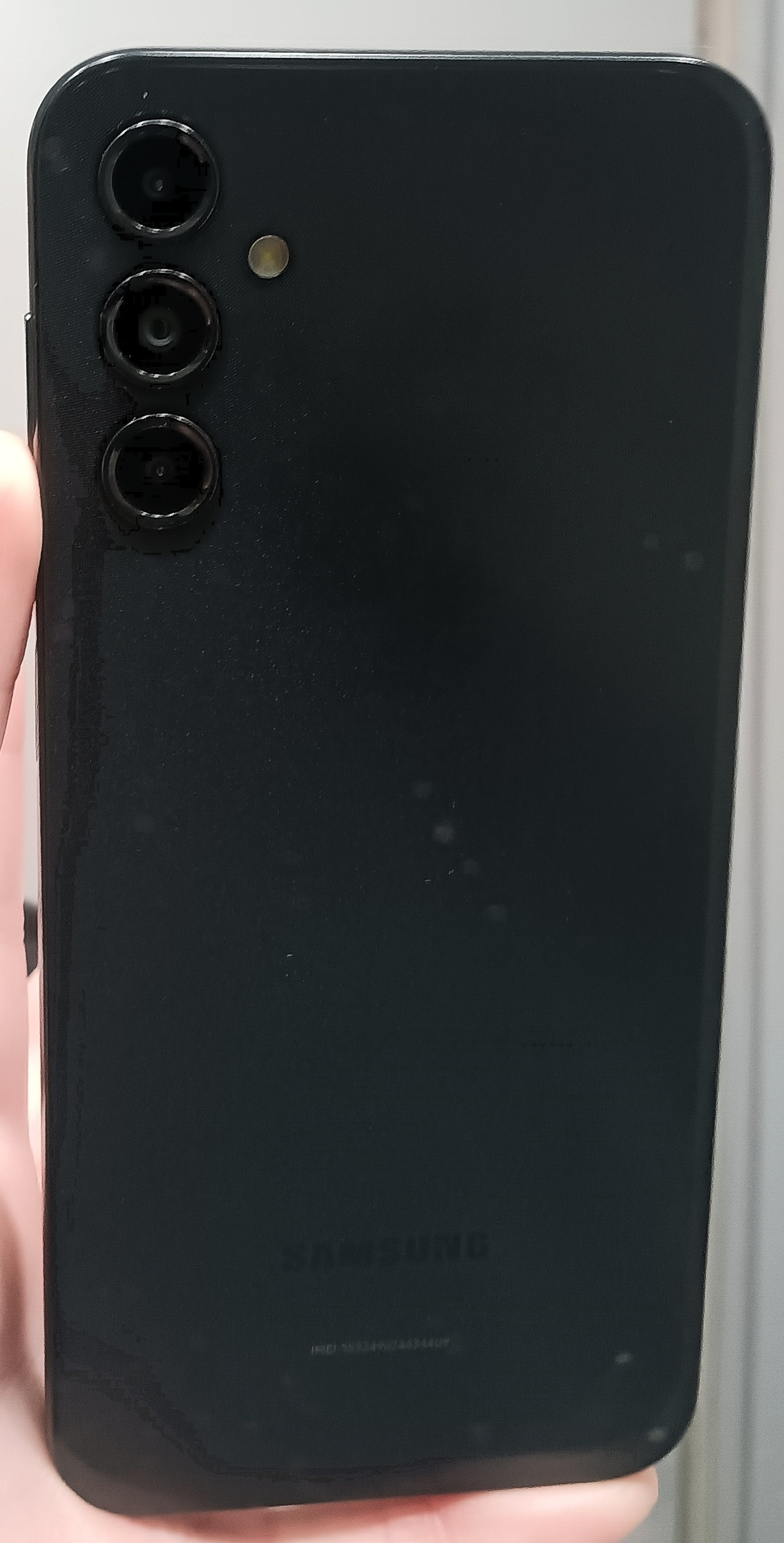
A14 5G (vue arrière)
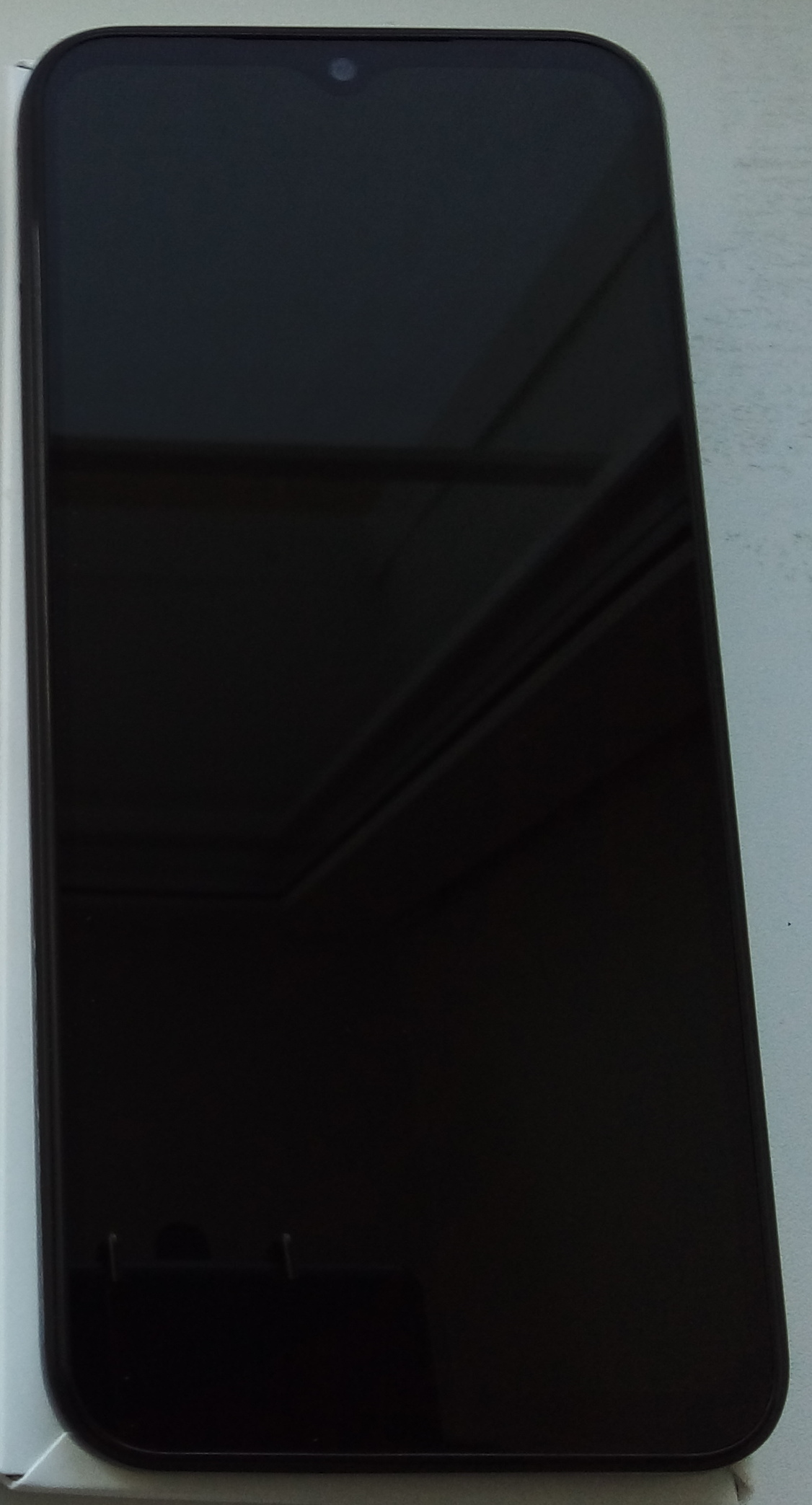
A14 5G
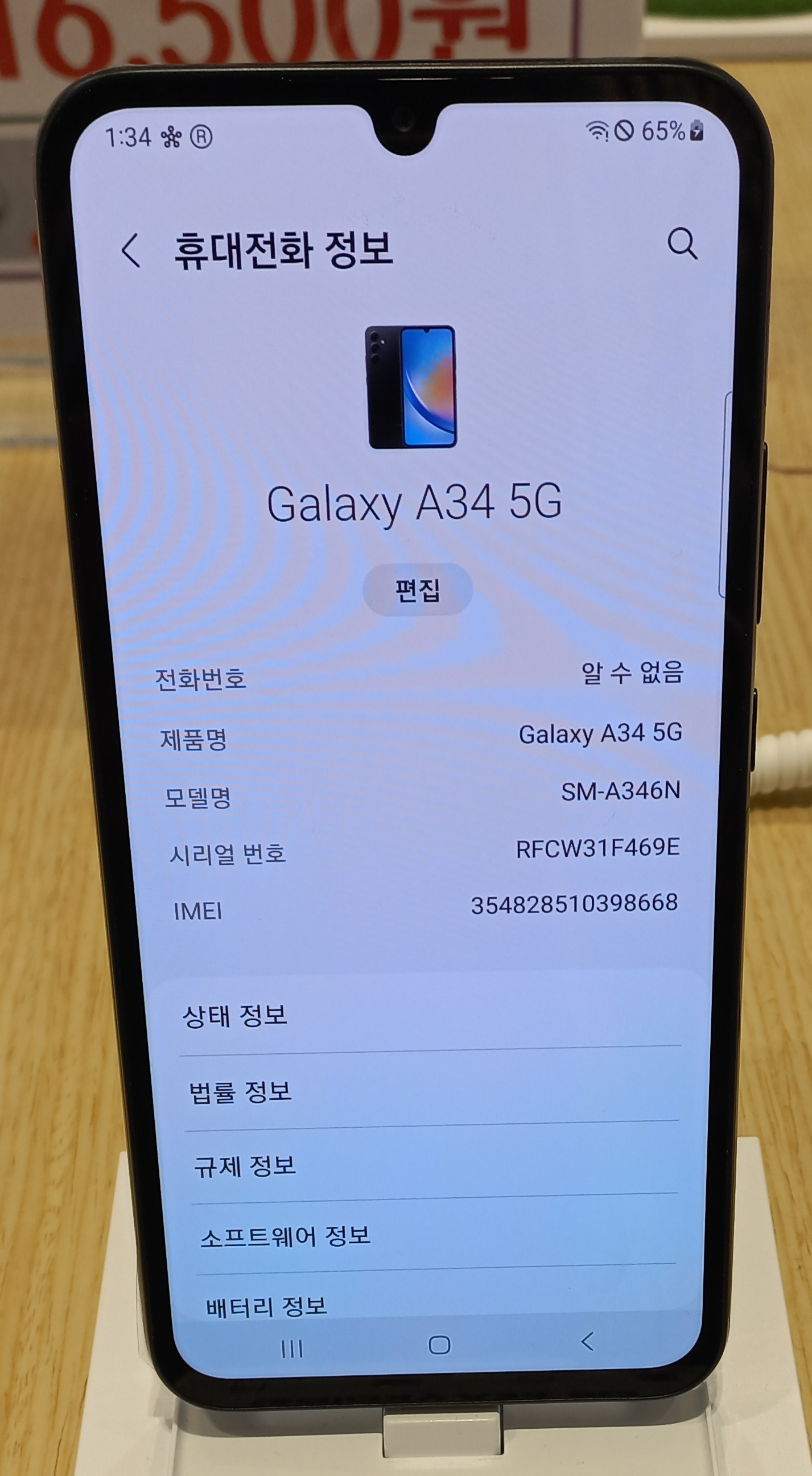
A34 5G
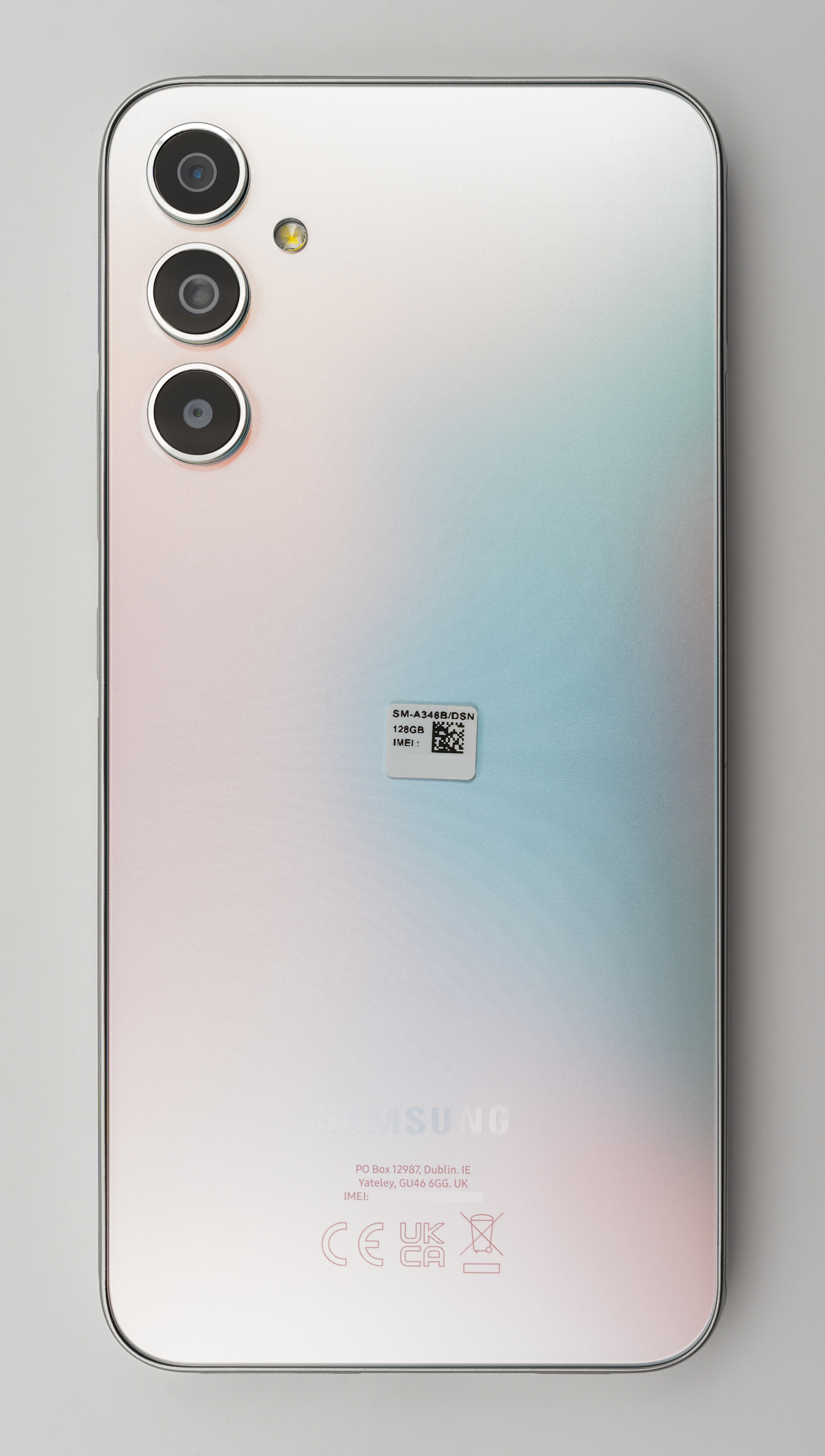
A34 5G (vue arrière)
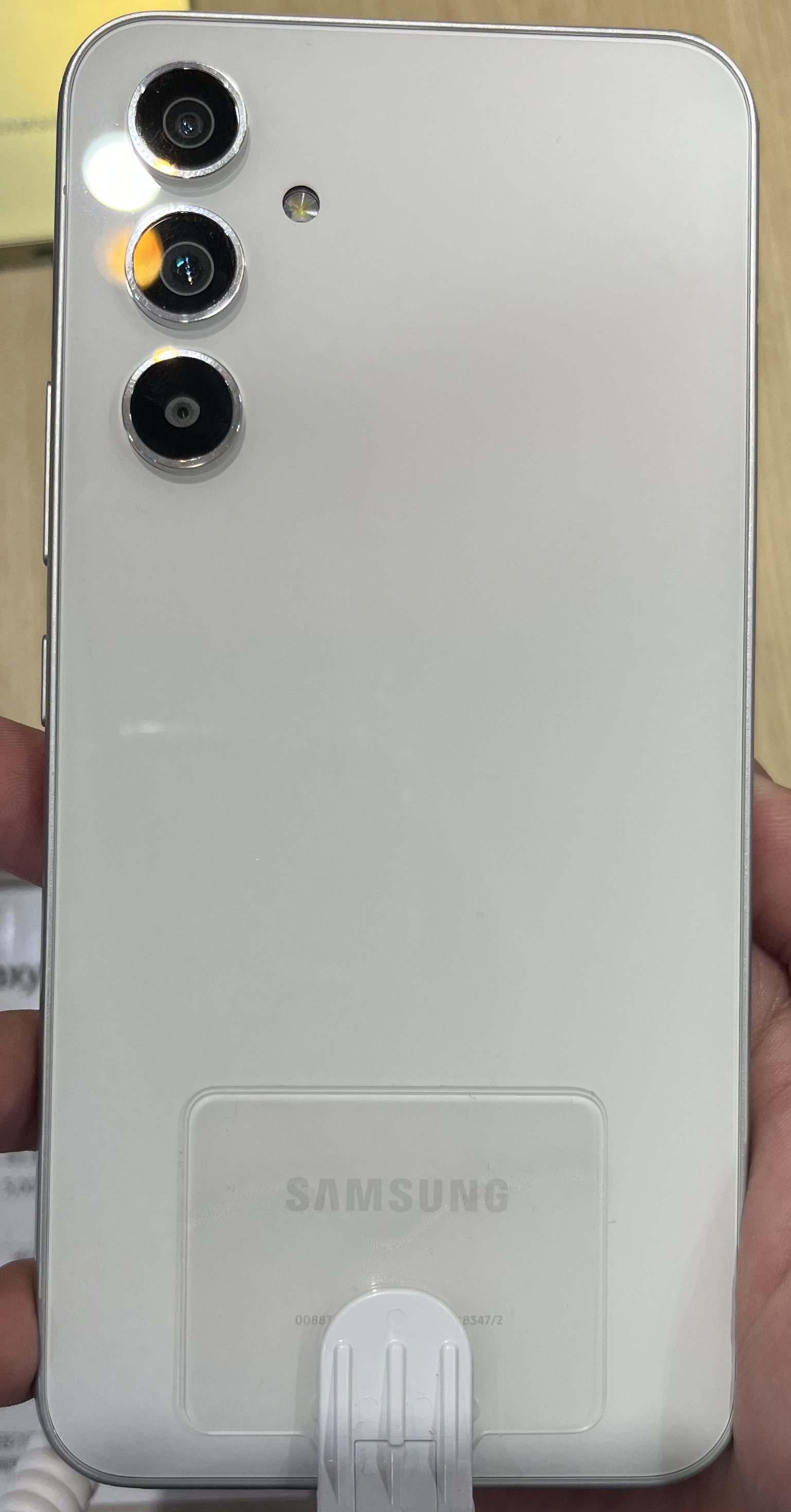
A54 5G (vue arrière)

### 2024
En mars 2024, Samsung annonce les Samsung Galaxy A35 et A55. Positionnés au milieu de gamme, ils possèdent le même écran de 6,6 pouces. Ils ont un design proche de celui du Samsung Galaxy S24, avec un arrière en verre. Ils sont également équipés d'une batterie de 5000 mAh, et le A35 a le même processeur Exynos 1380 que le A54.
Téléphone d'entrée de gamme, le Galaxy A15 a un dos en plastique, avec une finition brillante. L'entrée de gamme inclut aussi le Galaxy A05s, et le A25, qui a une « encoche en forme de goutte d'eau », et un dos en plastique.

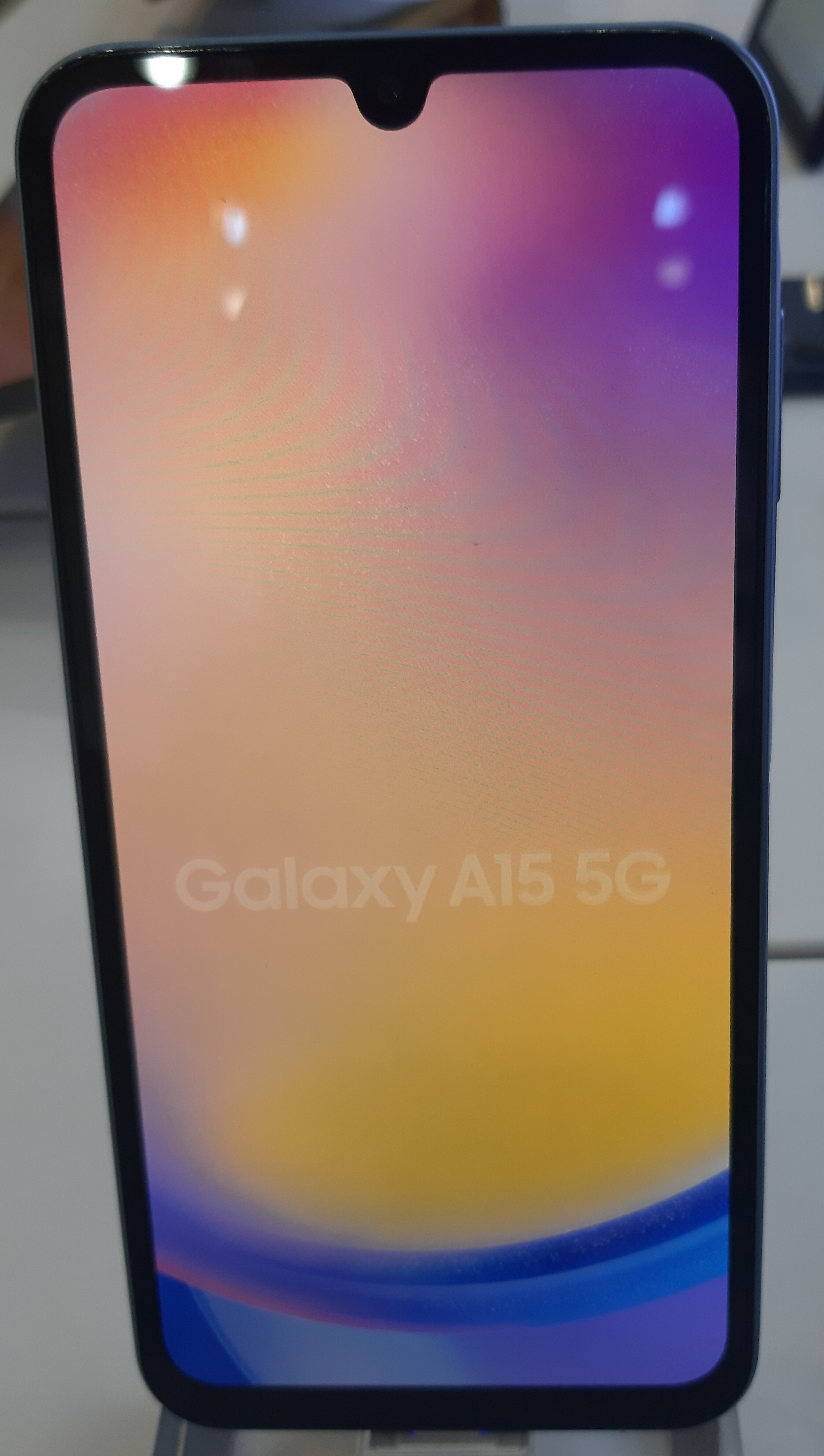
A15
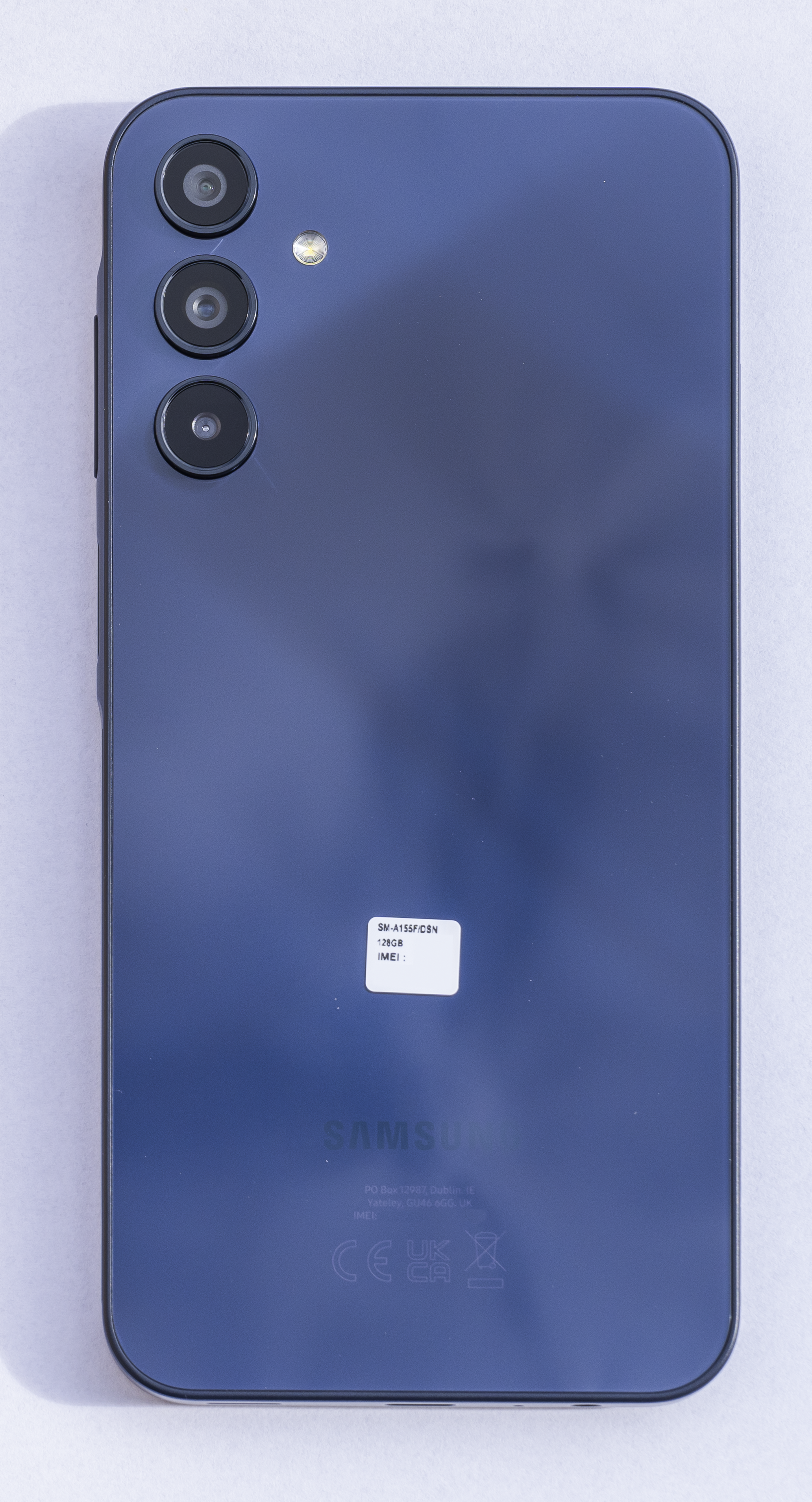
A15 (vue arrière)
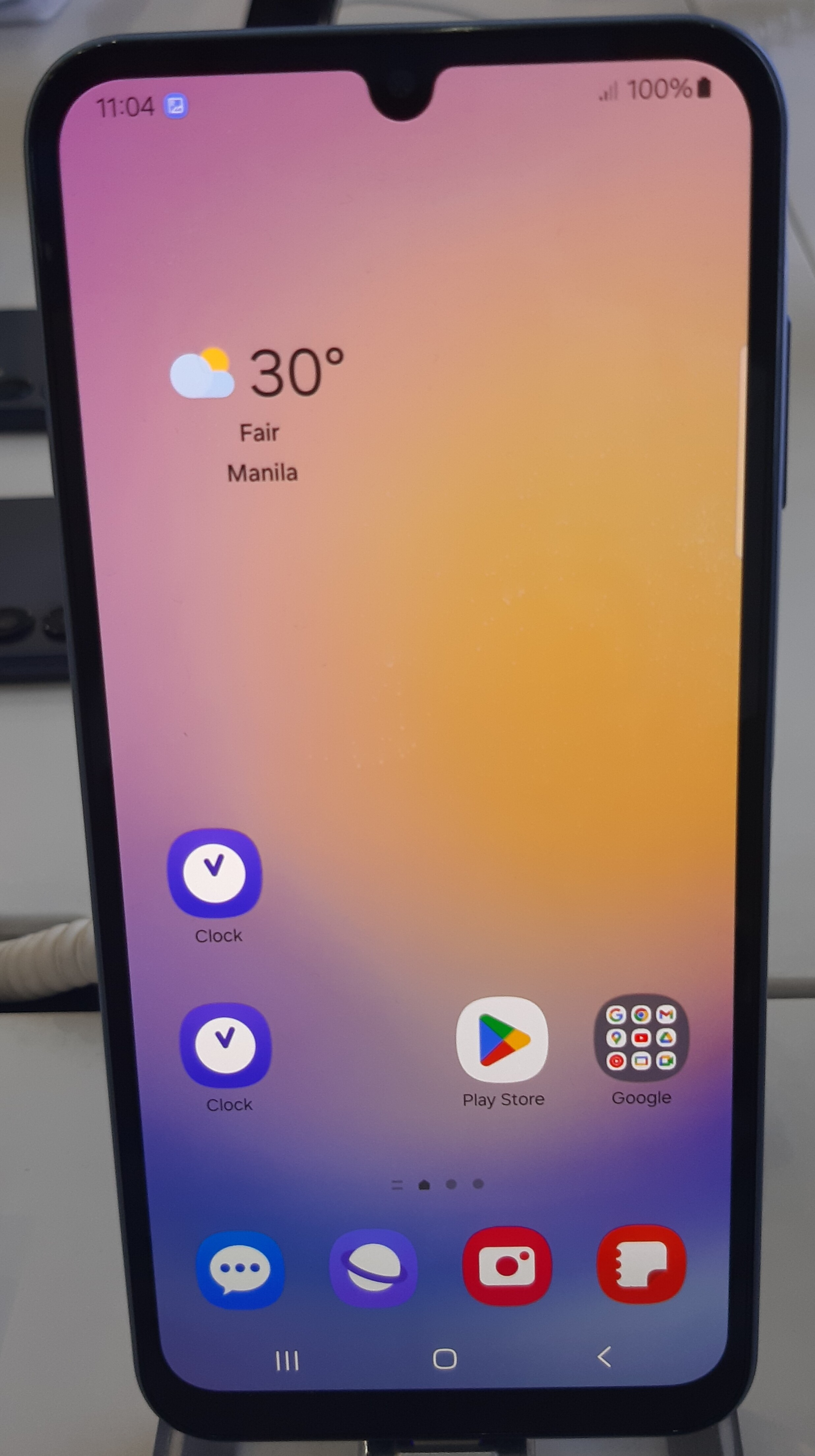
A25 5G
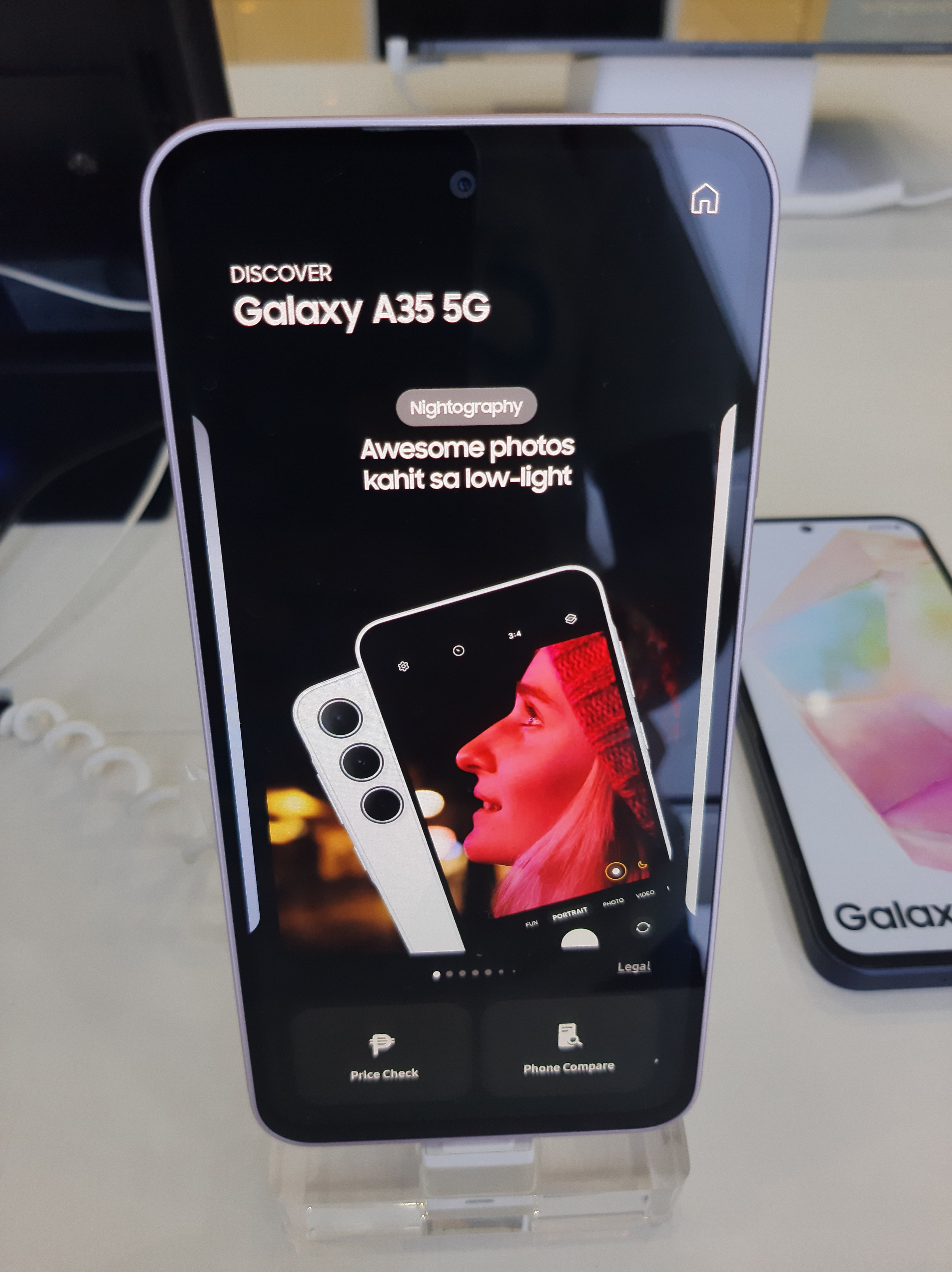
A35 5G
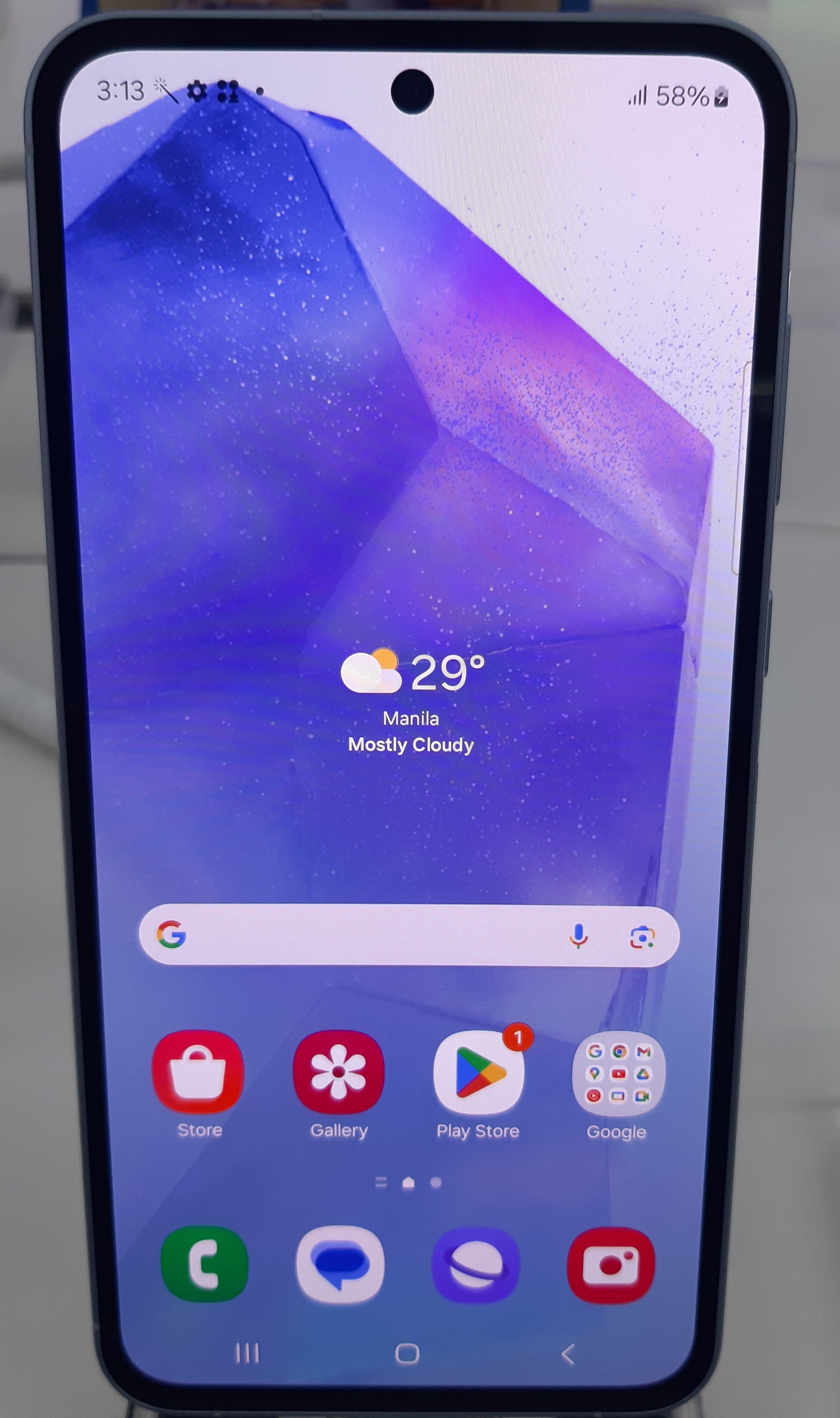
A55 5G

### 2025
La gamme Galaxy A regroupe des modèles d'entrée et de milieu de gamme.
Évolution du Galaxy A05, le Galaxy A06 est disponible en Inde et au Vietnam, Pour sa part, le Galaxy A16 a un dos en plastique, avec une finition brillante, et partage la même caméra que le A15.
Les modèles du millésime 2025, A26, A36 et A56, ont tous un écran identique de 6,7 pouce, et une batterie de 5000 mAh. Côté mémoire vive, les deux premiers possèdent 6 Go, et le dernier 8 Go. Enfin, les caméras des trois modèles ont des résolutions différentes. Le A56 a pour sa part un dos en verre, de même que le A26, qui garde la même caméra que le A25, a le même processeur Exynos 1380 que le A54, et prend en charge les carte microSD.

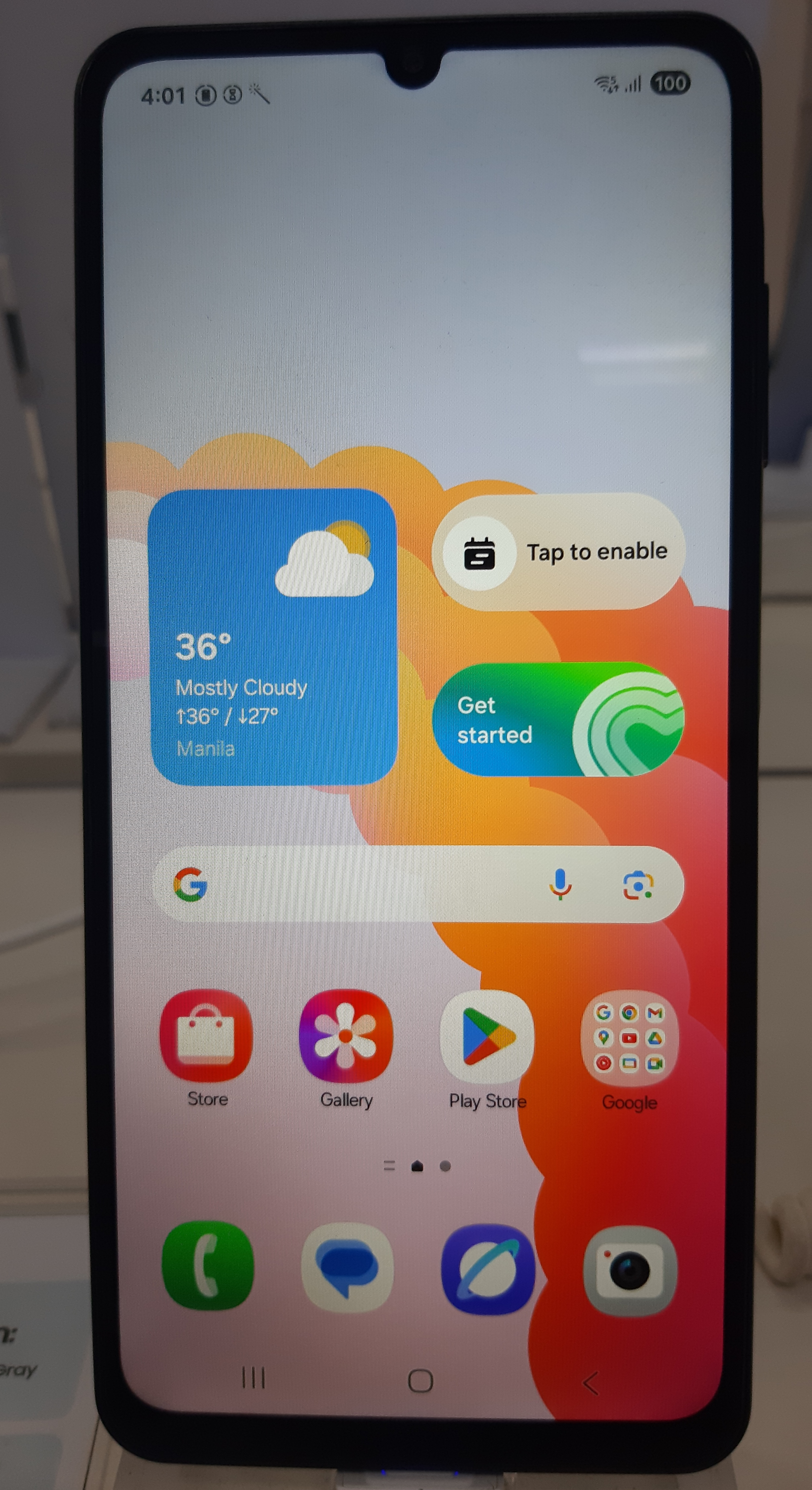
A06 5G
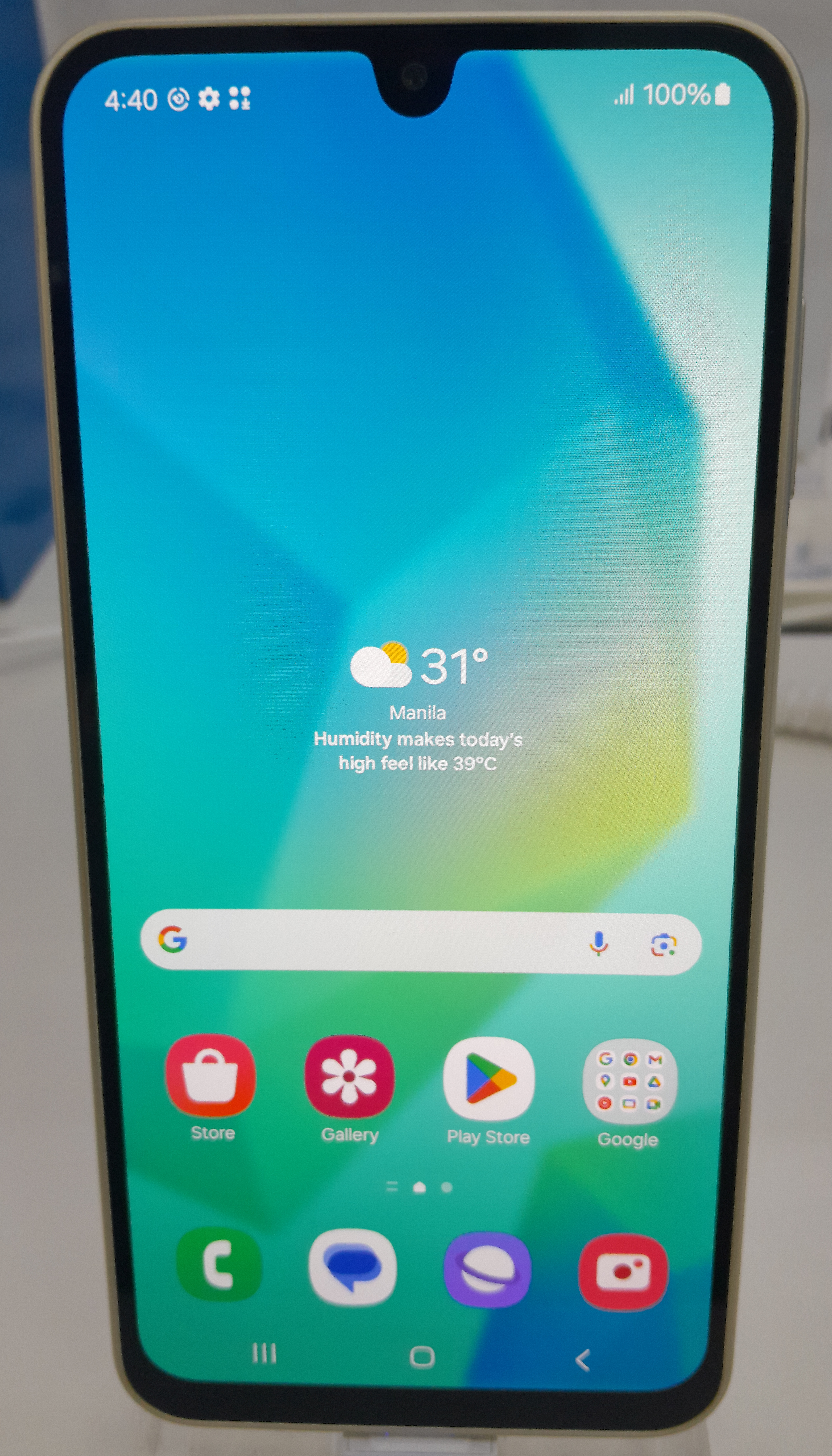
A16 5G
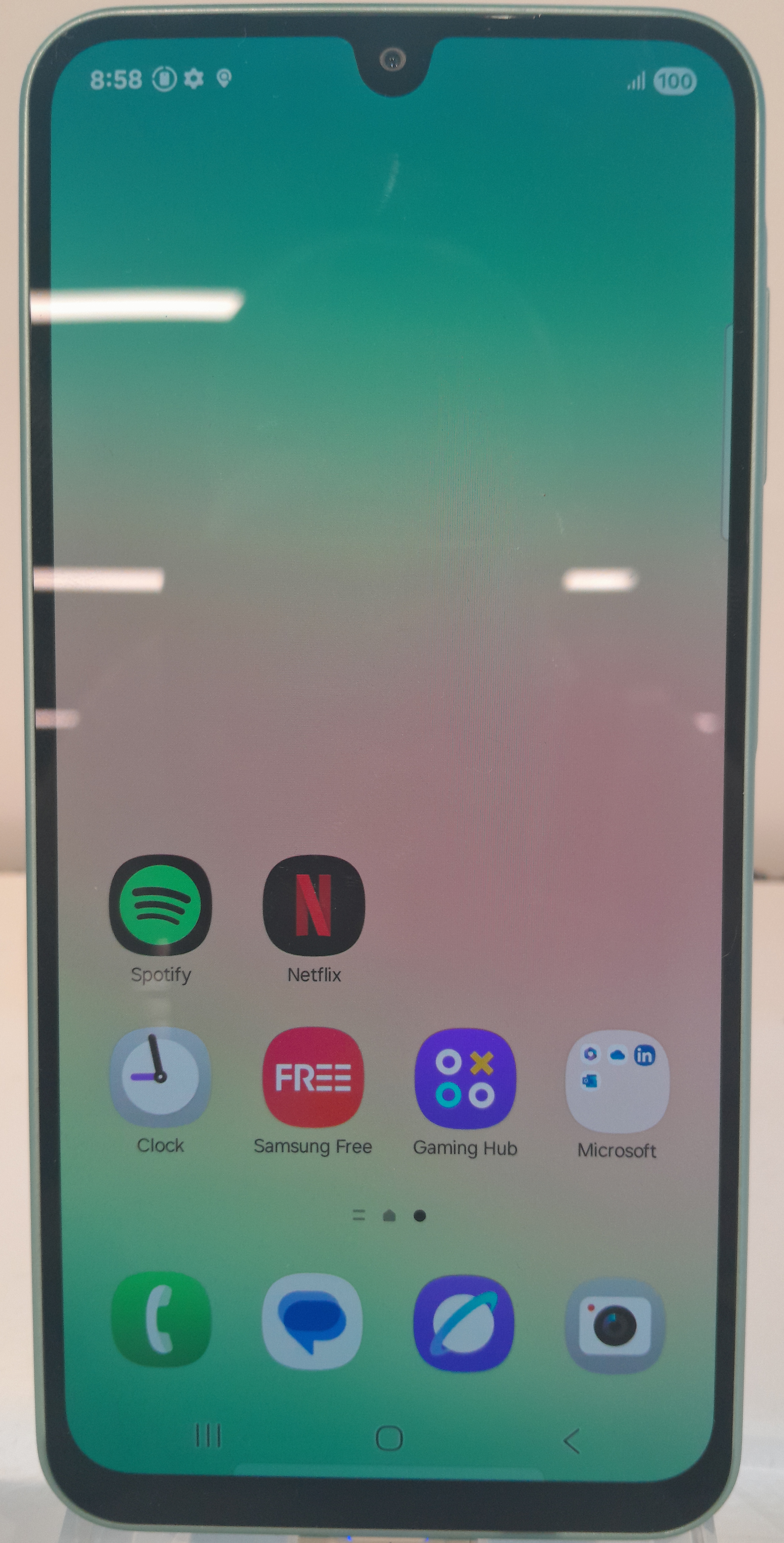
A26 5G
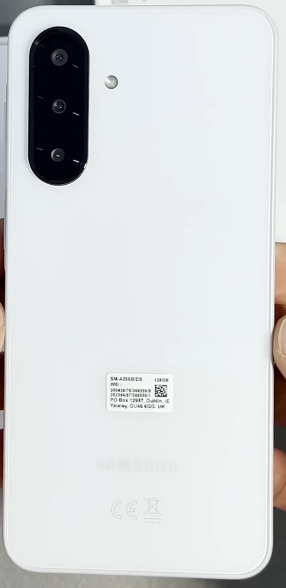
A26 5G (vue arrière)
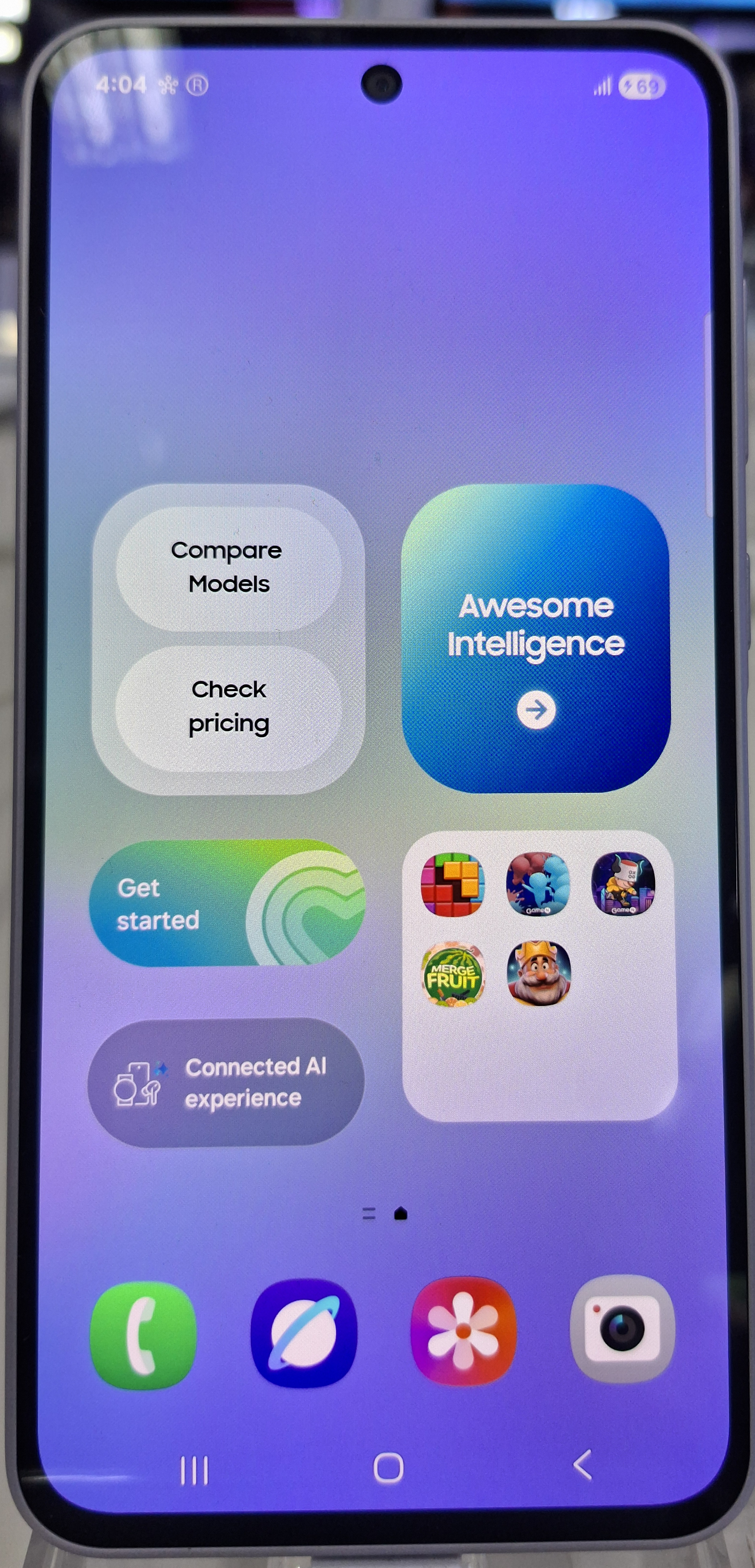
A36 5G
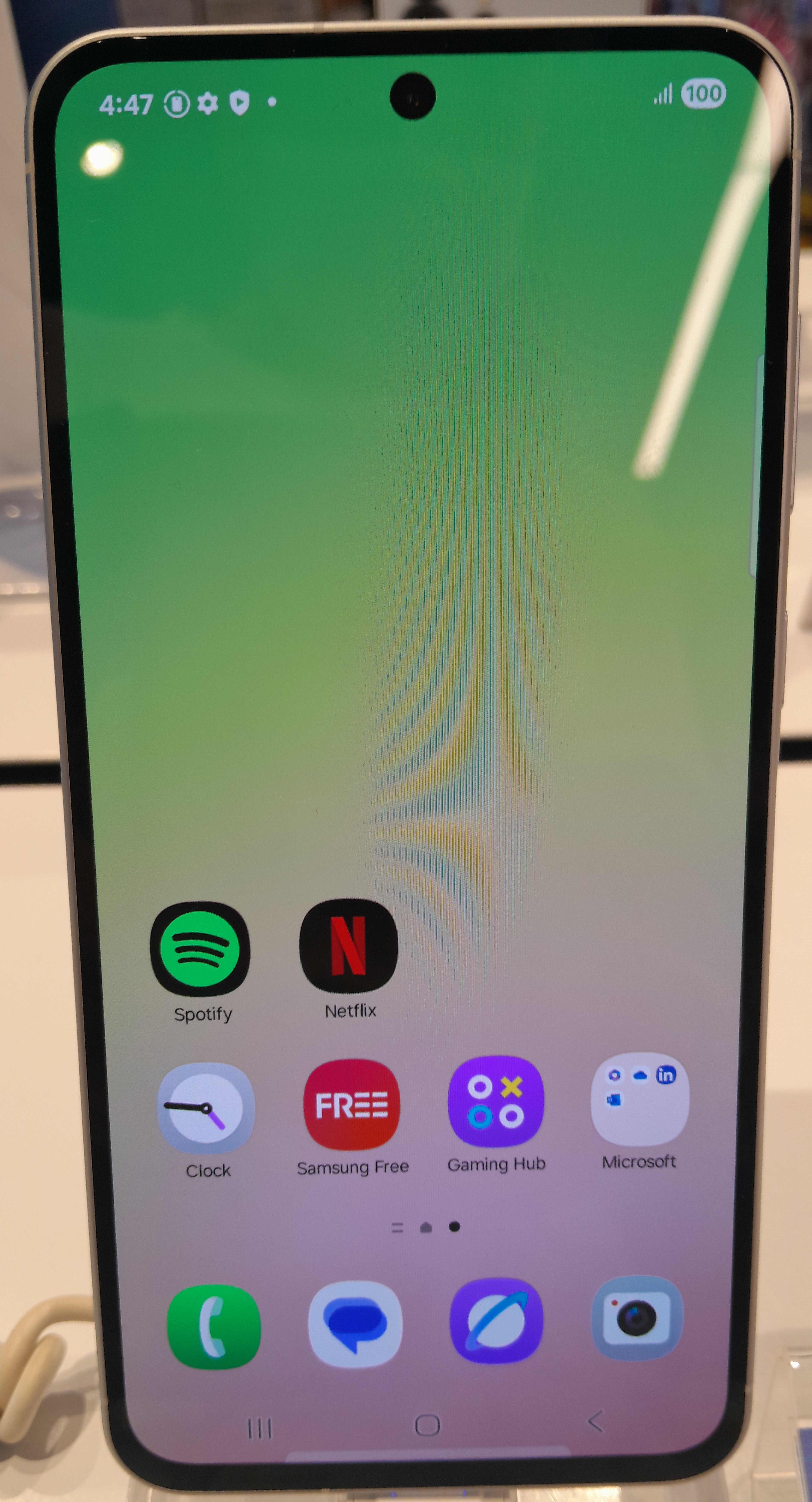
A56 5G
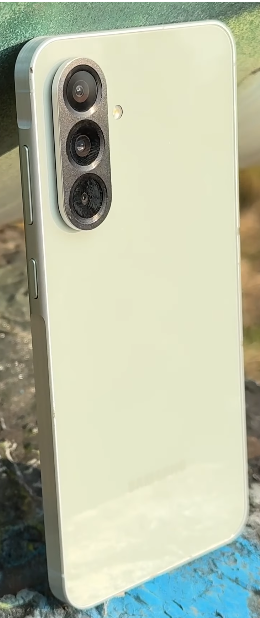
A56 5G (vue arrière)